# Norvegia
Norvegia (în norvegiană Norge —Bokmål — sau Noreg —Nynorsk — pronunție Bokmål: [ˈnɔɾɡə]; nynorsk: [ˈnoːɾeːɡ]), oficial Regatul Norvegiei, este un stat suveran și unitar, guvernat ca o monarhie, al cărui teritoriu cuprinde partea de vest a Peninsulei Scandinave, plus insula Jan Mayen și arhipelagul Svalbard. Insula Petru I din Antarctica și Insula Bouvet din zona subantarctică sunt teritorii dependente și nu sunt considerate părți ale Regatului. Norvegia revendică și o secțiune din Antarctica, cunoscută sub numele de Țara Reginei Maud. Până în 1814, Regatul cuprindea și Insulele Feroe (din 1035), Groenlanda (1261) și Islanda (1262), și până în 1468, deținea și insulele Shetland și Orkney.
Norvegia are o suprafață totală de 385.207 km² și o populație de 5.594.340 locuitori. Țara are o lungă frontieră spre est cu Suedia (1.619 km lungime). Norvegia se mai învecinează cu Finlanda și cu Rusia la nord-est și, peste Strâmtoarea Skagerrak, la sud, cu Danemarca. Norvegia are o coastă extinsă, la Oceanul Atlantic de Nord și la Marea Barents.
Regele Harald al V-lea din dinastia germană de Glücksburg este actualul Rege al Norvegiei. Jonas Gahr Støre (Ap) a devenit prim-ministru în 2021, înlocuind-o pe Erna Solberg. Monarhie constituțională, în Norvegia puterea în stat este partajată între Parlament, Cabinet și Curtea Supremă, așa cum se stabilește Constituția din 1814⁠(d). Regatul s-a format prin fuziunea mai multor mici regate. Prin tradiție, Regatul există în permanență din anul 872⁠(d), și lista de monarhi norvegieni cuprinde peste șaizeci de regi și principi.
Norvegia este împărțită atât politic, cât și administrativ, pe două niveluri: fylke (provincii) și comune. Astfel pe baza rezoluției Stortingului din 8 iunie 2022, s-a prevăzut o reducere la 15 fylke, ca parte a unei reforme regionale. Poporul Sami are o anumită autonomie și influență asupra teritoriilor lor tradiționale Parlamentul Sami⁠(d) și Legea Finnmarkului⁠(d). Norvegia menține legături strânse cu Uniunea Europeană și cu Statele Unite ale Americii, și este membru fondator al Organizației Națiunilor Unite, NATO, Consiliului Europei, Tratatului Antarctic și Consiliului Nordic; membru al Spațiului Economic European, OMC și OCDE; și face parte și din Spațiul Schengen.
Țara își menține o combinație de economie de piață și stat pe model socialist nordic, unde există un sistem sanitar universal⁠(d) și sistem de asistență socială cuprinzătoare. Norvegia are vaste rezerve de petrol, gaze naturale, minereuri, cherestea, fructe de mare, apă dulce, și hidroenergie. Industria petrolieră reprezintă aproximativ un sfert din produsul intern brut (PIB) al Țării. Pe cap de locuitor⁠(d), Norvegia este cel mai mare producător mondial de petrol și gaze naturale în afara Orientului Mijlociu.
Țara are al patrulea cel mai mare venit pe cap de locuitor⁠(d) din lume în clasamentele Băncii Mondiale și ale FMI. Conform clasamentului după PIB (PPP) per capita (estimare pe 2015) care include teritorii și unele regiuni, Norvegia se află pe locul al unsprezecelea. Din 2001 până în 2006, și apoi din nou din 2009 până în 2015, Norvegia a avut cel mai mare Indice de Dezvoltare Umană din lume. Norvegia s-a clasat în fruntea clasamentului Indicelui Legatum al Prosperității⁠(d) timp de șapte ani la rând, până în 2015. Norvegia se clasează pe primul loc și după Indicele OCDE Better Life, Indicele de Integritate Publică și Indicele Democrației.

## Etimologia

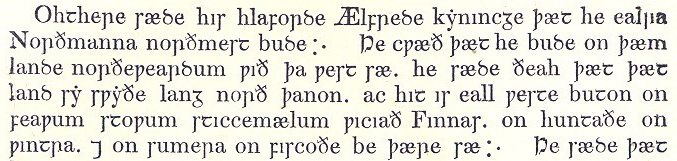
Deschiderea poveștii lui Ohthere în engleza veche, tradus: „Ohthere i-a spus domnului lui, regele Ælfrede, că a trăit cel mai la nord din toți norvegienii.. "

Norvegia are două nume oficiale: Noreg în Nynorsk (norvegiana veche: Noregr) și Norge în Bokmål (nordica veche: Noregi, dativul lui Noregr).
Numele provine din cuvântul norvegian vechi norðrvegr, „calea nordului” sau „drumul care duce spre nord”, cum numeau geații⁠(d) și danii⁠(d) coasta de vest a Norvegiei, în contrast cu suðrvegar „calea sudului” pentru Germania, și austrvegr „calea estului” pentru Marea Baltică. Varianta în română este o latinizare a acestei denumiri.
Profesorul de filologie Magnus Olsen⁠(d) a scris că norðrvegr se referă la ruta de navigație prin arhipelagul interior din sud-vestul Norvegiei, zona de origine a lui Harald cel Blond, primul rege al Norvegiei, și că, datorită lui, numele a fost extins la întreaga țară.
Într-un manuscris latin din 849, este menționat numele Northuagia, în timp ce o cronică franceză de pe la 900 utilizează numele Northwegia și Norwegia. Când Ohthere din Hålogaland⁠(d) l-a vizitat pe Regele Alfred cel Mare în Anglia la sfârșitul secolului al IX-lea, țara era denumită Norðwegr (lit. Calea Nordului) și norðmanna land (lit. Țara Oamenilor Nordului).
Cuvântul norðmaðr din nordica veche a fost latinizat, în secolul al IX-lea, în Nortmannus, cu sensul de „nordic, viking”, care a dat naștere la numele de normanzi. După ce Norvegia a devenit creștină, Noregr și Noregi au devenit cele mai comune forme, dar de-a lungul secolului al XV-lea, noile forme Noreg(h) și Norg(h)e, găsite în manuscrise medievale islandeze, au căpătat proeminență și au supraviețuit până în zilele noastre.

## Istoria

### Preistoria

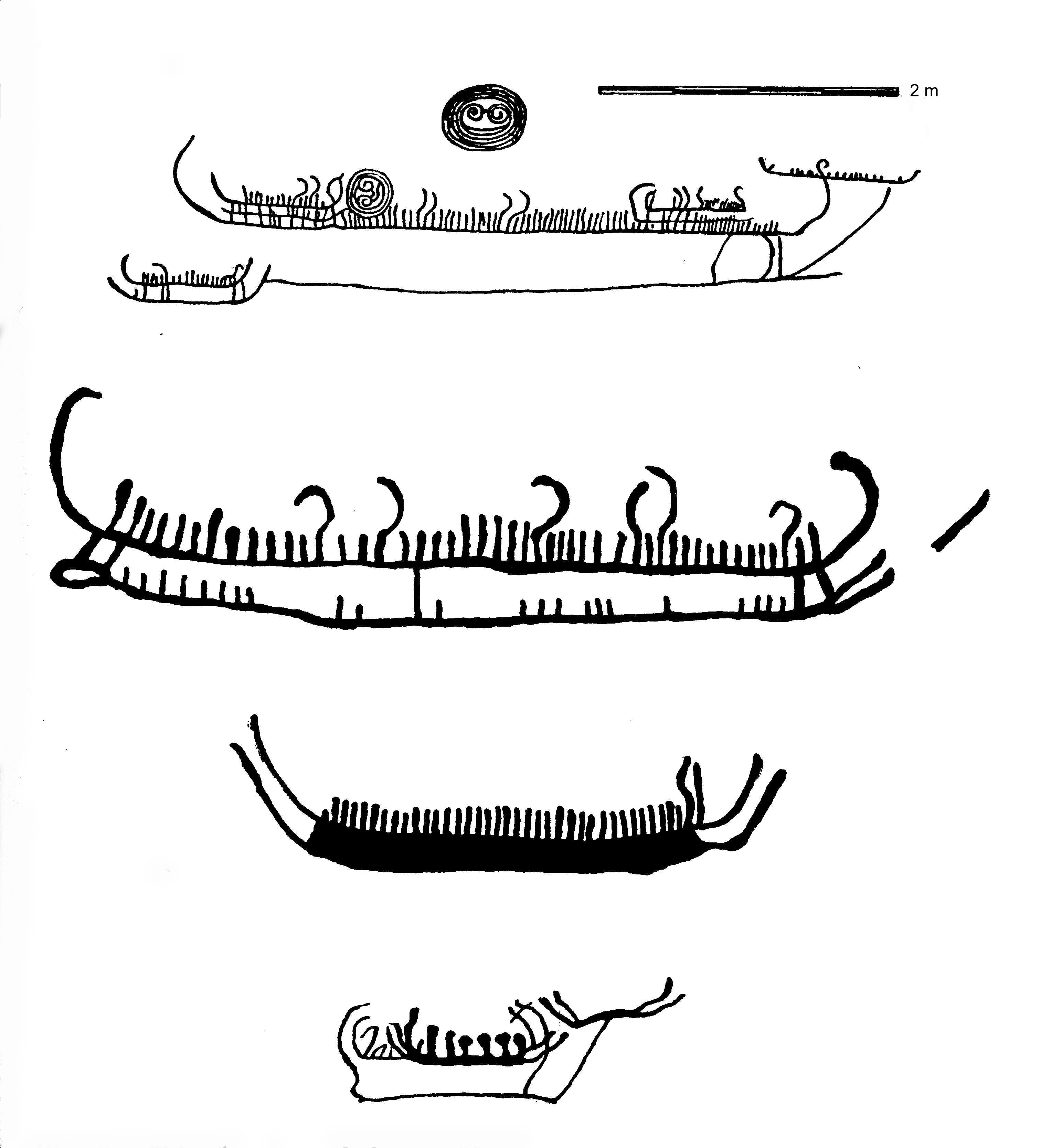
Gravuri în piatră din de la Steinkjer,

Primii locuitori au fost cultura Ahrensburg⁠(d) (mileniile al XI-lea-al X-lea î.e.n.), o cultură a paleoliticului superior din timpul Dryasului recent, ultima perioadă de frig de la sfârșitul glaciațiunii Weichsel. Cultura este numită după satul Ahrensburg, aflat la 25 km nord-est de Hamburg în landul german Schleswig-Holstein, unde au fost descoperite teci de săgeți și bâte. Cele mai vechi urme de ocupație umană în Norvegia sunt găsite de-a lungul coastei, unde imensa banchiză de gheață din ultima eră glaciară s-a topit mai întâi între 11.000 și 8000 î.e.n. Cele mai vechi descoperiri sunt unelte de piatră datând din 9500 până la 6000 î.e.n., descoperite în Finnmark (cultura Komsa⁠(d)), în nord și Rogaland (cultura Fosna⁠(d)), în partea de sud-vest. Cu toate acestea, teoriile despre două culturi cu totul diferite (cultura Komsa de la nord de Cercul Arctic fiind una și cultura Fosna dintre Trøndelag și Fjordul Oslo⁠(d) fiind cealaltă) sunt depășite din anii 1970.

Extinderea aproximativă a

Descoperiri mai recente efectuate de-a lungul întregii coaste au dezvăluit arheologilor că diferența dintre cele două poate fi pur și simplu atribuită diferitelor tipuri de instrumente și nu diferitelor culturi. Fauna zonei de coastă oferea un mijloc de trai pentru pescari și vânători, care circulau de-a lungul coastei de sud pe la 10000 î.e.n. când interiorul era încă acoperit cu gheață. Acum se crede că aceste așa-numite popoare „arctice” au venit din sud și au urmat coasta spre nord mult mai târziu.
În partea de sud a țării au fost descoperite așezări umane datând din preajma anului 5.000 î.e.n. Descoperirile din aceste situri oferi o idee mai clară despre viața popoarelor de vânători și pescari. Așezările au forme variate și cea mai mare parte sunt realizate din diferite tipuri de piatră; cele din perioadele mai târzii sunt realizate cu mai multă pricepere. Au fost găsite și inscripții în piatră (de exemplu, petroglife), de obicei, în apropierea locurilor de vânătoare și de pescuit. Ele reprezintă vânatul, cum ar fi cerbi, reni, elani, urși, păsări, foci, balene⁠(d), și pești (în special somon si halibut⁠(d)), toate vitale pentru modul de viață al popoarelor de pe coastă. Sculpturile din zona Alta, Finnmark, cel mai mare astfel de sit din Scandinavia, au fost realizate la nivelul mării între 4200 și 500 î.e.n. și marchează înaintarea uscatului în urma ridicării nivelului mării după sfârșitul ultimei ere glaciare.

### Epoca Bronzului

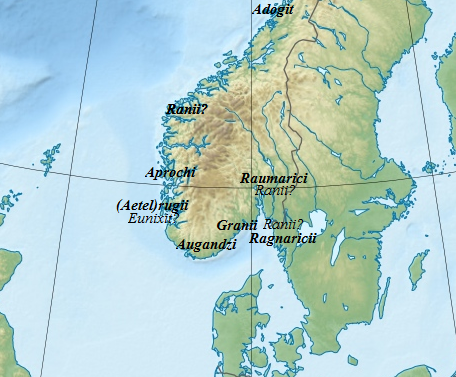
Locurile locuite de triburi germanice descrise de către Jordanes în Norvegia

Între 3000 și 2500 î.e.n. în estul Norvegiei au sosit noi coloniști (cultura ceramicii cordate). Aceștia erau agricultori indo-europeni, care cultivau cereale și creșteau vaci și oi. Populația de vânători-pescari de pe coasta de vest a fost înlocuită treptat de către agricultori, deși vânătoarea și pescuitul au rămas mijloace de trai secundare utile.
De pe la 1500 î.e.n., a fost introdus treptat bronzul, dar utilizarea pietrei a continuat; Norvegia nu prea avea bogății pe care să le ofere la schimb pentru obiecte din bronz, și cele câteva descoperiri constau în mare parte din arme elaborate și broșe pe care și le puteau permite numai căpeteniile. Caracteristice acestei perioade sunt pietrele funerare uriașe construite aproape de mare și găsite înspre nord, până la Harstad și pe continent în zona sudică. Motivele sculpturilor în piatra diferă de cele tipice Epocii Pietrei. Reprezentările Soarelui, animalelor, copacilor, armelor, vaselor, și toți oamenii sunt puternic stilizate.
Mii de inscripții în piatră din această perioadă descriu vase, iar monumentele funerare mari din piatră denumite nave de piatră⁠(d), sugerează că navele și navigația jucau un rol important în cultura lor în general. Navele reprezintă, cel mai probabil, Canoe din scânduri cusute, folosite pentru război, pescuit și comerț. Aceste tipuri de nave și-ar putea avea originea, încă din perioada neolitică și vor continua și în Epoca Fierului preromană, așa cum exemplifică barca din Hjortspring.

### Epoca Fierului
De la începutul epocii de Fier (ultimii 500 de ani î.e.n.) s-au găsit foarte puține artifacte. Morții erau incinerați, iar mormintele lor conțin doar câteva obiecte. În primele patru secole ale erei noastre, oamenii din Norvegia au fost în contact cu Galia ocupată de romani. S-au găsit circa 70 de cazane romane din bronz, de multe ori folosite ca urne funerare. Contactul cu țările civilizate din sud a adus cunoașterea runelor; cea mai veche inscripție runică norvegiană datează din secolul al III-lea. În acest moment, cantitatea terenului locuit în țară a crescut, dezvoltare care poate fi urmărită prin studii coordonate de topografie, arheologie și toponimie. Cele mai veche rădăcini de nume, cum ar fi nes, vik, și bø („cape”, „golf” și „fermă”), sunt foarte vechi, datând probabil din Epoca Bronzului, în timp ce cele mai vechi grupe de nume compuse cu sufixe vin („pajiște”) sau heim („așezare”), cum ar fi Bjorgvin (Bergen) sau Saeheim (Seim), datează de regulă din secolul I e.n.
Arheologii au hotărât pentru prima oară să împartă Epoca Fierului din Europa de Nord în două perioade distincte: Epoca Fierului preromană și Epoca Fierului romană, după ce Emil Vedel a descoperit o serie de artifacte din Epoca Fierului în 1866 pe insula Bornholm. Acestea nu prezintă aceeași influență romană omniprezentă în cele mai multe alte artifacte din primele secole din era noastră, indicând faptul că părți din Europa de Nord nu veniseră încă în contact cu romanii la începutul Epocii Fierului.

### Perioada migrației

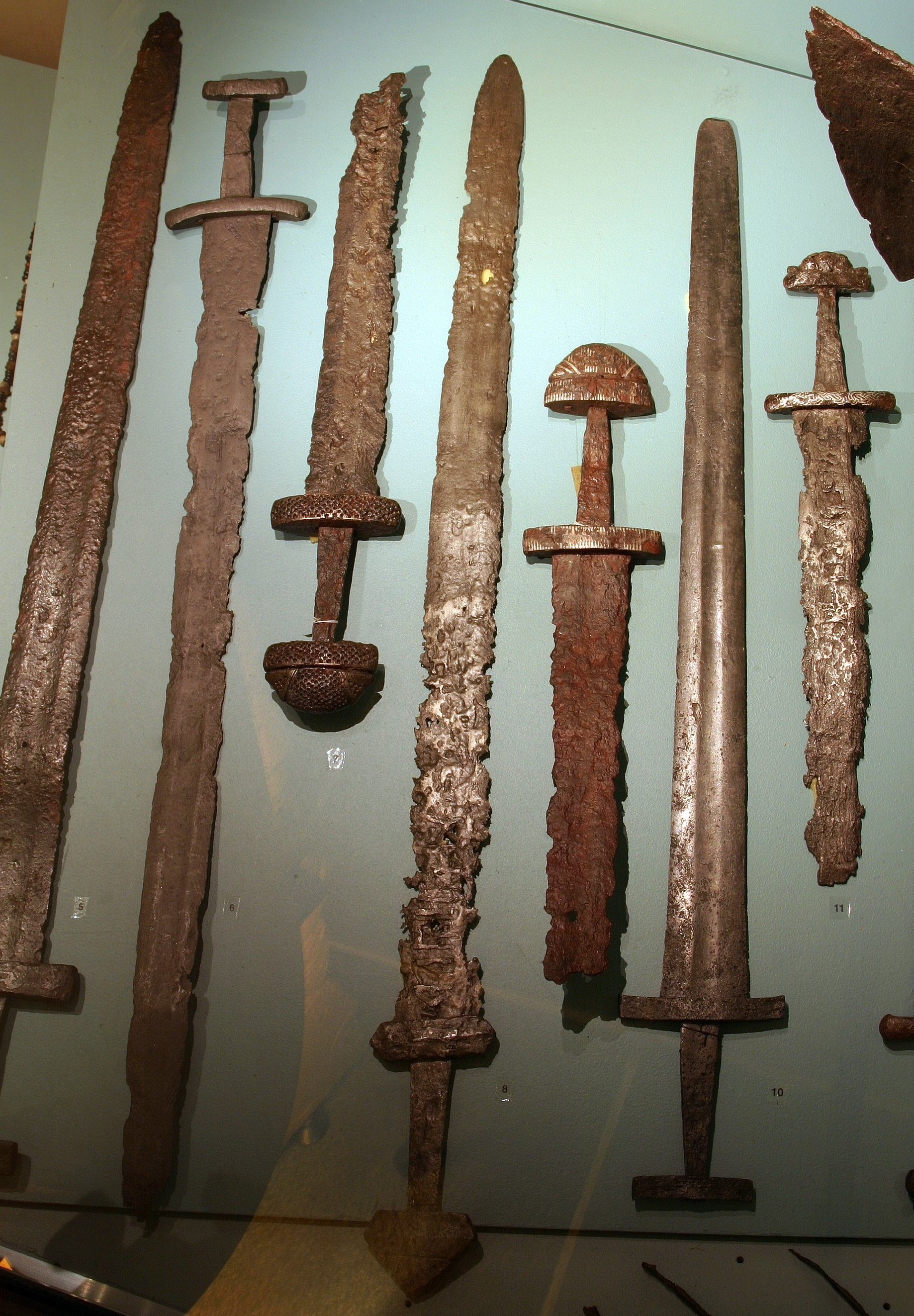
găsite în Norvegia, păstrate la Muzeul Bergen

Distrugerea Imperiului Roman de Apus de către popoarele germanice, în secolul al V-lea este caracterizată de descoperiri bogate, inclusiv de morminte de șefi de trib⁠(d) ce conțin arme și obiecte de aur spectaculoase.
Pe stânci înalte se construiau cetăți întărite pentru apărare. Excavațiunile au dezvăluit fundații de piatră la ferme cu lungime între 18 și 27 de metri—una chiar de 46 m—acoperisurile fiind sprijinite pe stâlpi de lemn. Aceste case erau ferme de familie unde mai multe generații trăiau împreună, oameni și vite sub un singur acoperiș.
Aceste state se bazau fie pe structură de clan⁠(d), fie de trib (de exemplu, în Hordaland în Norvegia de Vest). Până în secolul al IX-lea, fiecare dintre aceste state mici avea thinguri (adunări locale sau regionale), unde se negociau și se soluționau disputele. Locurile de întrunire a thingurilor, fiecare având un hörgr⁠(d) (sanctuar în aer liber) sau hof păgân⁠(d) (templu; literal, „deal”), erau de obicei situate pe cele mai vechi și mai bune ferme, care aparțineau căpeteniei și celor mai bogați fermieri. Thingurile regionale se uneau pentru a forma unități și mai mari: adunări de țărani liberi din mai multe regiuni. În acest fel s-au dezvoltat lagtingurile (adunări pentru negociere și legiferare). Gulatingul se întrunea lângă Sognefjord și este posibil să fi fost centrul unei confederații aristocratice de-a lungul fiordurilor și insulelor din vest numite Gulatingslag. Frostating era adunarea căpeteniilor din zona Trondheimsfjord⁠(d); jarlii de Lade⁠(d), din apropiere de Trondheim, par să fi lărgit teritoriul Frostatingslagului prin adăugarea zonei de coastă din Romsdalsfjord⁠(d) până la Lofoten.

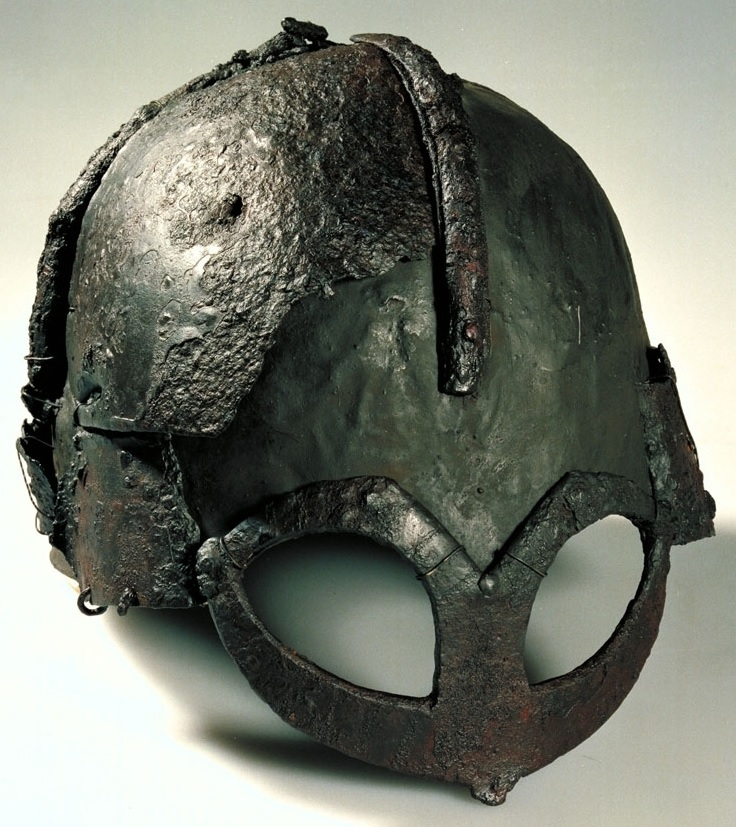
găsit la Gjermundbu în Buskerud, singurul coif complet din Epoca Vikingilor

### Epoca Vikingilor

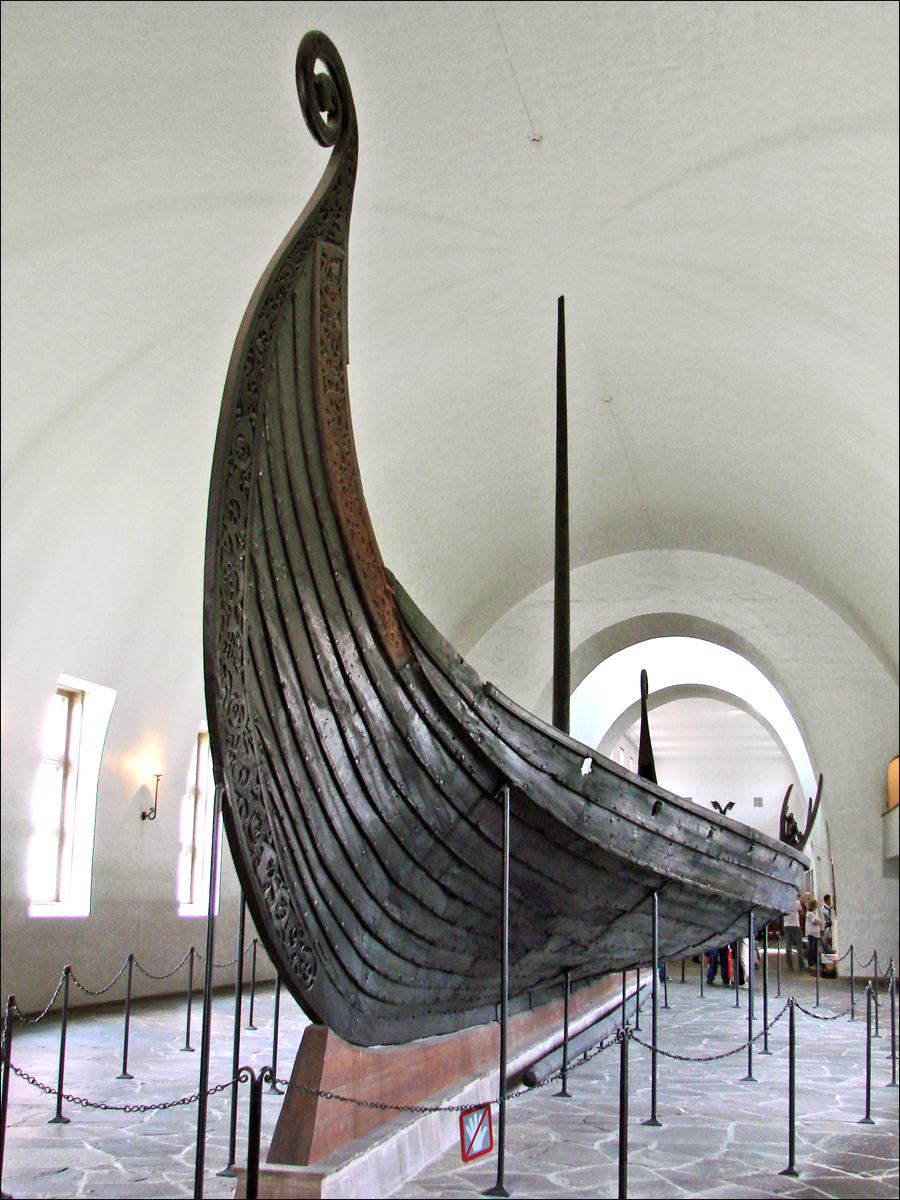
la din Oslo, Norvegia

Între secolele al VIII-lea și al X-lea, întreaga regiune a Scandinaviei a fost leagănul civilizației vikingilor. Prădarea mănăstirii de la Lindisfarne⁠(d) din nord-estul Angliei în 793 de către nordici⁠(d) a fost mult timp considerată a fi evenimentul care a marcat începutul Epocii Vikingilor. Această perioadă s-a caracterizat prin extinderea și emigrarea navigatorilor vikingi. Ei au colonizat, au prădat, și au făcut comerț în toate părțile Europei. Exploratorii vikingi au descoperit Islanda din întâmplare în secolul al IX-lea în timp ce se îndreptau către Insulele Feroe, și au ajuns în cele din urmă în Vinland, zonă cunoscută astăzi ca Newfoundland, Canada. Vikingii din Norvegia au fost cel mai activi în partea de nord și de vest a Insulelor Britanice și în insulele estice ale Americii de Nord.
Conform tradiției, Harald cel Blond a unificat în 872 toate micile regate norvegiene după bătălia de la Hafrsfjord⁠(d) din Stavanger, devenind astfel primul rege al Norvegiei unite. Țara lui Harald era în principal un stat de coastă al Norvegiei de Sud. El a fost un conducător autoritar și, potrivit legendelor, mulți norvegieni au părăsit țara pentru a trăi în Islanda, Insulele Feroe, Groenlanda, și în părți din Marea Britanie și Irlanda. Orașele irlandeze actuale Dublin, Limerick și Waterford au fost fondate de către coloniști norvegieni.
Tradițiile nordice au fost treptat înlocuite cu cele creștine⁠(d) în secolul al X-lea și la începutul secolului al XI-lea. Acest lucru este atribuit în mare măsură regilor misionari Olaf Tryggvasson și Sf. Olaf. Haakon cel Bun a fost primul rege creștin al Norvegiei, la mijlocul secolului al X-lea, deși încercarea lui de a introduce religia a fost respinsă. Născut cândva între 963-969, Olaf Tryggvasson a început expediții de pradă în Anglia cu 390 de nave. El a atacat Londra în timpul acestor raiduri. Ajungând înapoi în Norvegia în 995, Olaf a debarcat pe insula Moster⁠(d). Acolo, el a construit o biserică care a devenit prima biserică creștină⁠(d) construită vreodată în Norvegia. Din Moster, Olaf a navigat spre nord la Trondheim, unde a fost proclamat rege al Norvegiei de către Eyrathing în 995.
Feudalismul nu s-a dezvoltat în Norvegia și Suedia, ca în restul Europei. Cu toate acestea, administrația țării a abordat un caracter foarte conservator feudal. Liga Hanseatică a forțat regalitatea să-i facă din ce în ce mai multe concesii asupra comerțului exterior și economiei. Liga exercita putere asupra regalității din cauza împrumuturilor acordate de Hansa casei regale și datoriei mari pe care regii o aveau. Controlul monopolist al Ligii asupra economiei Norvegiei a pus presiune pe toate clasele, mai ales pe țărănime, până într-acolo încât în Norvegia nu s-a putut forma o clasă reală a orășenilor.

### Uniunea de la Kalmar

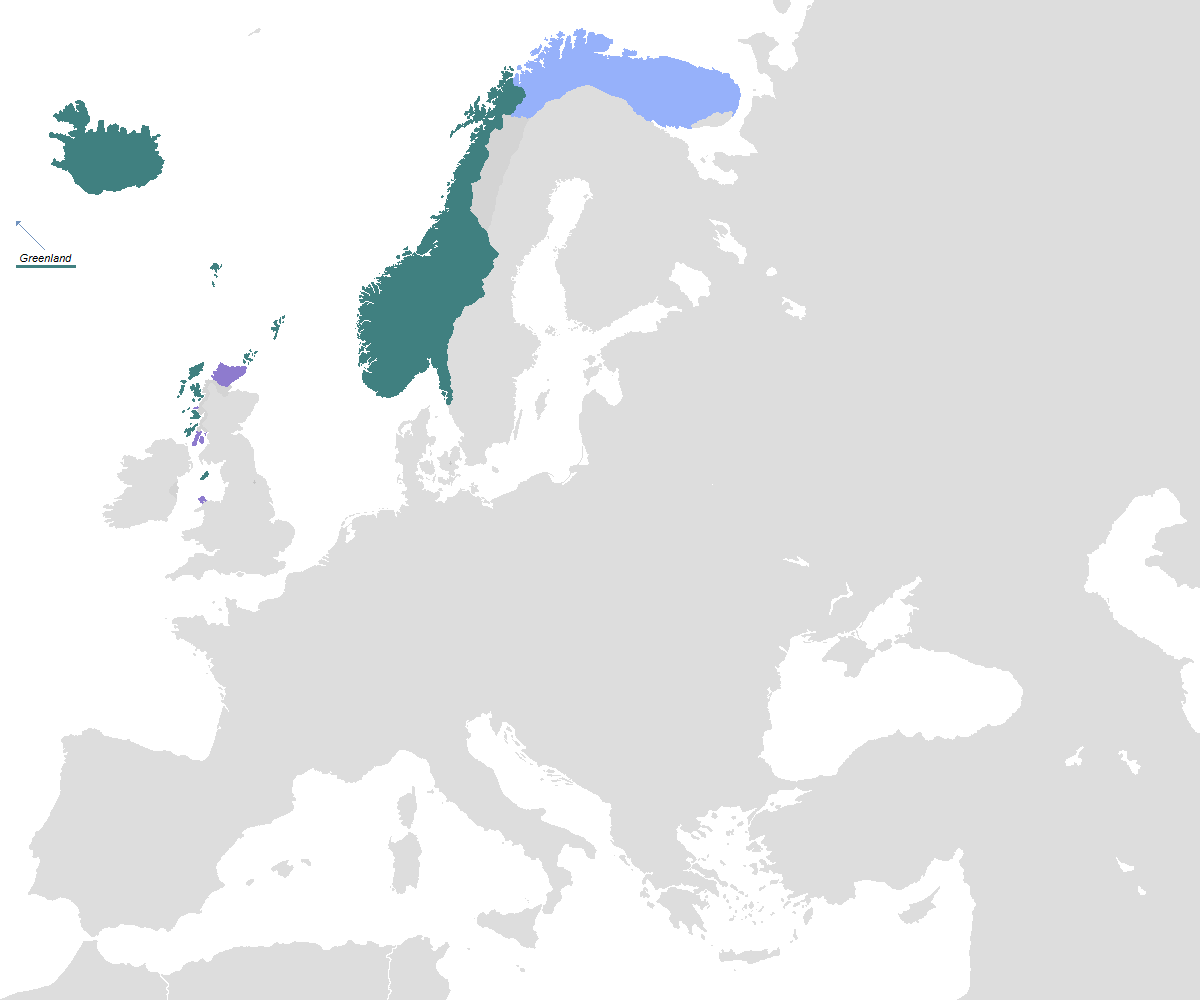
Regatului Norvegiei la apogeul expansiunii, c. 1265

După moartea lui Haakon al V-lea, regele Norvegiei, în 1319, Magnus Erikson a moștenit, la doar trei ani, tronul ca regele Magnus VII-lea al Norvegiei. În același timp, au reușit și demersurile pentru a-l face pe Magnus rege al Suediei. (La acea dată, regii Suediei și Danemarcei erau aleși de către nobili.) Astfel, cu alegerea sa pe tronul Suediei, Suedia și Norvegia au fost unite sub regele Magnus al VII-lea.
În 1349, Moartea Neagră a modificat radical Norvegia, omorând între 50% și 60% din populație și lăsând-o într-o perioadă de declin economic și social. Ciuma a lăsat Norvegia foarte săracă. Deși rata deceselor a fost comparabilă cu cea din restul Europei, redresarea economică a durat mai mult din cauza populației mici și împrăștiate. Înainte de ciumă, populația era de numai aproximativ 500.000 de oameni. După ciumă, multe ferme au rămas părăsite în timp ce populația a crescut încet. Chiar și așa, puținii chiriași ai fermelor și-au găsit pozițiile de negociere cu proprietarii lor mult întărite.

Uniunea de la Kalmar c. 1400

### Uniunea cu Danemarca
Regele Magnus al VII-lea a condus Norvegia până în 1350, când fiul său, Haakon, a fost pus pe tron cu titlul de Haakon al VI-lea. În 1363, Haakon al  VI-lea s-a căsătorit cu Margareta, fiica regelui Valdemar al IV-lea al Danemarcei. După moartea lui Haakon al VI-lea, în 1379, fiul său, Olaf al IV-lea, avea doar 10 ani. Olaf era deja ales pe tronul Danemarcei la 3 mai 1376. Astfel, după urcarea pe tron a lui Olaf în Norvegia, Danemarca și Norvegia au intrat în uniune personală. Mama lui Olaf și văduva lui Haakon, regina Margaret, gestiona afacerile externe ale Danemarcei și Norvegiei în timpul minoratului lui Olaf al IV-lea.
Margaret încerca să obțină o uniune a Suediei cu Danemarca și Norvegia, prin alegerea lui Olaf pe tronul suedez. Ea era aproape de a realiza acest obiectiv, dar Olaf al IV-lea a murit subit. Totuși, Danemarca a pus-o pe Margaret conducătoare temporară după moartea lui Olaf. La 2 februarie 1388, Norvegia i-a urmat exemplul și a încoronat-o pe Margaret. Regina Margaret știa că puterea ei ar fi mai bine asigurată dacă ea ar putea găsi un rege care să domnească în locul ei. Ea s-a hotărât asupra lui Eric de Pomerania, nepotul sorei ei. Astfel, la o întâlnire pan-scandinavă ținută la Kalmar, Eric de Pomerania a fost încoronat rege al tuturor cele trei țări scandinave. Astfel, politica regală a dus la uniuni personale între țările nordice⁠(d), în cele din urmă aducând sub controlul ei tronurile Norvegiei, Danemarcei și Suediei, iar țara a intrat în Uniunea de la Kalmar.

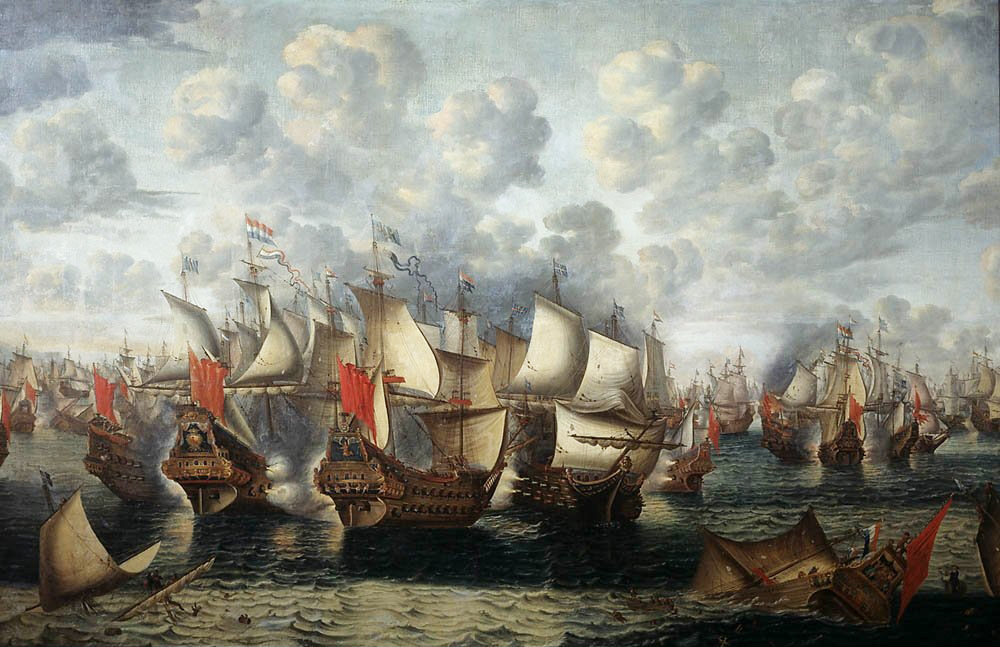
Bătălia Golfului, între o flotă aliată dano-norvegiano-olandeză și marina suedeză,

După ce Suedia a rupt Uniunea de la Kalmar în 1521, Norvegia a încercat să-i urmeze exemplul, dar rebeliunea care a urmat a fost înfrântă, iar Norvegia a rămas într-o uniune cu Danemarca până în 1814, un total de 434 de ani. În timpul naționalismului romantic⁠(d) al secolului al XIX-lea, această perioadă a fost de unii⁠(d) botezată „noaptea de 400 de ani”, întrucât întreaga putere regală, intelectuală și administrativă era concentrată la Copenhaga în Danemarca. De fapt, a fost o perioadă de mare prosperitate și progres pentru Norvegia, în special în termeni de transporturi și de comerț exterior, și a și asigurat țării renașterea după catastrofa demografică suferită în Moartea Neagră. Pe baza respectivelor resurse naturale, Danemarca–Norvegia a fost de fapt un mariaj destul de bun, pentru că Danemarca a sprijinit Norvegia cu cereale și alimente, și Norvegia furniza Danemarcei lemn, metal, și pește.
Cu introducerea protestantismului⁠(d) în 1536, arhiepiscopia de Trondheim s-a dizolvat, iar Norvegia și-a pierdut independența, devenind efectiv o colonie a Danemarcei. Veniturile și bunurile bisericii au fost în schimb redirecționate către curtea de la Copenhaga. Norvegia a pierdut fluxul constant de pelerini la moaștele Sfântului Olaf de la altarul Nidaros⁠(d), și cu ei, o mare parte din contactul cu viața culturală și economică a restului Europei.
În cele din urmă restaurată ca regat (deși într-o uniune legislativă cu Danemarca), în 1661, aria totală a Norvegiei a scăzut în secolul al XVII-lea după ce a pierdut provinciile Båhuslen, Jemtland, și Herjedalen în favoarea Suediei, ca urmare a mai multor războaie dezastruoase cu aceasta. În partea de nord însă, teritoriul său a fost crescut prin dobândirea de provinciilor nordice Troms și Finnmark, în detrimentul Suediei și Rusiei.

### Uniunea cu Suedia
Foametea din 1695-96 a ucis aproximativ 10% din populația Norvegiei. Recoltele au fost eșuate în Scandinavia de cel puțin nouă ori între 1740 și 1800, ceea ce a dus la mari pierderi de vieți omenești.

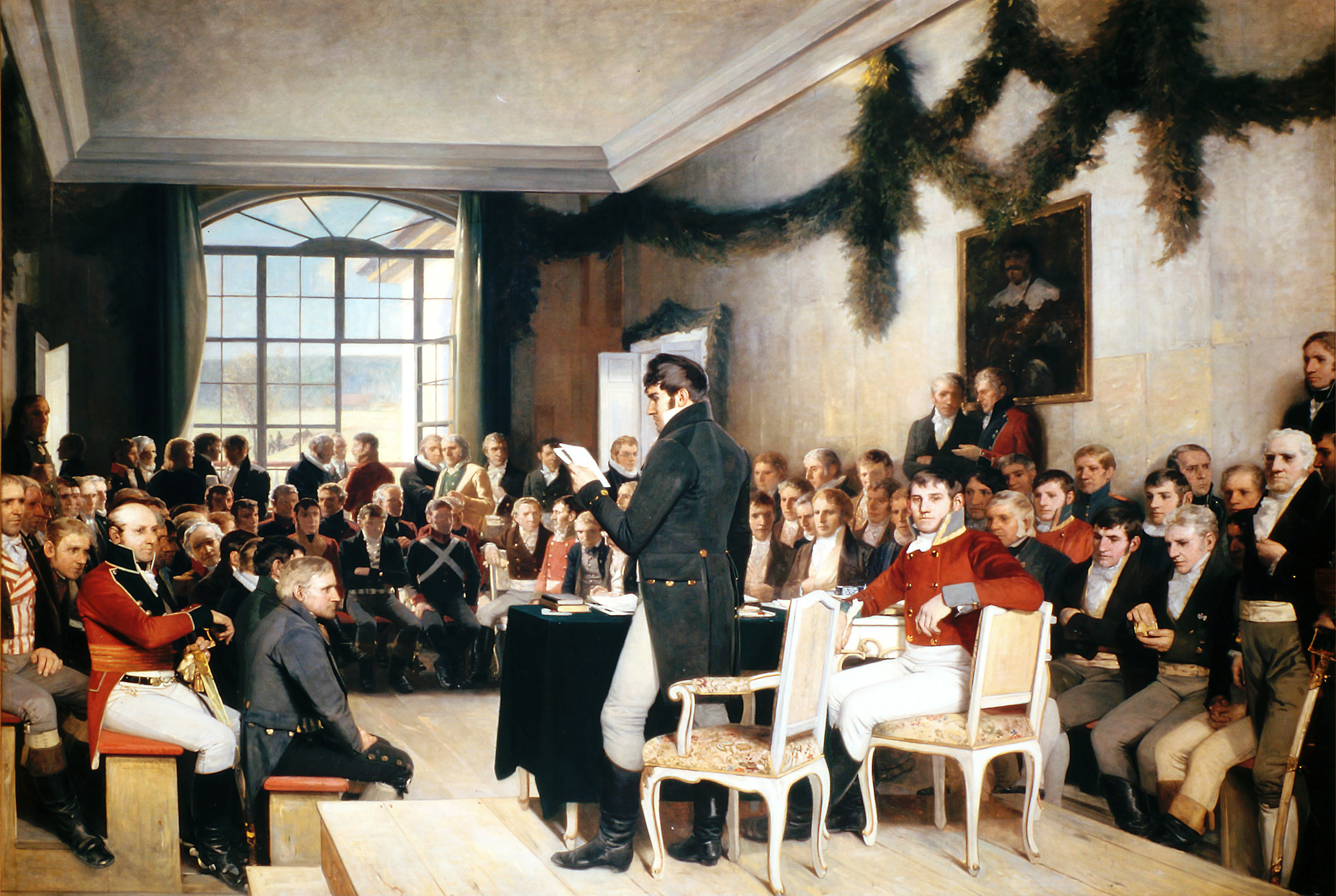
Adunarea Constituțională din 1814, pictură de

După ce Danemarca–Norvegia a fost atacată de către Regatul Unit în bătălia de la Copenhaga⁠(d), ea a intrat într-o alianță cu Napoleon, războiul ducând la condiții cumplite și o nouă foamete⁠(d) în 1812. Cum regatul danez s-a găsit în 1814 în tabăra învinșilor, el a fost forțat prin tratatul de la Kiel⁠(d), să cedeze Norvegia regelui Suediei, în timp ce vechile provincii norvegiene Islanda, Groenlanda și Insulele Feroe rămâneau la coroana daneză.
Norvegia a profitat de această ocazie pentru a-și declara independența, a adoptat o constituție bazată pe modelele american și francez, și au ales pe prințul moștenitor al Danemarcei și Norvegiei, Christian Frederick, rege la 17 mai 1814. A fost celebra Syttende Mai⁠(d) (Șaptesprezece Mai), sărbătoare celebrată de către norvegieni și americanii de origine norvegiană deopotrivă. Syttende Mai este numită și Ziua Constituției.
Opoziția norvegiană față de decizia marilor puteri de a lega Norvegia de Suedia a dus la izbucnirea Războiului Norvegiano-Suedez⁠(d), după ce Suedia a încercat să supună Norvegia prin mijloace militare. Cum armata Suediei nu era suficient de puternică pentru a învinge imediat forțele norvegiene, iar trezoreria Norvegiei nu era suficient de bogată pentru a susține un război prelungit, iar marinele britanică și rusă blocau coastele norvegiene, beligeranții au fost forțați să negocieze Convenția de la Moss⁠(d). În conformitate cu termenii convenției, Christian Frederik a abdicat de la tronul norvegian și a autorizat Parlamentul Norvegiei să facă modificările constituționale necesare pentru a permite uniunea personală pe care Norvegia a fost obligată să o accepte. Pe 4 noiembrie 1814, Stortingul l-a ales pe Carol al XIII-lea al Suediei rege al Norvegiei, stabilind astfel o uniune cu Suedia. Conform acestui acord, Norvegia și-a păstrat constituția liberală și propriile sale instituții independente, cu excepția ministerului de externe. În urma recesiunii cauzate de Războaiele Napoleoniene, dezvoltarea economică a Norvegiei a rămas lentă până când creșterea economică a început în jurul anului 1830.

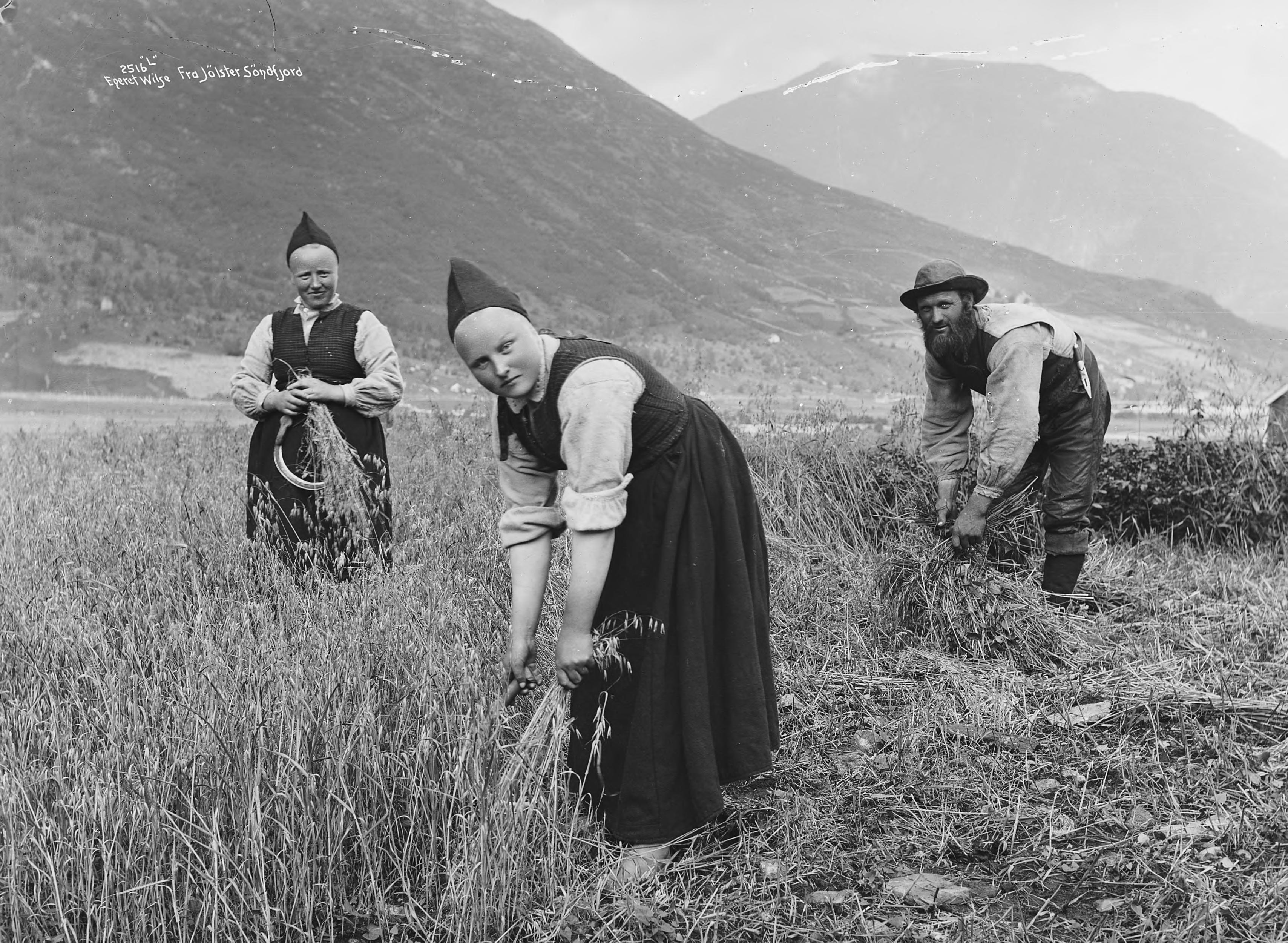
Recoltare de ovăz în Jølster în preajma anului 1890

Această perioadă a adus și creșterea naționalismului romantic norvegian⁠(d), norvegienii căutând să definească și să exprime un caracter național distinct. Mișcarea a acoperit toate domeniile culturii, inclusiv literatura (Henrik Wergeland⁠(d) [1808-1845], Bjørnstjerne Bjørnson [1832-1910], Peter Christen Asbjørnsen [1812-1845], Jorgen Me⁠(d) [1813-1882]), pictura (Hans Gude⁠(d) [1825-1903], Adolph Tidemand⁠(d) [1814-1876]), muzica (Edvard Grieg [1843-1907]), și chiar și politica lingvistică, unde încercările de a formaliza o ortografie a limbii valabilă în toată Norvegia a dus la cele două forme actuale scrise ale limbii norvegiene: Bokmål și Nynorsk.
Regele Carol Ioan al III-lea, care a venit pe tronul Norvegiei și Suediei în 1818, a fost al doilea rege de după despărțirea Norvegiei de Danemarca și uniunea cu Suedia. Carol Ioan era un om complex a cărui lungă domnie a durat până în 1844. El a protejat constituția și libertățile Norvegiei și Suediei în epoca lui Metternich. Ca atare, el a fost privit ca un monarh liberal pentru această perioadă. El era însă nemilos în utilizarea de informatori plătiți, a poliției secrete și a restricțiilor privind libertatea presei pentru a supune mișcările publice de reformă—în special mișcarea de independență națională norvegiană.
Epoca Romantică care a urmat domniei lui Carol Ioan al III-lea a adus niște reforme sociale și politice semnificative. În 1854, femeile au câștigat dreptul de a moșteni proprietatea ca și bărbații. În 1863, ultima urmă de menținere a femeilor necăsătorite în stare de minorat a fost eliminată. În plus, femeile au devenit eligibile pentru diferite ocupații, în special cea de învățătoare și profesoară. Oricum, până la jumătatea secolului, Norvegia era încă departe de a fi o „democrație”. Dreptul la vot era limitat la funcționari, proprietari, arendași, și la burghezia de orașelor libere. 

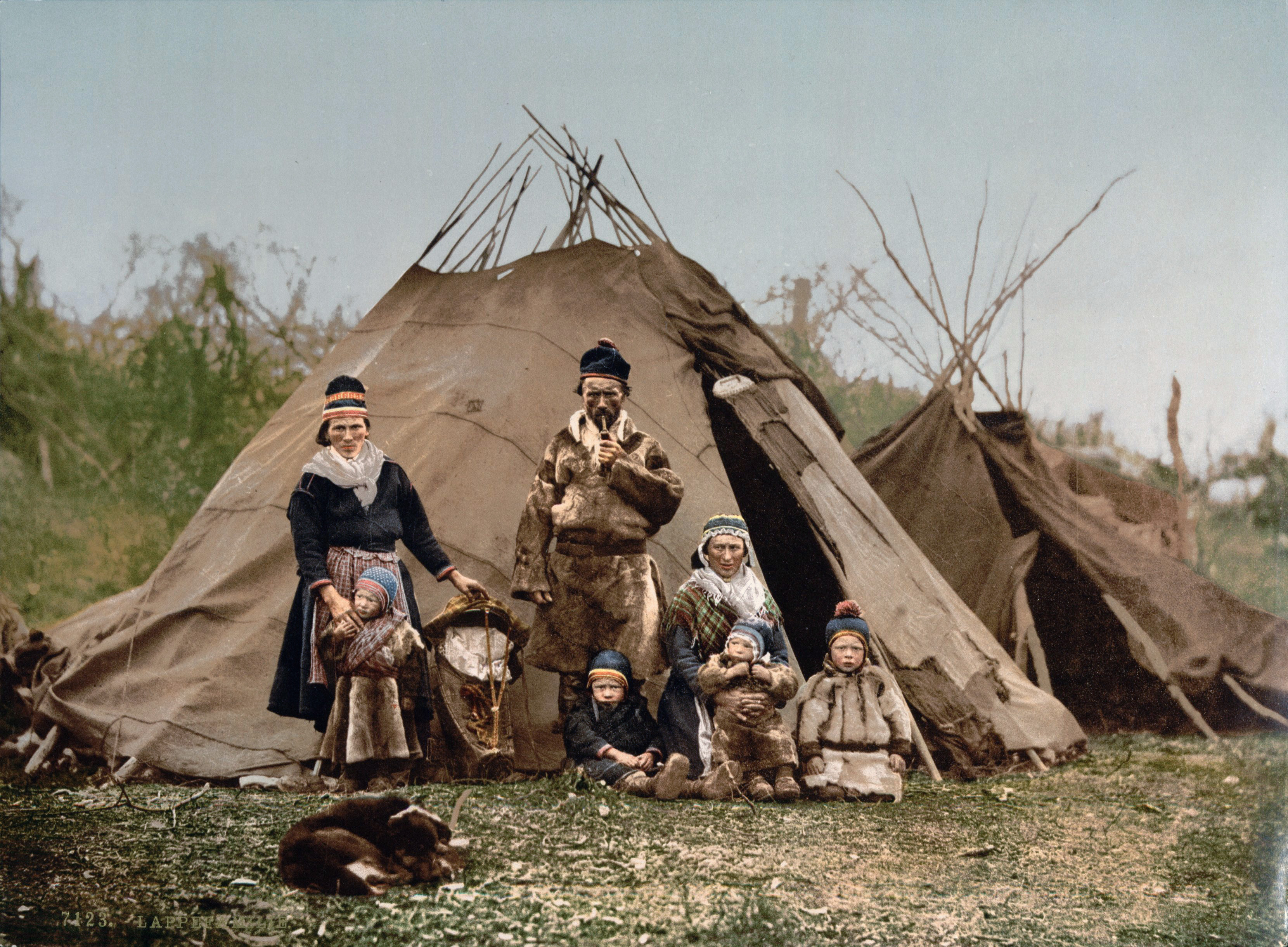
O familie sami în Norvegia în jurul anului 1900

Norvegia rămânea încă o societate conservatoare. Viața în Norvegia (în special cea economică) era „dominată de o aristocrație de profesioniști care ocupau majoritatea posturilor importante din administrația centrală.” Nu exista în Norvegia nicio burghezie puternică care să ceară desființarea acestui control aristocratic asupra economiei. Astfel, chiar în timp ce revoluția cuprindea cele mai multe dintre țările din Europa, în 1848, Norvegia a fost practic neafectată de revolte în acel an.
Marcus Thrane⁠(d) a fost un socialist utopic. El a făcut apel la clasa muncitoare cerând o schimbare a structurii sociale „de jos în sus”. În 1848, el a organizat o societate de muncă la Drammen. În doar câteva luni, această societate avea 500 de membri și publica propriul ziar. În doi ani, au fost organizate 300 de astfel de societăți peste tot în Norvegia, cu un total de 20.000 de membri. Persoanele care aderau la aceste societăți proveneau din clasele de jos din zonele rurale și urbane; pentru prima dată aceste două grupuri au considerat că au o cauză comună. În cele din urmă, revolta a fost strivită cu ușurință; Thrane a fost capturat și în 1855, după patru ani în închisoare, a fost condamnat la alți trei ani pentru crime împotriva siguranței statului. După eliberarea sa, Marcus Thrane a încercat, fără succes, să-și revitalizeze mișcarea, dar, după moartea soției sale, a emigrat în Statele Unite.
În 1898, toți bărbații au primit drept de vot universal, și apoi și de toate femeile⁠(d), în 1913.

### Dizolvarea uniunii
Christian Michelsen⁠(d), magnat al transportului maritim și om de stat, prim-ministru al Norvegiei între 1905 și 1907, a jucat un rol central în separarea pașnică a Norvegiei de Suedia la 7 iunie 1905. Un referendum național a confirmat preferința locuitorilor pentru o monarhie față de o republică. Niciun norvegian nu putea pretinde în mod legitim tronul, deoarece niciunul nu era în măsură să dovedească relația cu familia regală medievală, iar în tradiția Europeană sângele regal era o precondiție pentru revendicarea tronului.

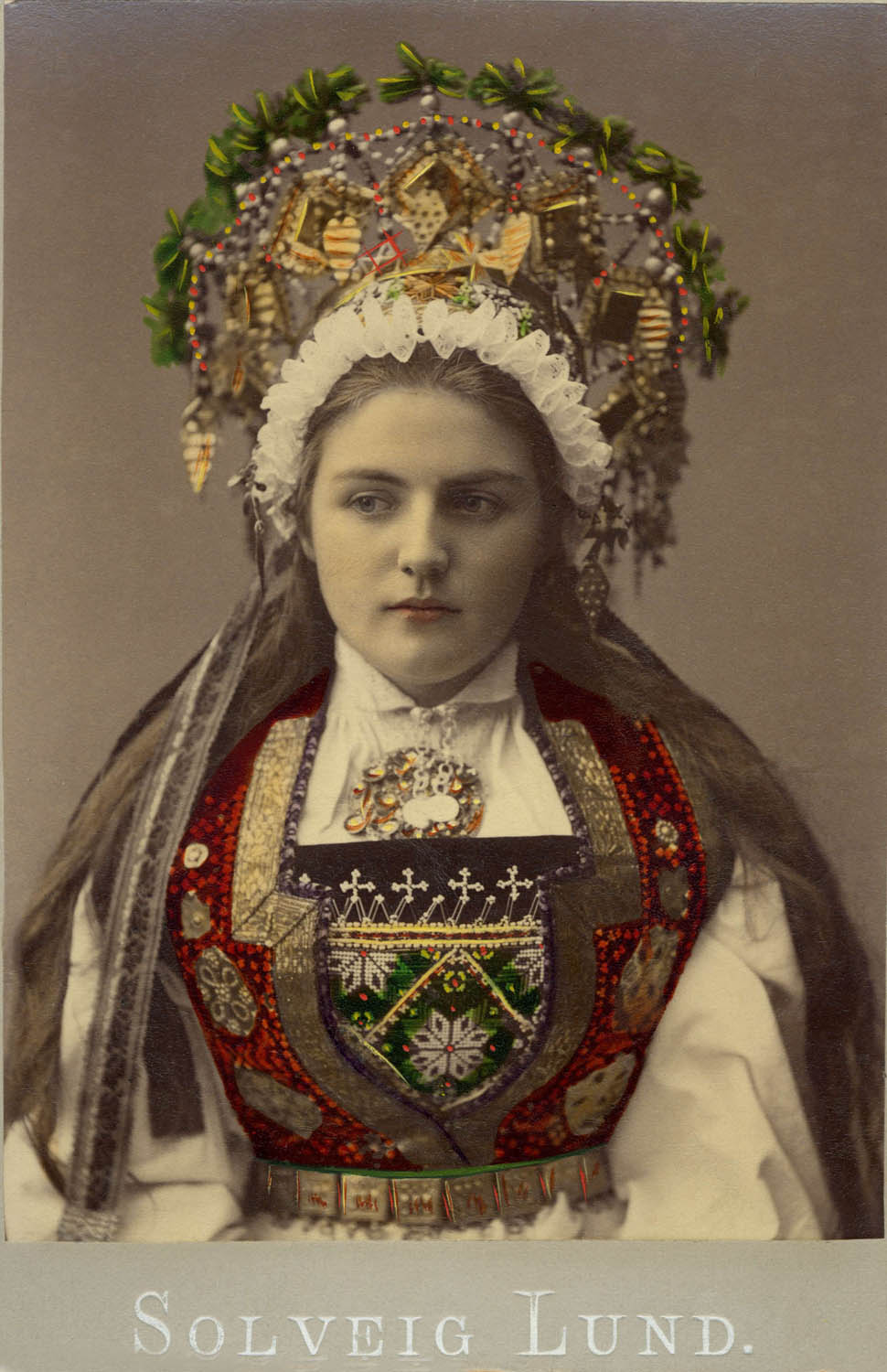
Mireasă din în costum național, circa 1900.

Guvernul a oferit tronul Norvegiei unui principe din casa regală germană de Schleswig-Holstein-Sonderburg-Glücksburg. Prințul Carl al Danemarcei a fost ales în unanimitate rege de către Parlamentul norvegian, primul rege al unei Norvegii complet independente în 508 ani, după Uniunea de la Kalmar; el și-a luat numele de Haakon al VII-lea. În 1905, țara a salutat principele din Danemarca vecină, pe soția lui, Maud de Wales, și pe fiul lor care au repus bazele casei regale norvegiene. După secole de legături strânse între Norvegia și Danemarca, un principe din aceasta din urmă era alegerea evidentă pentru un principe european care să aibă o legătură mai bună cu poporul norvegian.

### Primul și al Doilea Război Mondial

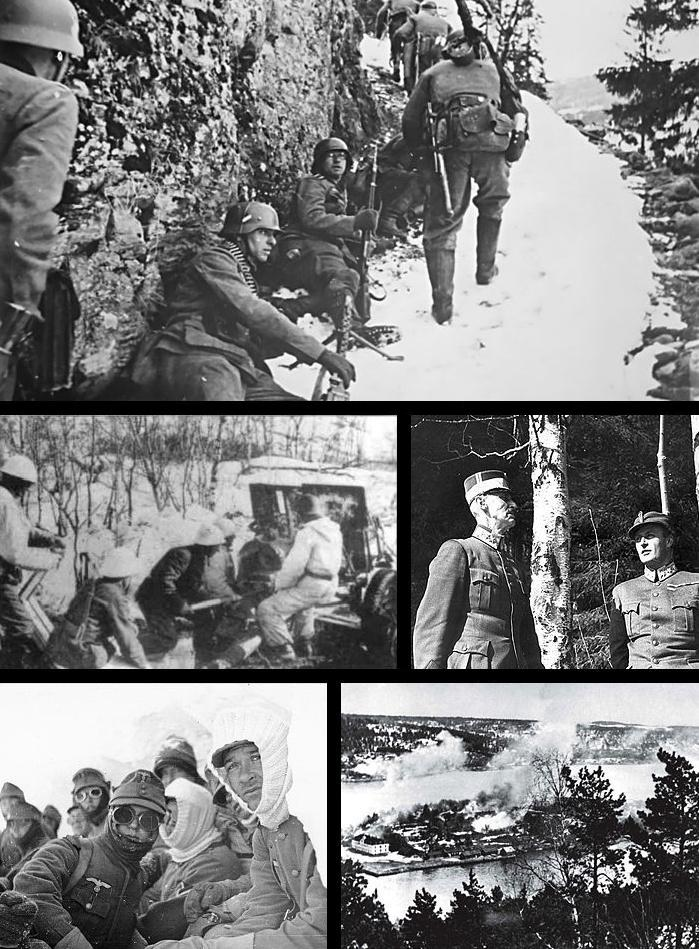
Scene din Campania Norvegiană din 1940

De-a lungul Primului Război Mondial, Norvegia a fost, în principiu, o țară neutră. În realitate, cu toate acestea, Norvegia a fost presată de britanici să predea acestora din ce în ce mai mari părți din flota sa comercială, la tarife reduse, precum și să adere la blocada comercială împotriva Germaniei. Navele marinei comerciale norvegiene, de multe ori cu marinari norvegieni la bord, navighau atunci sub pavilion britanic și erau expuse riscului de a fi scufundate de submarinele germane. Astfel, s-au pierdut mulți marinari și nave norvegiene. Ulterior, în clasamentul mondial al marinei comerciale, Norvegia a scăzut de pe locul al patrulea pe al șaselea din lume.
Norvegia și-a proclamat neutralitatea și în timpul celui de al Doilea Război Mondial, dar în ciuda acestui fapt a fost invadată de forțele germane pe 9 aprilie 1940. Deși nu era pregătită pentru atacul-surpriză german (vezi: bătălia din Golful Drøbak⁠(d), campania norvegiană, și Invazia Norvegiei), rezistența militară și navală a durat două luni. Forțele armate norvegiene din nord au lansat o ofensivă împotriva forțelor germane în bătăliile de la Narvik⁠(d), până când au fost forțate să capituleze la 10 iunie, după ce au pierdut sprijinul britanic, deturnate către Franța în timpul invaziei germane a Franței.
Regele Haakon și guvernul norvegian s-au refugiat la Rotherhithe⁠(d) în Londra. De-a lungul războiului, ei au transmis discursuri radio și au susținut acțiuni militare clandestine în Norvegia împotriva germanilor. În ziua invaziei, liderul micuțului partid național-socialist Nasjonal Samling, Vidkun Quisling, a încercat să preia puterea, dar a fost forțat de către ocupanții germani să se retragă. Puterea reală era exercitată de către liderul autorității germane de ocupație, Reichskommissarul⁠(d) Josef Terboven⁠(d). Quisling, ca prim-ministru, a format mai târziu un guvern colaboraționist sub control german⁠(d). Până la 15.000 de norvegieni s-au oferit voluntari să lupte în unități germane, inclusiv în Waffen-SS.

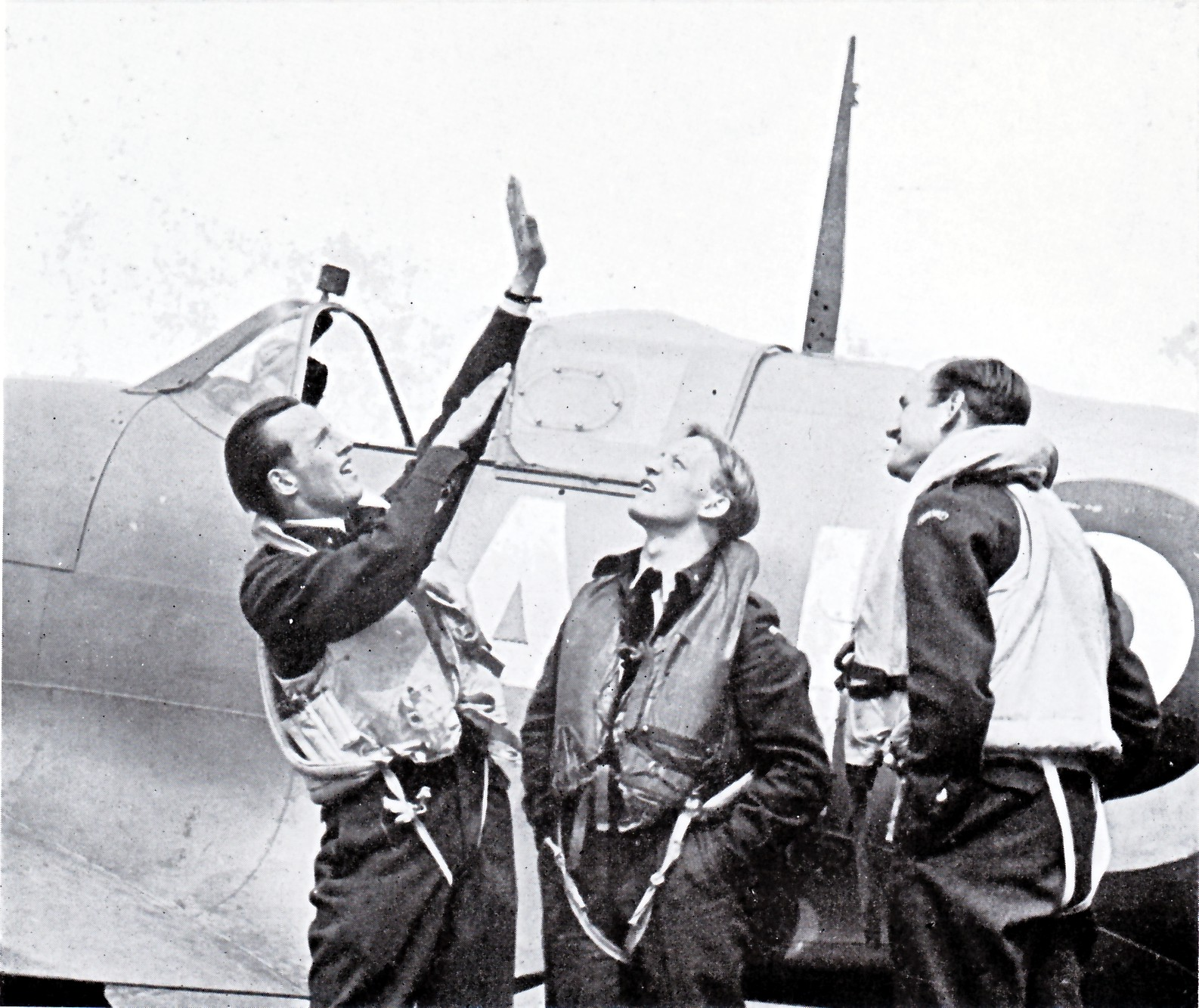
Piloți de vânătoare norvegieni în Regatul Unit în al Doilea Război Mondial

Fracțiunea din populația norvegiană care sprijinea Germania era în mod tradițional mai mică decât în Suedia, dar mai mare decât este, în general, apreciată astăzi. Acesta a inclus o serie de personalități proeminente, cum ar fi Knut Hamsun. Conceptul de „Uniune Germanică” a statelor membre se potrivea foarte bine cu ideologia naționalist-patriotică.
Mulți norvegieni și persoane de origine norvegiană s-au alăturat însă forțelor aliate, precum și Forțelor Norvegiene Libere⁠(d). În iunie 1940, un grup mic a părăsit Norvegia urmându-l pe rege în Regatul Unit. Acest grup cuprindea 13 nave, cinci aeronave și 500 de soldați din Marina Regală a Norvegiei. Până la sfârșitul războiului, forța a crescut la 58 de nave și 7.500 de oameni în serviciul Marinei Regale a Norvegiei, 5 escadrile de avioane (inclusiv Spitfire, bărci zburătoare Sunderland și Țânțari) în nou-formata Forță Aeriană Norvegiană. Forțele Terestre cuprindeau Compania Norvegiană Independentă nr. 1⁠(d) și Trupa 5, precum și Comandourile⁠(d) nr. 10.
În timpul celor cinci ani de ocupație germană⁠(d), Norvegienii au construit o mișcare de rezistență⁠(d) care a luptat cu forțele de ocupație germane atât prin nesupunere civică, cât și prin rezistență armată, cu distrugerea uzinei de apă grea Norsk Hydro și a stocurilor de apă grea de la Vemork⁠(d), care a paralizat programul nuclear german. Mai important pentru efortul de război al Aliaților a fost însă rolul marinei comerciale⁠(d) norvegiene. La momentul invaziei, Norvegia avea a patra flotă comercială din lume. Aceasta era condusă de compania de transporturi maritime norvegiană Nortraship⁠(d) sub controlul Aliaților de-a lungul războiului și a luat parte la fiecare operațiune de la evacuarea de la Dunkerque la debarcarea din Normandia. În fiecare decembrie, Norvegia oferă un pom de Crăciun Regatului Unit ca mulțumire pentru asistența britanică în timpul celui de al Doilea Război Mondial. Ceremonia de înălțare a pomului are loc în Londra, la Trafalgar Square.

### Istoria de după al Doilea Război Mondial
Din 1945 până în 1962, Partidul Laburist a deținut majoritatea absolută în parlament. Guvernul, condus de prim-ministrul Einar Gerhardsen, s-a lansat într-un program inspirat din teoria keynesiană, care punea accent pe industrializarea cu finanțare de stat și pe cooperarea între sindicate și organizațiile patronale⁠(d). Numeroasele măsuri de control al statului asupra economiei impuse în timpul războiului au continuat, deși raționalizarea produselor lactate a fost ridicată în anul 1949, în timp ce controlul asupra prețurilor și raționalizarea locuințelor și autovehiculelor au continuat până în 1960.

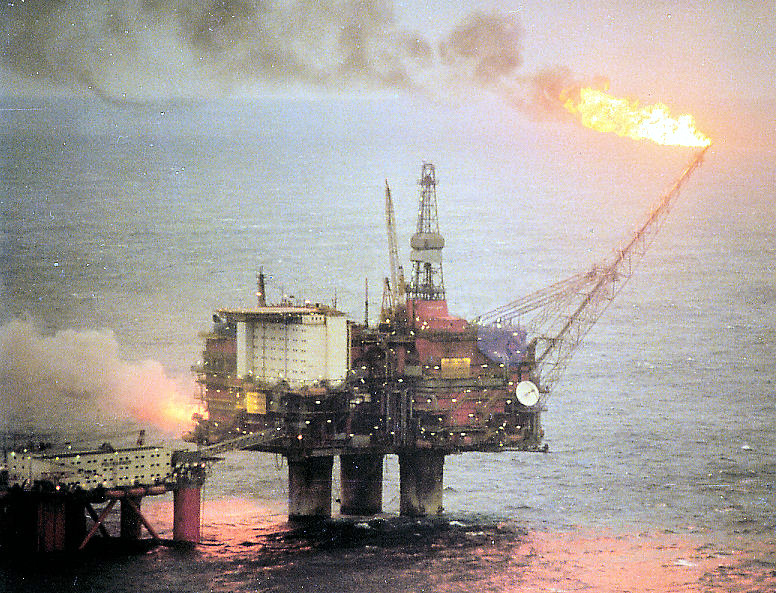
Începând cu anii 1980, producția de petrol a ajutat la extindrea economiei norvegiene și finanțelor statului norvegian.

Alianța din timpul războiului cu Regatul Unit și Statele Unite ale Americii a fost continuată și în anii de după război. Deși urmărea obiectivul unei economii socialiste, Partidul Laburist s-a distanțat de comuniști (mai ales după preluarea cu forța de către comuniști a puterii în Cehoslovacia în 1948), și și-a consolidat legăturile de politică externă și de apărare cu SUA. Norvegia a primit începând cu 1947 ajutor de la Statele Unite prin Planul Marshall, s-a alăturat OCEE un an mai târziu, și a devenit membru fondator al Organizației Tratatului Atlanticului de Nord (NATO) în 1949.
În 1969, Phillips Petroleum Company⁠(d) a descoperit resurse de petrol în zona Ekofisk de la vest de Norvegia. În 1973, guvernul norvegian a înființat compania petrolieră de stat Statoil. Producția de petrol nu a furnizat venit net până la începutul anilor 1980, din cauza marilor investiții de capital e necesare pentru a pune bazele industriei petroliere naționale. În jurul lui 1975, atât proporția cât și numărul absolut de lucrători în industrie a atins punctul culminant. De atunci, industriile ce necesită forță de muncă masivă și serviciile, cum ar fi fabricile de producție de masă și de transporturile maritime au fost în mare parte externalizate.
Norvegia a fost membru fondator al Asociației Europene a Liberului Schimb (EFTA). Două referendumuri au respins, la limită, aderarea la Uniunea Europeană, în 1972 și 1994.

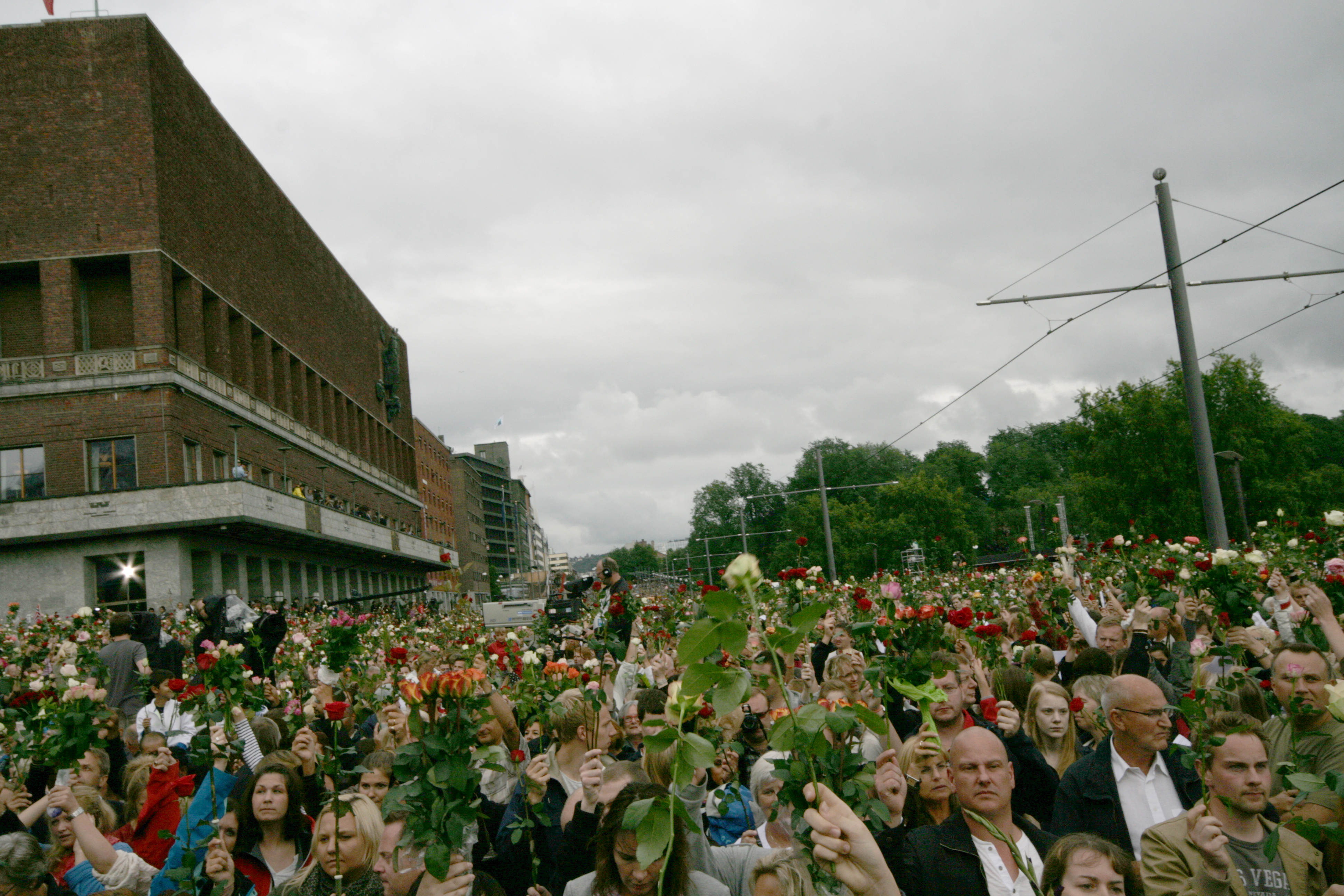
Piața Primăriei din Oslo plină de oameni cu trandafiri, deplângând masacrul de la Utøya, 22 iulie 2011

În 1981, un guvern conservator condus de Kåre Willoch⁠(d) a înlocuit Partidul Laburist, aducând o politică de stimulare a economiei stagflate prin reduceri fiscale, liberalizare economică, dereglementarea piețelor și măsuri pentru a reduce inflația-record (13,6% în 1981).
Prima femeie prim-ministru a Norvegiei, Gro Harlem Brundtland, de la Partidul Muncii, a continuat multe dintre reformele predecesorului ei conservator, sprijinind în același timp problematica tradițională laburistă, cum ar fi asigurările sociale⁠(d), impozitele mari, industrializarea naturii și feminismul. Până la sfârșitul anilor 1990, Norvegia își plătise datoriile externe și începuse acumularea unui fond suveran. Începând cu anii 1990, o chestiune divizantă a politicii a fost cât de mult din venitul provenit din producția de petrol ar trebui să fie cheltuit de guvern, și cât de mult ar trebui economisit.
În 2011, Norvegia a suferit două atacuri teroriste în aceeași zi, efectuate de Anders Behring Breivik, care a lovit sediul guvernului din Oslo și o tabără de vară a mișcării de tineret a Partidului Laburist din insula Utøya, soldate în total cu 77 de morți și 319 răniți.
Alegerile parlamentare din 2013 au adus la putere un guvern mai conservator, alianța dintre Partidul Conservator și Partidul Progresului obținând 43% din votul alegătorilor.

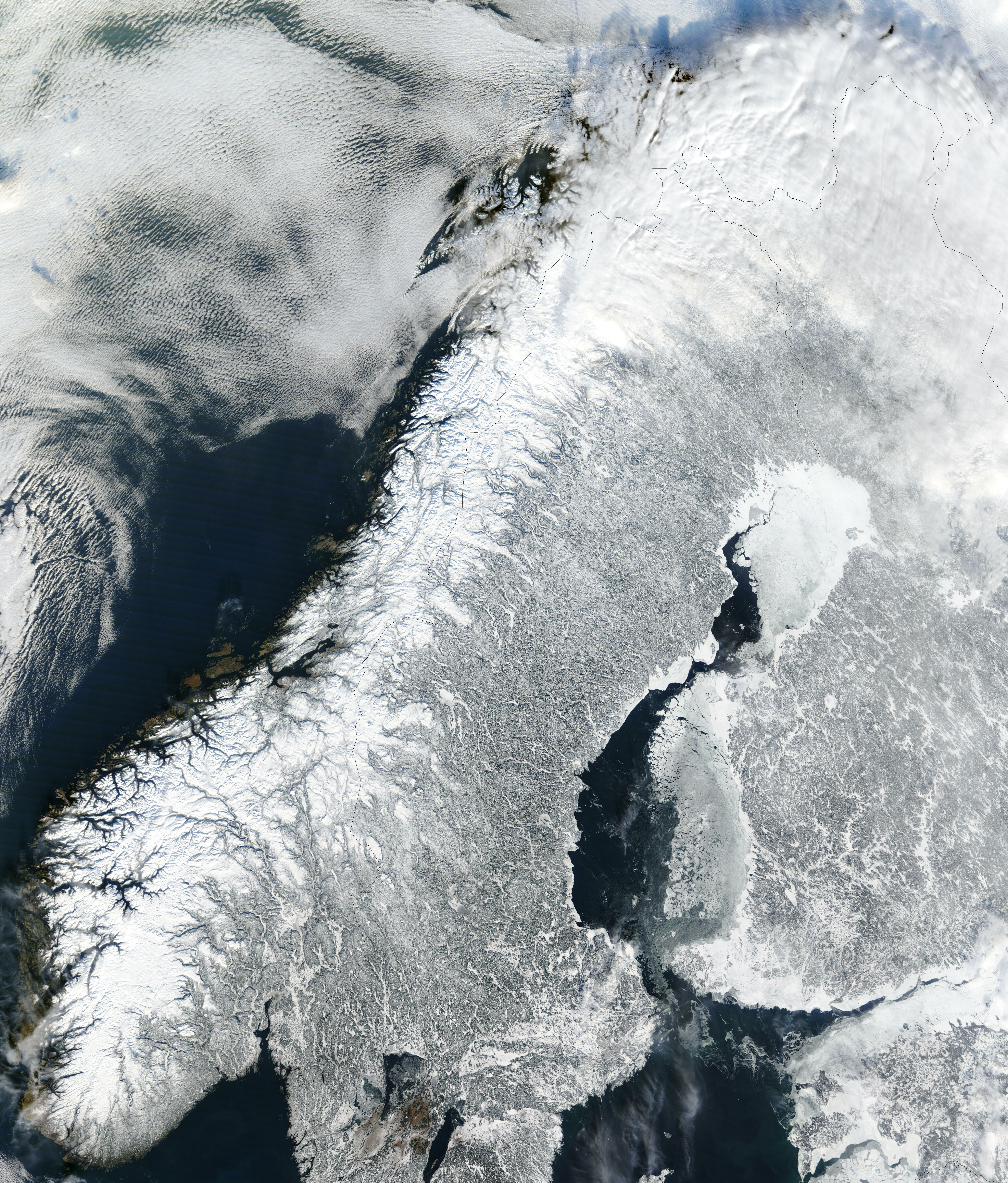
Imagine din satelit a Norvegiei continentale iarna

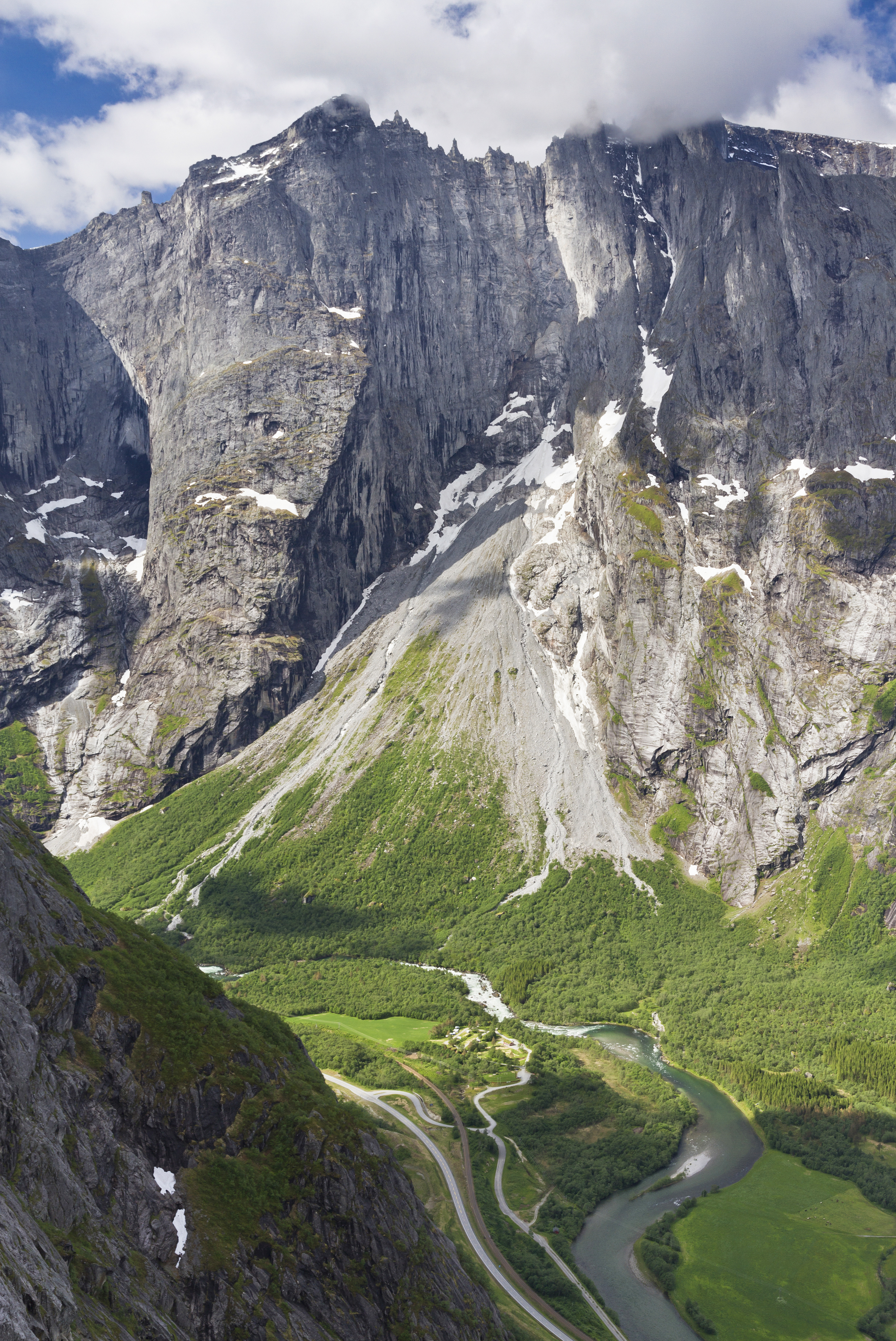
Cel mai înalt perete vertical de stâncă din Europa, și, peste râul în valea.

## Geografie
Norvegia cuprinde partea de vest a Scandinaviei din Europa de Nord. Coastele accidentate, întrerupte de fiorduri mari și mii de insule, se întind pe 25.000 km și 83.000 km. Norvegia are o frontieră terestră de 1619 km cu Suedia, una de 727 km cu Finlanda, și una de 196 km cu Rusia la est. La nord, vest și sud, Norvegia are coaste la Marea Barents, Marea Norvegiei, Marea Nordului și strâmtoarea Skagerrak. Munții Scandinaviei formează mare parte din frontiera cu Suedia.

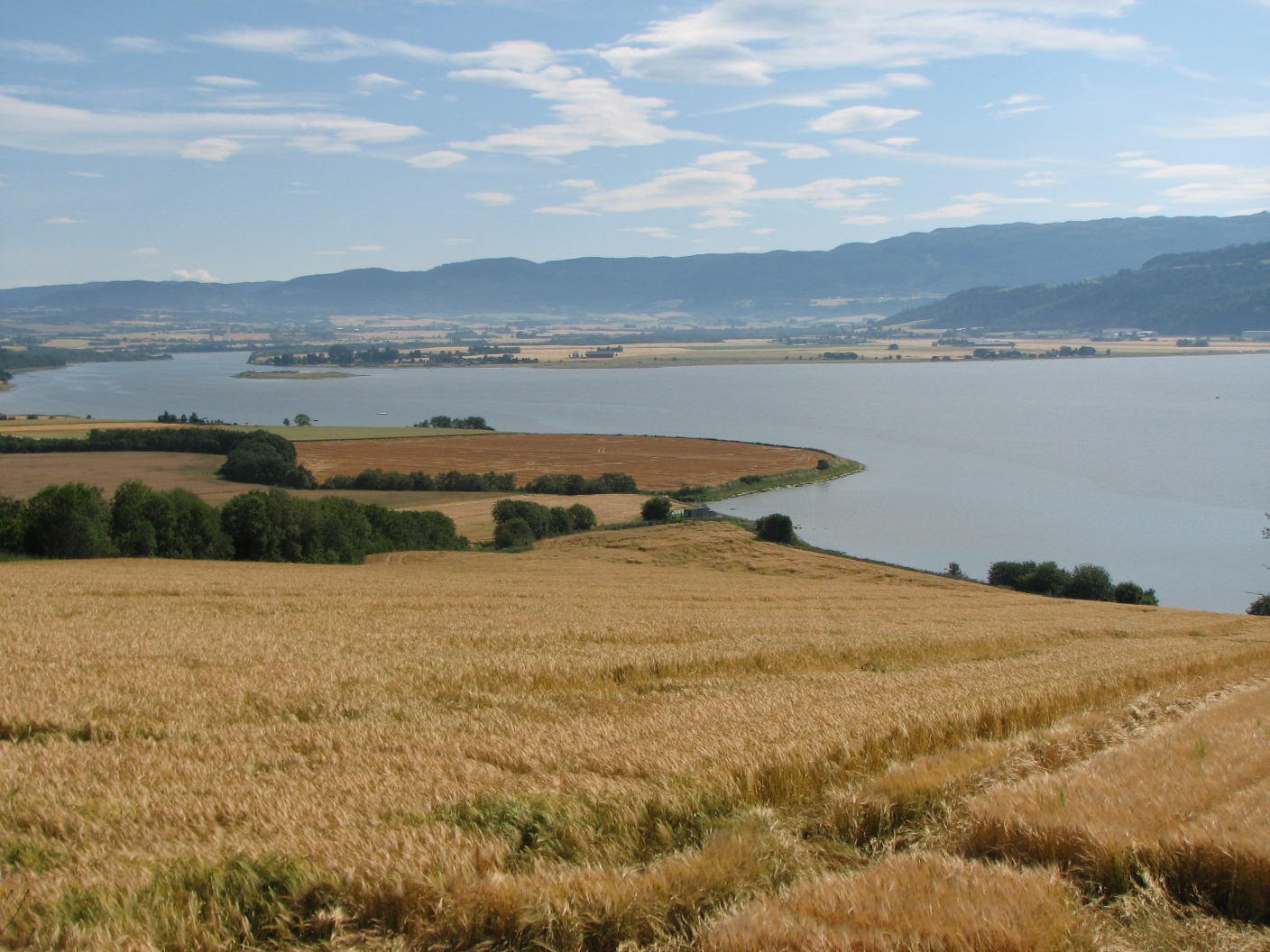
Peisaj tipic șesului norvegian, lângă ramura Gaulosen a

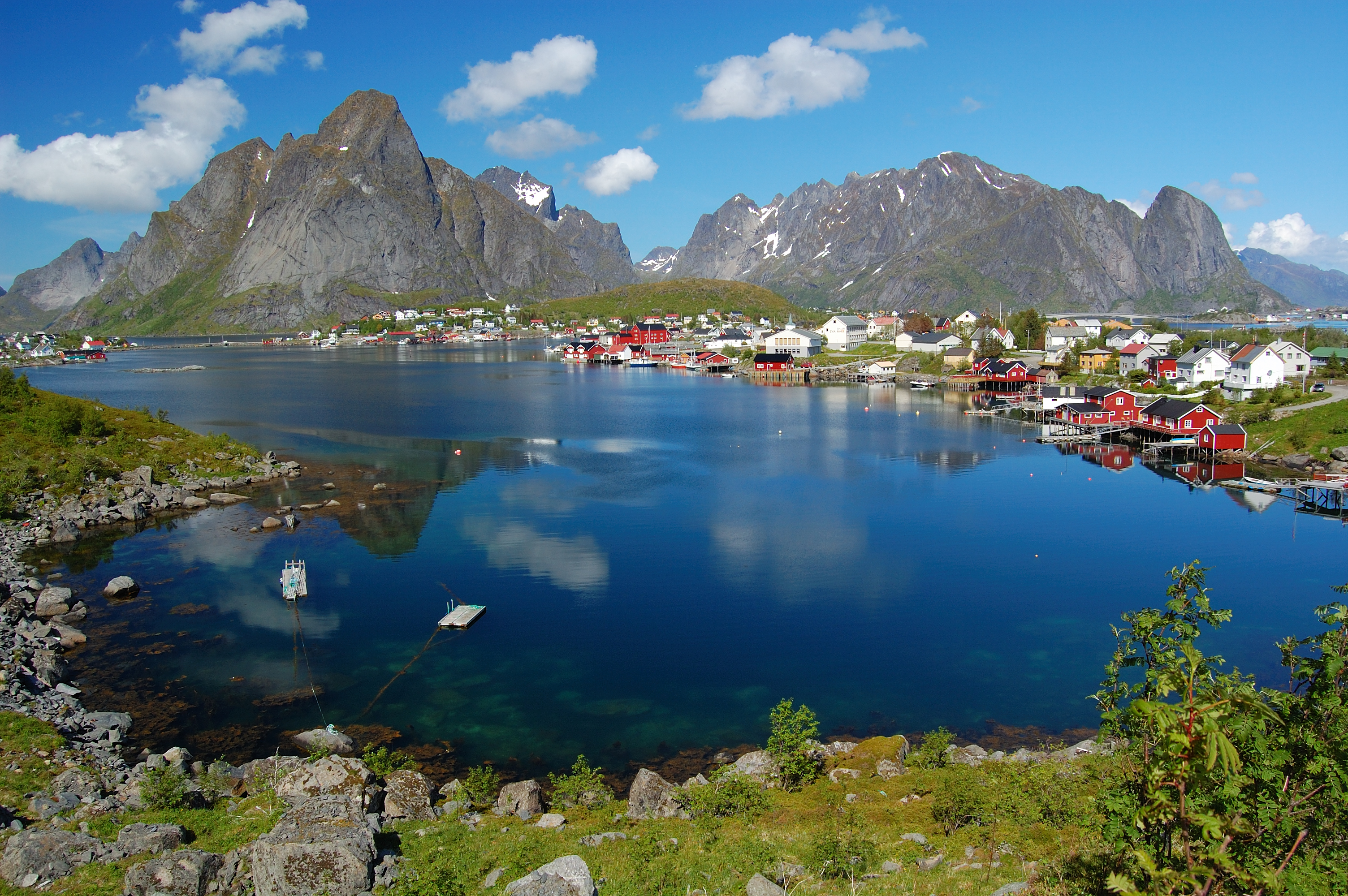
Reine în Lofoten, Norvegia de Nord

Cu o suprafață de 385.207 km² (inclusiv insulele Svalbard și Jan Mayen; și 323.802 km² fără ele), o mare parte din țară este dominată de munți sau de zone înalte, cu o mare varietate de caracteristici naturale produse de ghețarii preistorici și de relieful variat. Cele mai notabile dintre acestea sunt fiordurile: văi adânci tăiate în uscat, inundate de mare după sfârșitul Erei Glaciare. Sognefjorden este al doilea cel mai adânc fiord din lume, și cel mai lung din lume, cu 204 kilometri (127 km). Hornindalsvatnet este cel mai adânc lac din Europa.
Permafrostul se găsește pe tot parcursul anului în majoritatea zonelor de munte și în Finnmark. În Norvegia sunt numeroși ghețari.
Norvegia se află între paralele de 57°⁠(d) și 81° latitudine nordică⁠(d) și între meridianele de 4°⁠(d) și 32° longitudine estică⁠(d).
Uscatul este în mare parte format din granituri dure și gnais, dar sunt frecvente și ardezia, gresia și calcarul, iar la altitudinile mai mici există depozite marine. Din cauza Gulf Streamului și a vânturilor de vest predominante, Norvegia are temperaturi mai ridicate și precipitații mai abundente decât ar fi de așteptat la aceste latitudini nordice, mai ales de-a lungul coastei. Pe continent se observă patru anotimpuri distincte, cu ierni mai reci și cu precipitații mai puține spre interior. Partea cea mai nordică are un climat subarctic, în timp ce Svalbardul are climă arctică de tundră.
Din cauza extinderii mari pe latitudine și a variațiilor de relief și climă, Norvegia are un număr mai mare de habitate diferite decât aproape orice altă țară europeană. Există aproximativ 60.000 de specii în Norvegia și în apele adiacente (cu excepția bacterilor și virusurilor). Ecosistemul marin al Platoului Norvegian este considerat unul extrem de productiv.

### Clima
Sudul și vestul Norvegiei, pe deplin expuse la fronturile ciclonice atlantice, primesc mai multe precipitații și au ierni mai blânde decât părțile de est și nordul extrem. Zonele de la est de munții de coastă sunt într-o umbra a ploilor, și primesc ploaie și zăpadă mai puțină decât vestul. Zonele joase din jurul orașului Oslo au cele mai calde și mai însorite veri, dar și vreme mai rece și mai multă zăpadă în timpul iernii.
Din cauza latitudinii mari la care se află Norvegia, există mari variații sezoniere ale luminei solare. De la sfârșitul lunii mai până la sfârșitul lunii iulie, soarele nu coboară sub linia orizontului în zonele situate la nord de Cercul Arctic (prin urmare, Norvegia este descrisă ca „Țara Soarelui de la Miezul Nopții”), iar în restul țării sunt până la 20 de ore de lumină. În schimb, de la sfârșitul lunii noiembrie până la sfârșitul lunii ianuarie, soarele nu se ridică deasupra orizontului în partea de nord, iar durata zilei este foarte scurtă în restul țării.
Clima de coastă din Norvegia este extrem de blândă în comparație cu zonele de latitudine similare din alte părți ale lumii, Gulf Stream trecând direct prin largul zonelor de nord, ale coastei Atlanticului. Anomaliile de temperatură găsite în unele zone de coastă sunt excepționale, Røst și Værøy netrecând deloc prin iarna meteorologică, chiar dacă se află la nord de Cercul Polar de Nord. Gulf Stream are acest efect numai asupra părții nordice a Norvegiei, nu și în sud. Astfel, coasta nordică a Norvegiei ar fi acoperită cu gheață dacă nu ar fi Gulf Stream. Ca un efect secundar, Munții Scandinavi blochează vânturile continentale care nu mai ajung pe litoral, provocând veri foarte răcoroase în toată Norvegia Atlantică. Oslo are un climat mai degrabă temperat-continental, similar celui din Suedia. Lanțurile muntoase au climat subarctic și de tundră. Cad precipitații abundente în zonele expuse la Atlantic, cum ar fi Bergen. Oslo, în comparație, este uscat, fiind într-o umbră de ploaie. Skjåk, din județul Oppland este și el într-o umbră de ploaie și este unul dintre cele mai uscate locuri, cu mai puțin de 300 mm precipitatii anuale. Finnmarksvidda⁠(d), și văile interioare Troms și Nordland primesc și ele sub de 300 mm anual. Longyearbyen este cel mai uscat loc din Norvegia, cu 190 mm.
Unele părți din sud-estul Norvegiei, inclusiv parțial Mjøsa⁠(d) au climat continental umend⁠(d) cu veri calde (Köppen Dfb), în timp ce coastele mai sudice și vestice sunt mai ales într-un climat oceanic (Cfb). Mai spre interiorul continentului, în Norvegia nordică și sud-estică, domină climatul subarctic (Dfc); este adevărat mai ales pentru zonele aflate în spatele barierei climatice a Munților Scandinavi. Unele din văile interioare din Oppland primesc atât de puține precipitații din această cauză încât îndeplinesc criteriile de clasificare ale climatelor subarctice cu veri secetoase (Dsc). La altitudini mai mari, aproape de coastele Norvegiei sudice și vestice, în unele locuri se poate întâlni și rarul climat subpolar oceanic (Cfc). Acesta este comun și în Norvegia Nordică, dar acolo de obicei la altitudini mai joase, până la nivelul mării. O mică parte din coasta extrem-nordică a Norvegiei are climatul de tundră/polar/alpin (ET). Mari părți din Norvegia sunt acoperite cu munți și platouri înalte, constituind alte locuri în care se întâlnește acest climat.

### Biodiversitatea

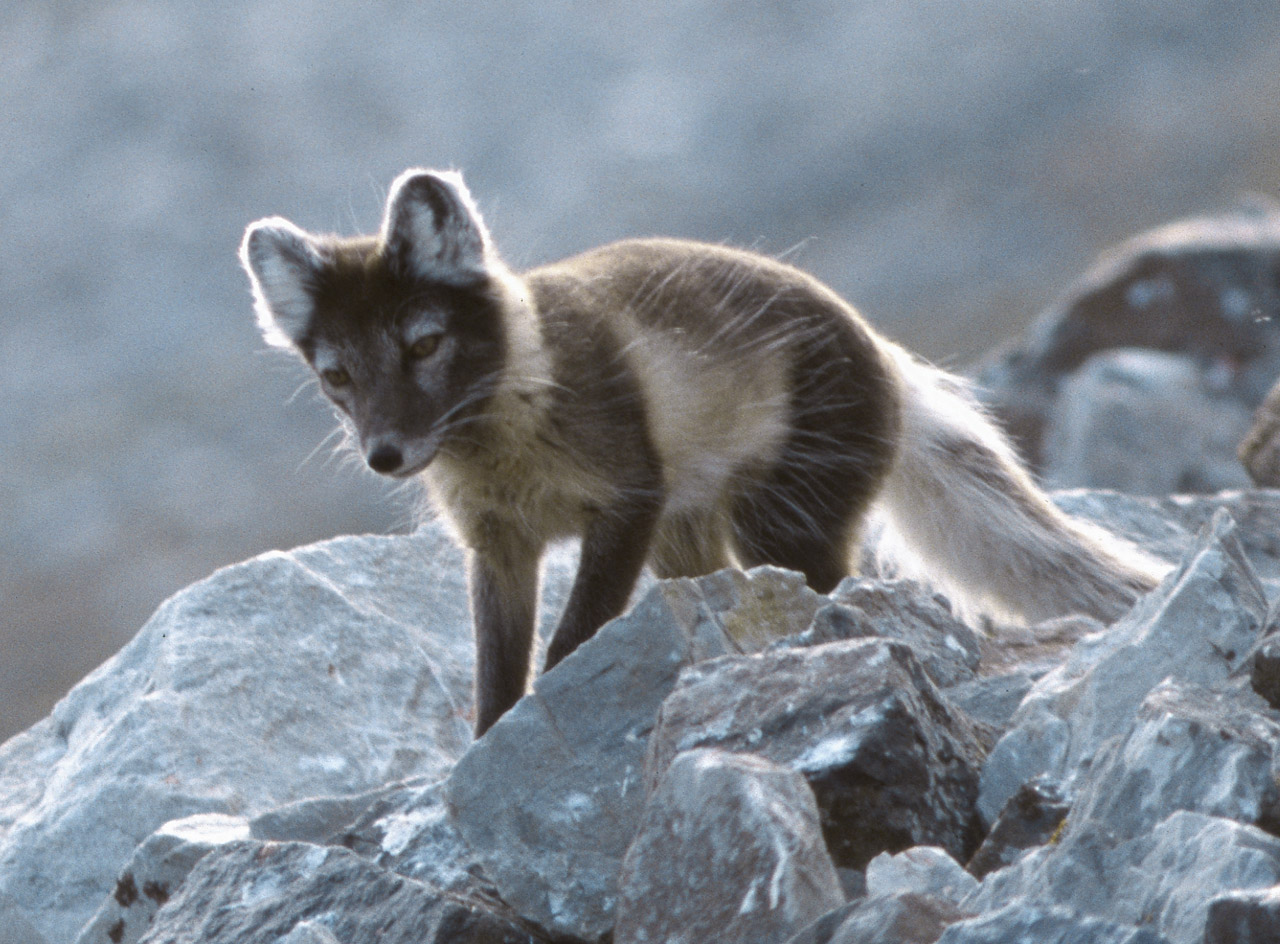
Vulpea polară își are habitatul în zonele de mare altitudine de pe continent, precum și în Svalbard.

Numărul total de specii se ridică la 16.000 de specii de insecte (probabil peste 4.000 de specii care nu au fost descrise), 20.000 de specii de alge, 1800 de specii de licheni, 1050 de specii de mușchi, 2800 de specii de plante vasculare, până la 7.000 de specii de ciuperci, 450 de specii de păsări (250 de specii cuibăresc în Norvegia), 90 de specii de mamifere, 45 de specii de pești de apă dulce, 150 de specii de pești de apă sărată, 1000 de specii de nevertebrate de apă dulce și 3.500 de specii de nevertebrate de apă sărată. Aproximativ 40.000 de aceste specii au fost descrise științific. Lista roșie a anului 2010 cuprinde 4.599 de specii.

Recifele de corali de apă rece în Skagerrak în largul coastei de sud a Norvegiei.

Șaptesprezece specii sunt protejate, în principal deoarece sunt pe cale de dispariție la scară globală, cum ar fi castorul european, chiar dacă populația din Norvegia nu este văzută ca fiind periclitată. Numărul de specii periclitate și aproape periclitate este de 3682; acesta include 418 specii de fungi, dintre care multe sunt strâns asociate cu mici zone rămase de păduri seculare, 36 de specii de păsări și 16 specii de mamifere. În 2010, 2398 de specii au fost trecute pe listele de specii vulnerabile sau periclitate; dintre acestea, 1250 au fost enumerate ca fiind vulnerabile (VU), 871 ca periclitate (EN), și 276 specii critic periclitate (CR), între care se numără lupul cenușiu, vulpea polară (populația de pe Svalbard fiind sănătoasă) șibroasca de baltă.
Cel mai mare prădător din apele norvegiene este cașalotul și cel mai mare pește este rechinul pelerin⁠(d). Cel mai mare prădător de uscat este ursul polar, în timp ce ursul brun este cel mai mare prădător din Norvegia continentală. Cel mai mare animal terestru de pe continent este elanul. Elanul este cunoscut în Norvegia pentru dimensiunea și forța sa și este adesea numit skogens konge, „regele pădurii”.

### Mediul
În toată Norvegia se găsesc peisaje spectaculoase. Coasta de sud-vest și cea de nord ale Norvegiei prezintă unele dintre cele mai impresionante peisaje de coastă din lume. National Geographic a listat fiordurile norvegiene drept cea mai mare atracție turistică a lumii. Aici se poate observa fenomenul nopților albe (vara în preajma solstițiului), precum și aurorele boreale.
Indicele de Performanță Ecologică calculat de Universitatea Yale, Universitatea Columbia și Forumul Economic Mondial plasează Norvegia pe locul al șaptesprezecelea, imediat după Croația și Elveția. Indicele se bazează pe riscurile ecologice pentru sănătatea umană, pierderea habitatelor și schimbări produse emisiile de CO2. Indicele penalizează Norvegia pentru exploatarea excesivă a crescătoriilor de pește, dar nu menționează vânătoarea de balene practicată în apele norvegiene⁠(d) sau exportul de țiței⁠(d).

## Politică și guvernare

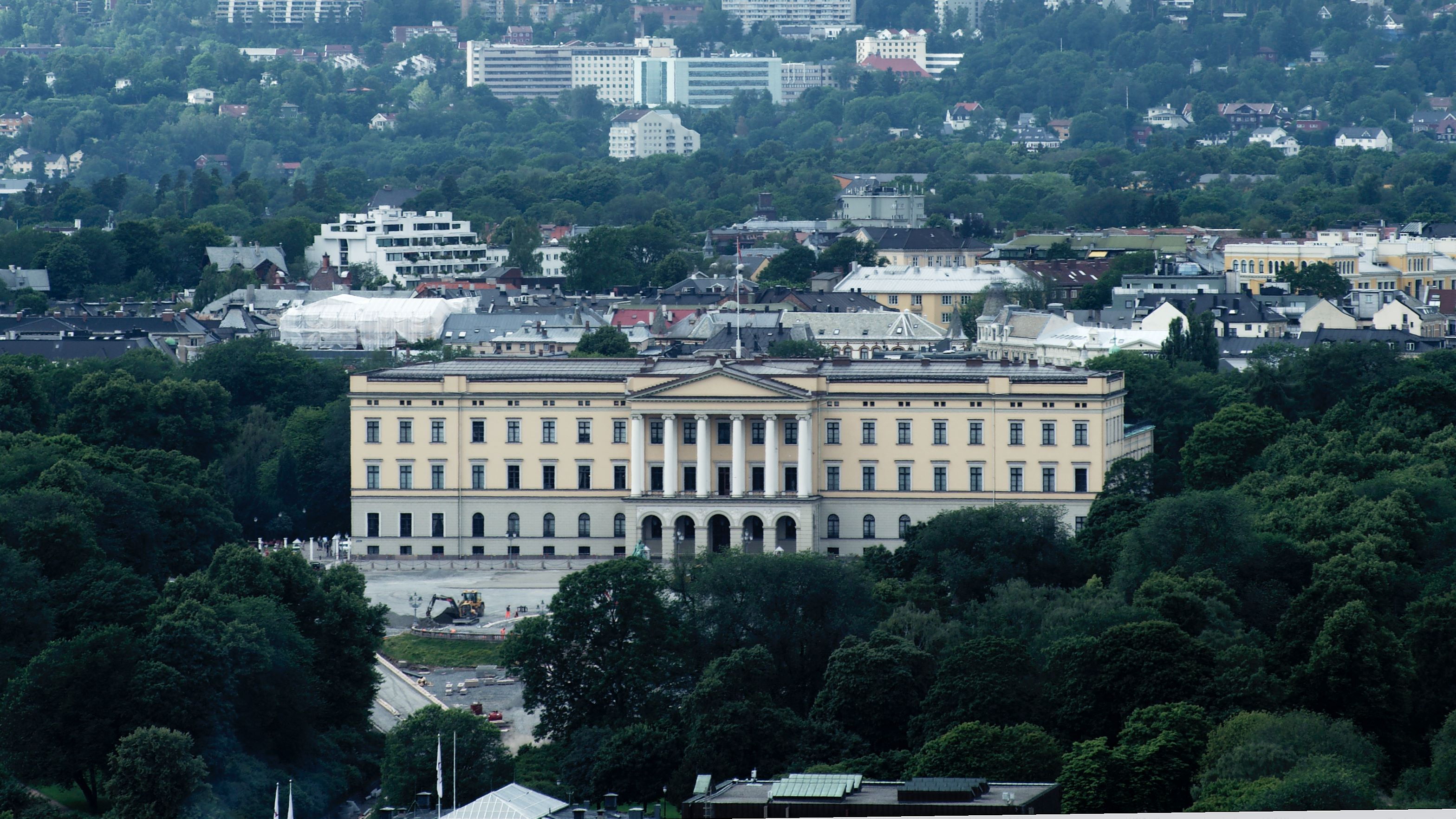
Palatul Regal din Oslo.

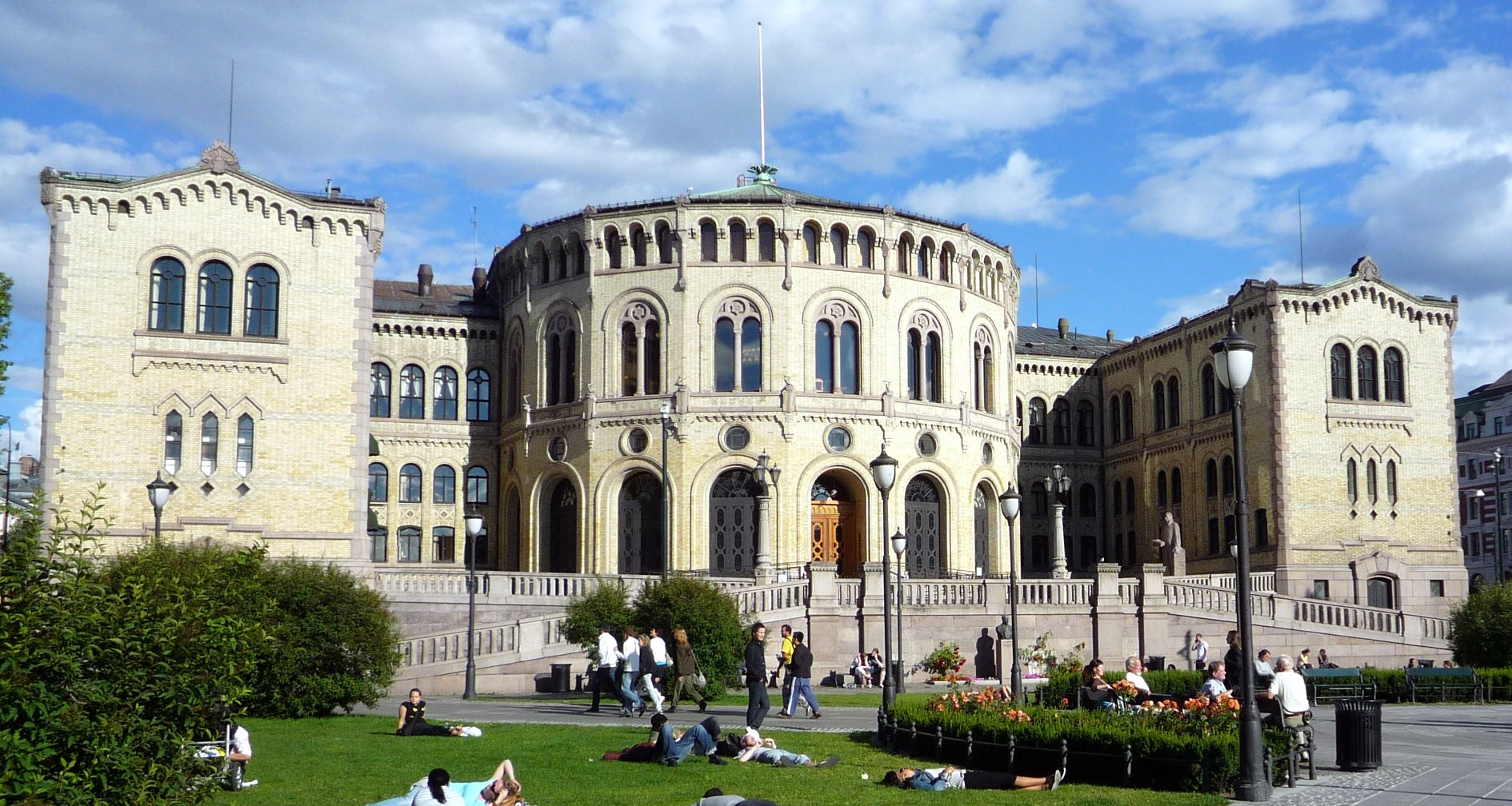
Stortingul este Parlamentul Norvegiei.

Norvegia este considerată a fi una dintre cele mai dezvoltate democrații și state de drept din lume. Din 1814, circa 45% dintre bărbați (25 ani și mai în vârstă) au dreptul de a vota, într-o vreme când în Regatul Unit puteau vota doar 20% (1832), în Suedia circa 5% (1866), și în Belgia circa 1,15% (1840). Începând cu anul 2010, Norvegia a fost clasificată ca cea mai democratică țară din lume conform Indicelui Democrației.
Potrivit Constituției Norvegiei⁠(d), adoptată la 17 mai 1814 și inspirată din Declarația de Independență a Statelor Unite ale Americii și din Revoluția Franceză din 1776 și, respectiv, 1789, Norvegia este o monarhie constituțională unitară cu un sistem parlamentar de guvernare, în care regele Norvegiei⁠(d) este șeful statului și Prim-Ministrul⁠(d) este șeful guvernului. Puterea este separată între ramurile legislativă, executivă și judiciară ale guvernării, după cum este definit de Constituție, care servește ca lege supremă a țării.
 Monarhul își păstrează oficial puterea executivă. Cu toate acestea, ca urmare a introducerii unui sistem parlamentar de guvernare, atribuțiile instituției monarhice au devenit strict reprezentative și ceremoniale, cum ar fi numirea oficială și eliberarea din funcție a prim-ministrului și a altor miniștri în guvernul executiv. În consecință, monarhul este comandant suprem al Forțelor Armate Norvegiene, și șef al diplomației oficiale în străinătate, ca un simbol al unității. Harald V din Casa de Schleswig-Holstein-Sonderburg-Glücksburg a fost încoronat rege al Norvegiei în 1991, și a fost primul rege născut în țară după secolul al XIV-lea. Haakon, prințul moștenitor al Norvegiei, este moștenitor de drept al tronului și Regatului.
În practică, prim-ministrul exercită puterea executivă. Din punct de vedere constituțional, puterea legislativă este deținută atât de guvern, cât și de Parlamentul Norvegiei, dar acesta din urmă este organul legislativ suprem, având o structură unicamerală. Norvegia este fundamental structurată ca democrație reprezentativă. Parlamentul poate adopta o lege cu majoritate simplă din cei 169 de deputați, care sunt aleși pe baza reprezentării proporționale în 19 circumscripții pentru mandate de patru ani.
150 de parlamentari sunt aleși direct din cele 19 circumscripții, restul de 19 locuri („locuri de echilibrare”) fiind alocate la nivel național pentru a face ca reprezentarea în Parlament să corespundă mai bine cu votul popular pentru partidele politice. Pragul electoral necesar pentru ca un partid să poată obține unul din locurile de echilibrare este de 4%.
Parlamentul Norvegiei, numit Stortinget (adică Marea Adunare), ratifică tratatele internaționale elaborate de către ramura executivă. El poate pune sub acuzare pe membrii guvernului, dacă faptele lor sunt declarate neconstituționale. Dacă cineva este pus sub acuzare, Parlamentul are puterea de a demite respectiva persoană.
Postul de prim-ministru⁠(d), șeful guvernului norvegian, este ocupată de obicei de un membru al Parlamentului, care poate să obțină încrederea majorității parlamentare, el fiind de regulă liderul la zi al celui mai mare partid politic sau, mai frecvent, unul din liderii partidelor dintr-o coaliție. Un singur partid, în general, nu are suficientă putere politică în ceea ce privește numărul de mandate pentru a forma un guvern pe cont propriu. Norvegia a fost de multe ori guvernată de cabinete minoritare.
Prim-ministrul numește cabinetul, de regulă format din membri ai aceluiași partid politic sau din mai multe partide politice din Storting. El organizează executivul și exercită puterea cu care este învestit de Constituție. Timp de un secol după independența obțiuntă în 1905, până în 2012, Norvegia a păstrat ca organism religios oficial Biserica Luterană a Norvegiei. Printre altele, aceasta s-a tradus și prin aceea că, pentru a forma un guvern, premierul trebuia să-l formeze în așa fel încât mai mult de jumătate din membrii săi să fie membri ai Bisericii Norvegiei, adică cel puțin zece din cele 19 ministere. Problema separării dintre biserică și stat în Norvegia a fost una controversată, cetățenii cerând secularizarea statului pentru a reflecta diversitatea în creștere în rândul populației. O altă parte din aceasta a reprezentat-o evoluția disciplinei „religie” în școlile publice, care a fost materie obligatorie din 1739. Nici chiar faptul că statul a pierdut un proces la Curtea Europeană a Drepturilor Omului de la Strasbourg în 2007 nu a dus la rezolvarea problemei. Statul a fost oficial secularizat prin amendamentele la Constituție, adoptate în 2012, procesul definitivându-se în 2017, când Biserica Luterană a încetat a mai fi o ramură a guvernului, iar clericii au încetat a mai avea statut de oficiali ai statului. Singurul statut special pe care îl reține Biserica Luterană este acela că este denumită în Constituție „biserică națională” și că monarhul trebuie în continuare să fie luteran.
Prin Consiliul de Stat⁠(d), un consiliu de coroană prezidat de către monarh⁠(d), prim-ministrul și cabinetul se întrunesc la Palatul Regal⁠(d) pentru a-l consulta oficial pe monarh. Toate propunerile legislative ale guvernului au nevoie de aprobarea formală de către monarh atât înainte cât și după introducerea în Parlament. Consiliul analizează și aprobă toate acțiunile monarhului în calitate de șef de stat. Deși actele guvernamentale și parlamentare sunt decise în prealabil, consiliul de coroană este un exemplu de funcțiune simbolică, păstrată de rege.
Membrii Stortingului sunt aleși în mod direct pe liste de partid cu reprezentare proporțională în nouăsprezece circumscripții cu mai mulți reprezentanți în cadrul unui sistem multi-partid. Din punct de vedere istoric, atâtPartidul Laburist Norvegian cât și Partidul Conservator⁠(d) au jucat roluri politice proeminente.
La începutul secolului al XXI-lea a fost la putere Partidul Creștin-Democrat (între 2001-2005), urmat din 2005 de Partidul Laburist, care a câștigat alegerile din 2005 și a format o coaliție roșu-verde cu Partidul Stânga Socialistă și Partidul de Centru.
La alegerile naționale din septembrie 2013 alegătorii au pus capăt acestei guvernări. Două partide politice, Høyre și Fremskrittspartiet, alese pe baza unor promisiuni de reduceri de taxe, cheltuieli mai multe dedicate infrastructurii și educației, pe servicii mai bune și norme mai stricte privind imigrația, au format un guvern într-un moment când economia Norvegiei era în stare bună, cu rată scăzută a șomajului. Erna Solberg a devenit prim-ministru, fiind cea de-a doua femeie prim-ministru după Brundtland și primul premier conservator, de la Syse⁠(d). În 2017, acest guvern a fost reales cu o majoritate mai scăzută.

### Împărțirea administrativă

Norvegia și în teritoriile sale de peste mări

Harta Norvegiei cu cele 11 provincii (după 2020)

Norvegia este un stat unitar împărțit administrativ-teritorial în cinci regiuni: Østlandet (Norvegia de Est), Nord-Norge (Norvegia de Nord), Sørlandet (Norvegia de Sud), Trøndelag, Vestlandet (Norvegia de Vest).
Următoarea treaptă de împărțire administrativ-teritorială este cea a provinciilor fylke, care sunt în număr de unsprezece. Provinciile sunt administrate prin adunări alese direct, care la rândul lor aleg un guvernator. În plus, Regele și guvernul sunt reprezentați în fiecare provincie de către un fylkesmann. Ca atare, Guvernul este reprezentat în mod direct la nivel local prin birourile acestui fylkesmann.
Provinciile sunt apoi sub-împărțite la rândul lor în 356 de comune (kommunar), care la rândul lor sunt administrate de către un consiliu local ales direct și condus de un primar și un mic cabinet executiv. Capitala Oslo este administrată atât ca fylke cât și comună.
Norvegia are deține două teritorii de peste mări, care fac parte integrantă a țării: Jan Mayen și Svalbard, ultima fiind singura insulă dezvoltată din arhipelagul cu același nume, situat la mulți kilometri spre nord. Există trei teritorii dependente în Antarctica și în zona subantarctică⁠(d): Insula Bouvet, Insula Petru I și Țara Regina Maud. Pe majoritatea hărților apare o zonă nerevendicată între Țara Regina Maud și Polul Sud, zonă pe care Norvegia o revendică de la 12 iunie 2015.
96 de localități au statut de oraș în Norvegia. În cele mai multe cazuri, limitele orașelor coincid cu cele ale comunelor ce le cuprind. De multe ori, comunele norvegiene centrate pe un oraș cuprind zone mari care nu sunt dezvoltate; de exemplu, comuna Oslo conține păduri mari, situate la nord și la sud-est de oraș, și peste jumătate din comuna Bergen este formată din zone montane.
| Nr | Provincia 2024  | Centru administrativ |
| -- | --------------- | -------------------- |
| 3  | Oslo            | Oslo                 |
| 11 | Rogaland        | Stavanger            |
| 15 | Møre og Romsdal | Molde                |
| 18 | Nordland        | Bodø                 |
| 31 | Østfold         | Sarpsborg            |
| 32 | Akershus        | Oslo                 |
| 33 | Buskerud        | Drammen              |
| 34 | Innlandet       | Hamar                |
| 39 | Vestfold        | Tønsberg             |
| 40 | Telemark        | Skien                |
| 42 | Agder           | Kristiansand         |
| 46 | Vestland        | Bergen               |
| 50 | Trøndelag       | Steinkjer            |
| 55 | Troms           | Tromsø               |
| 56 | Finnmark        | Vadsø                |

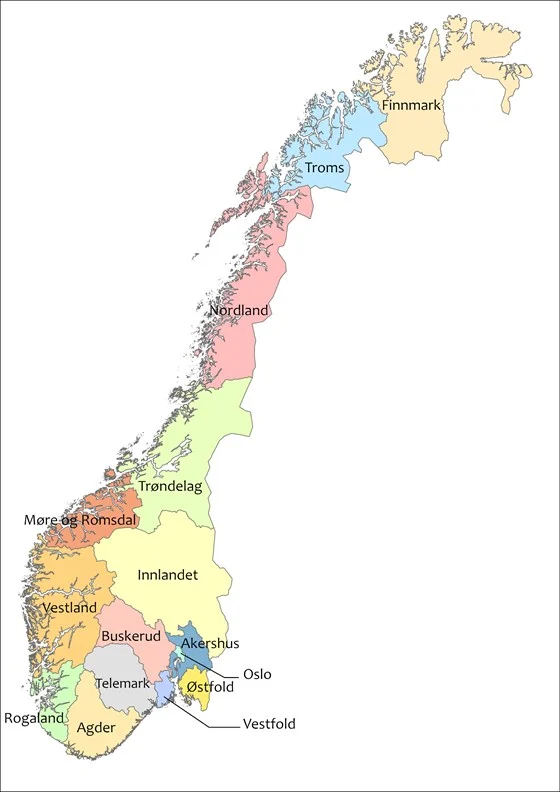
Provincia (fylke) 2024

Norvegia folosește un sistem de drept civil în care legile sunt întocmite și modificate în Parlament, iar sistem este reglementat prin instanțele judecătorești. El se compune din Curtea Supremă cu 19 judecători permanenți și un președinte al Curții, curți de apel, judecătorii comunale și municipale, și consilii de conciliere. Puterea judecătorească este independentă de executiv și legislativ. Prim-ministrul desemnează candidați pentru ocuparea posturilor de judecători ai Curții Supreme, iar candidatura lor trebuie să fie aprobată de către Parlament și confirmată în mod oficial de către Monarh în Consiliul de Stat. De obicei, judecătorii atașați tribunalelor obișnuite sunt numiți oficial de către Monarh la propunerea prim-ministrului.
Misiunea strictă și formală a instanțelor de judecată este de a reglementa sistemul judiciar norvegian, de a interpreta Constituția, și, ca atare, de a pune în aplicare legislația adoptată de Parlament. Ele mai și monitorizează puterile legislativă și executivă pentru a se asigura că ele respectă prevederile legislației adoptate.
Legea este pusă în aplicare în Norvegia de către Servciul Poliției Norvegiene. Este un serviciu național unificat format din 27 de Districte de Poliție și mai multe agenții specializate, cum ar Autoritatea Națională pentru Cercetarea și Urmărirea Penală a Infracțiunilor Economice și de Mediu, cunoscută sub numele de Økokrim; și Serviciul Național de Investigații Penale. Serviciul de Poliție este condus de șeful Direcției Naționale de Poliție, aflat în subordinea Ministerului de Justiție și Poliție. Direcția de Poliție este condusă de către un comisar național al Poliției. Singura excepție este Agenția de Securitate a Poliției Norvegiene, al cărui șef răspunde direct Ministerului de Justiție și Poliție.
Norvegia a abolit pedeapsa cu moartea pentru infracțiuni de drept comun în 1902. Legislativul a abolit pedeapsa cu moartea și pentru înaltă trădare pe timp de război și pentru de crime de război în 1979. Reporteri Fără Frontiere clasa Norvegia în 2007 după Indicele Mondial al Libertății Presei pe primul loc (la egalitate cu Islanda) din 169 de țări.
În general, cadrul juridic și instituțional din Norvegia se caracterizează printr-un grad ridicat de transparență, responsabilitate și integritate, percepția corupției și incidența faptelor de corupție fiind foarte mici. Norvegia a ratificat toate convențiile internaționale anti-corupție relevante, iar standardele sale de punere în aplicare și aplicare a legislației anti-corupție sunt considerate foarte ridicate de majoritatea grupurilor internaționale anti-corupție, cum ar fi Grupul de Lucru OCDE împotriva Mitei. Cu toate acestea, există unele cazuri izolate care arată că unele comune au abuzat de poziția lor în procesele de achiziții publice.

### Relații externe

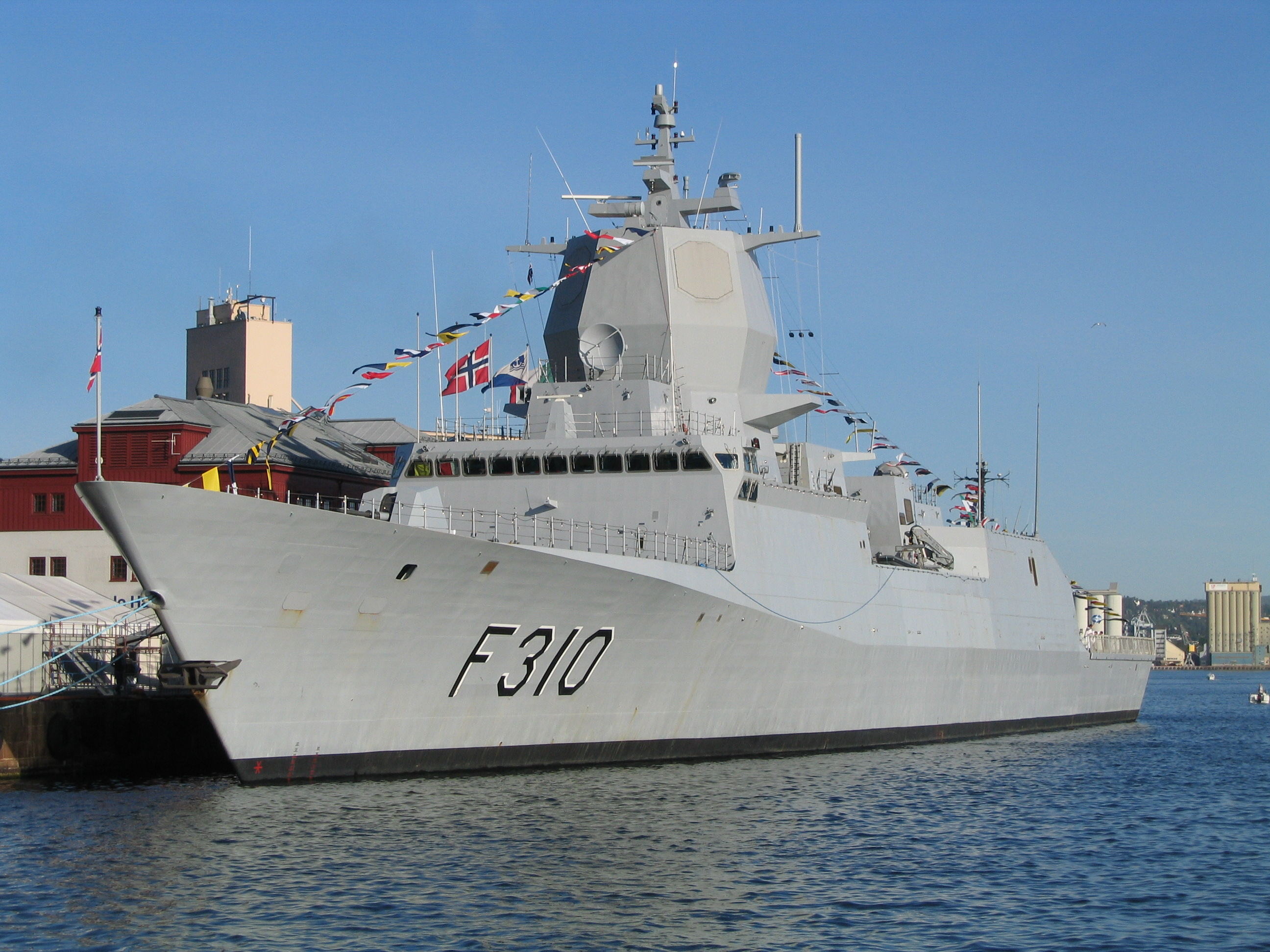
Fregată de clasa Fridtjof Nansen a Marinei Regale

Norvegia deține ambasade în 86 de țări. 60 de țări au o ambasadă în Norvegia, toate în capitala Oslo.
Norvegia este membru fondator al Organizației Națiunilor Unite (ONU), al Organizației Tratatului Atlanticului de Nord (NATO), Consiliului Europei și Asociației Europene de Liber Schimb (AELS). Norvegia a depus cereri de aderare la Uniunea Europeană (UE) și la structurile predecesoare ale acesteia în 1962, 1967 și, respectiv, în 1992. Deși Danemarca, Suedia și Finlanda au obținut toate calitatea de membru, electoratul norvegian a respins tratatele de aderare în referendumurile din 1972 și 1994.
După referendumul din 1994, Norvegia și-a menținut calitatea de membru în cadrul Spațiului Economic European (SEE), un aranjament prin care țara are acces la piața internă a Uniunii, cu condiția să implementeze actele legislative ale Uniunii considerate relevante (în număr de circa șapte mii în 2010) Începând cu 1994, guvernele norvegiene succesive au solicitat participarea la diferite părți ale cooperării UE care depășesc prevederile acordului privind SEE. Există participare fără drept de vot a Norvegiei, de exemplu, la Politica Comună de Securitate și Apărare, la Acordul Schengen și la Agenția Europeană de Apărare, precum și în 19 programe separate.
Norvegia contribuie la dezvoltarea internațională. În plus, acesta a participat la medierea în 1990 a acordurilor de la Oslo, o încercare nereușită de a rezolva conflictul israeliano–palestinian.

### Armata

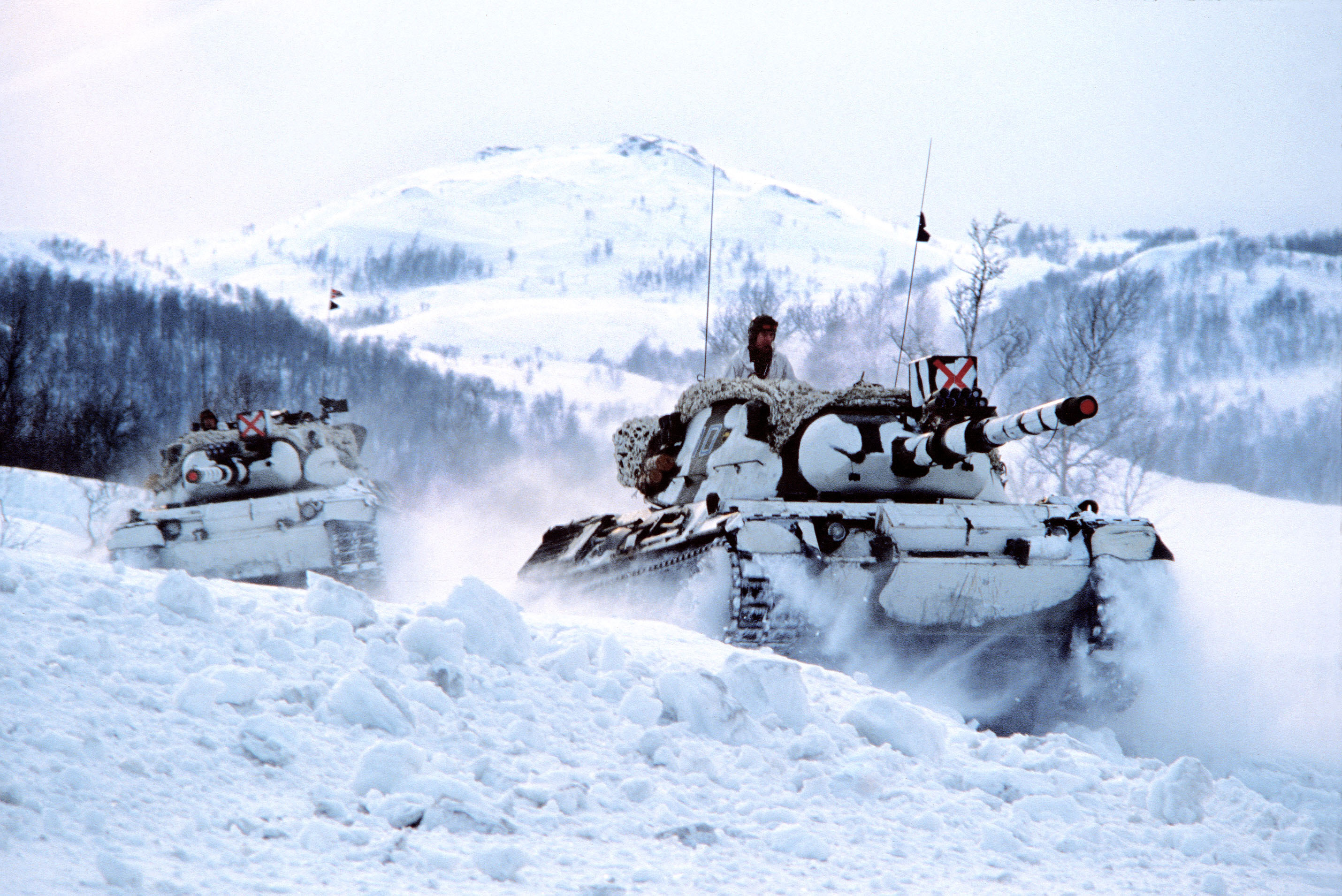
Tancuri Leopard norvegiene în zăpadă în Målselv

Forțele Armate Norvegiene numără aproximativ 25.000 de persoane, inclusiv angajații civili. Potrivit planurilor de mobilizare din 2009, mobilizarea totală produce aproximativ 83.000 de combatanți. Norvegia are serviciu militar obligatoriu⁠(d) (cu 6-12 luni de instrucție); în 2013, țara a devenit prima din Europa și NATO în care atât femeile, cât și bărbații trebuie să presteze acest serviciu. Cu toate acestea, din cauza nevoii mai reduse de militari în termen după încheierea Războiului Rece cu destrămarea Uniunii Sovietice, puțini oameni sunt obligați să facă armata dacă nu sunt altfel motivați. Forțele Armate sunt subordonate Ministerului Norvegian al Apărării⁠(d). Comandantul suprem este regele Harald al V-lea. Armata Norvegiei este împărțită în următoarele ramuri: Forțele Terestre Norvegiene, Marina Regală, Forțele Aeriene Regale, Forța Cibernetică și Garda Internă.
Ca răspuns la invazia germană din 1940, țara a fost unul din țările fondatoare ale Organizației Tratatului Atlanticului de Nord (NATO) la 4 aprilie 1949. În prezent, Norvegia contribuie la Forța Internațională de Asistență de Securitate (ISAF) din Afganistan. În plus, Norvegia a contribuit în mai multe misiuni sub egida Organizației Națiunilor Unite, NATO și Politicii de Securitate și Apărare a Uniunii Europene.

## Sănătate
Norvegia a primit primul loc după Indicele Dezvoltării Umane (IDU) al ONU pentru anul 2013. Sărăcia și bolile transmisibile dominau Norvegia, împreună cu foametea și epidemiile în anii 1800. Din anii 1900, s-au realizat îmbunătățiri în sănătatea publică ca urmare a dezvoltării în mai multe domenii, cum ar fi condițiile de viață și sociale, schimbările în dinamica bolilor și a focarelor de infecții, stabilirea sistemului de sănătate și accentul pus pe chestiunile de sănătate publică. Vaccinarea și creșterea oportunităților de tratament cu antibiotice au dus la îmbunătățiri mari pentru populația norvegiană. Igiena îmbunătățită și o mai bună nutriție au fost factorii care au contribuit la îmbunătățirea sănătății.
Structura bolilor în Norvegia s-a schimbat de la boli transmisibile la boli netransmisibile și boli cronice, precum cele cardiovasculare. Inegalitățile și diferențele sociale sunt încă prezente în sănătatea publică din Norvegia de azi.
În 2013, rata mortalității infantile a fost de 2,5 la 1 000 de născuți vii în rândul copiilor sub vârsta sub un an. Pentru fete, ea a fost de 2,7 și pentru băieți 2,3, cea mai mică rată a mortalității infantile pentru băieți înregistrată vreodată în Norvegia.

## Economia

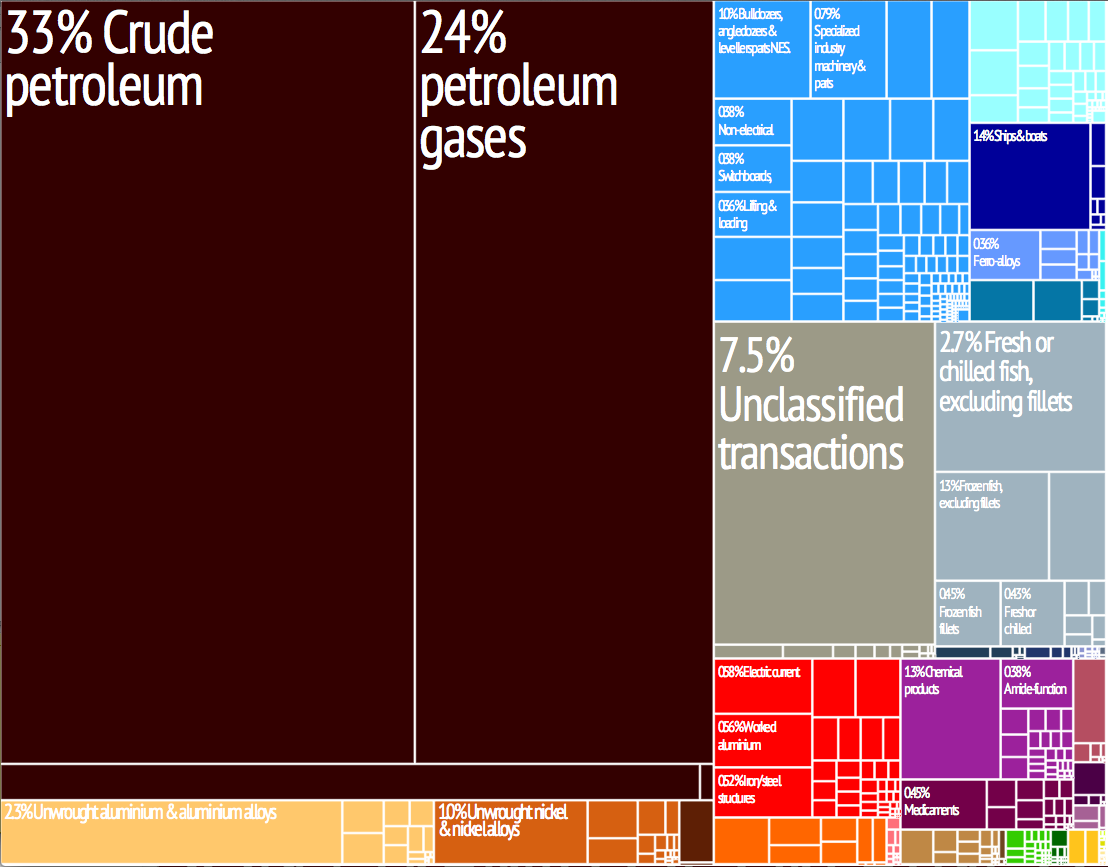
Reprezentare grafică a exporturilor Norvegiei pe produse cu 28 culori asociate categoriilor.

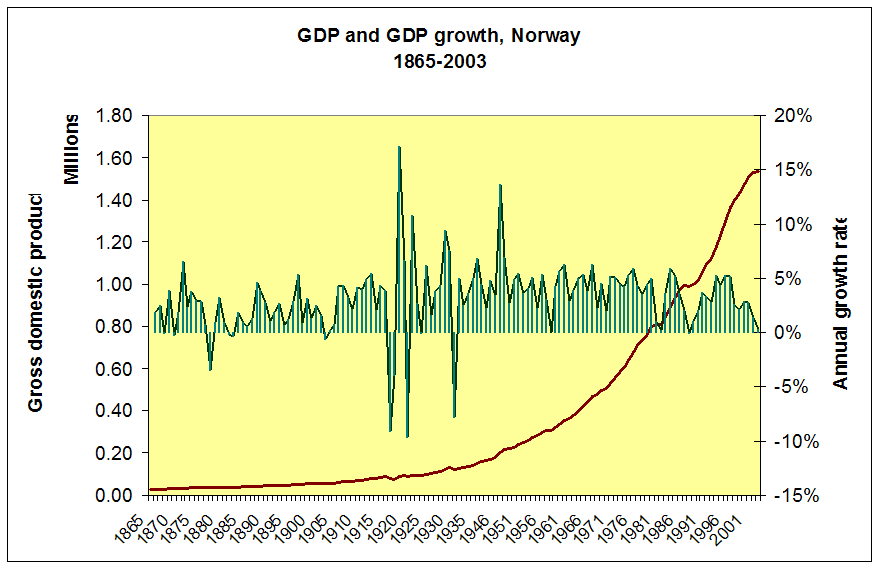
PIB-ul și creșterea PIB-ului

Norvegienii se bucură de al doilea cel mai mare PIB pe cap de locuitor între țările europene (după Luxemburg), și al șaselea cel mai mare PIB (PPP) pe cap de locuitor din lume. Astăzi, Norvegia este a doua cea mai bogată țară din lume în valoare monetară, cu cea mai mare rezervă de capital pe cap de locuitor din toate țările. Conform CIA World Factbook, Norvegia este un creditor extern net. Norvegia s-a menținut pe primul loc în lume după Indicele Dezvoltării Umane (IDU) timp de șase ani consecutivi (2001-2006), și apoi a recuperat această poziție în anul 2009, până în 2015. Nivelul de trai din Norvegia este printre cele mai ridicate din lume. Foreign Policy Magazine⁠(d) clasa Norvegia pe ultimul loc în Indicele Statelor Eșuate pentru anul 2009, considerând Norvegia a fi statul cel mai funcțional și stabil. OCDE clasează Norvegia pe locul patru pe 2013 după Indicele de Viață mai Bună și pe locul trei la elasticitatea veniturilor între generații.

Zonele economice exclusive ale Norvegiei

Economia norvegiană este un exemplu de economie mixtă, un stat social capitalist prosper dispunând de o combinație de piață liberă cu mari proprietăți ale statului în anumite sectoare-cheie. Sănătatea publică în Norvegia⁠(d) este gratuită (cu o taxă anuală de aproximativ 230 dolari pentru persoanele de 16 ani), și există dreptul la un concediu parental plătit de 46 de săptămâni. Veniturile obținute de stat din resurse naturale includ o contribuție semnificativă a producției de petrol. Norvegia are o rată a șomajului foarte scăzută, în prezent de 2,6%. 69% din populația în vârstă de 15-74 este angajată. Forța de muncă este fie ocupată, fie în căutare de lucru. 9,5% din populația în vârstă de 18-66 primește pensie de invaliditate și 30% din forța de muncă este angajată de către guvern, cel mai mare procent din OCDE. Productivitatea orară a muncii și salariul orar mediu din Norvegia sunt printre cele mai ridicate din lume.
Valorile egalitariste ale societății norvegiene au păstrat diferențele de salarizare între cel mai modest plătit lucrător și CEO-ul celor mai multe companii la fel de mici ca și în economiile occidentale comparabile. Acest lucru se observă și în coeficientului Gini foarte scăzut al țării.
Statul deține proprietăți importante în sectoarele industriale-cheie, cum ar fi sectoarele strategice ale petrolului (Statoil), producției de energie hidroelectrică (Statkraft), producției de aluminiu (Norsk Hydro), cea mai mare bancă norvegiană (DNB), și furnizorul de telecomunicații (Telenor). Prin aceste mari companii, guvernul controlează aproximativ 30% din acțiunile tranzacționate la bursa de valori din Oslo. Atunci când se includ și companiile nelistate, statul are chiar mai mare pondere în proprietate (în principal din licențele directe de petrol). Norvegia este un important transportator și are a șaseaa cea mai mare flotă comercială din lume, cu 1.412 de nave comerciale norvegiene.
Prin referendumurile din 1972 și 1994, Norvegienii au respins propunerile de a adera la Uniunea Europeană (UE). Cu toate acestea, Norvegia, împreună cu Islanda și Liechtenstein, participă la piața unică a Uniunii Europene prin Spațiul Economic European (SEE). Tratatul SEE dintre țările Uniunii Europene și țările AELS– transpusă în legislația norvegiană prin „EØS-loven”– descrie procedurile pentru punerea în aplicare a normelor Uniunii Europene în Norvegia și alte țări AELS. Norvegia este un membru puternic integrat în cele mai multe sectoare ale pieței interne a UE. Unele sectoare, precum agricultura, petrolul și pescuitul, nu sunt în întregime acoperite de Tratatul SEE. Norvegia a aderat și la Acordul Schengen și la mai multe alte acorduri interguvernamentale între statele membre ale UE.
Țara este bogat înzestrată cu resurse naturale, inclusiv petrol, hidroenergie, pește, păduri⁠(d), și minerale. Mari rezerve de petrol și gaze naturale au fost descoperite în anii 1960, ceea ce a condus la un boom al economiei. Norvegia a obținut unul dintre cele mai înalte standarde de viață din lume, în parte pentru că deține o cantitate mare de resurse naturale în raport cu mărimea populației. În 2011, 28% din veniturile statului erau generate de industria petrolieră.

### Resurse

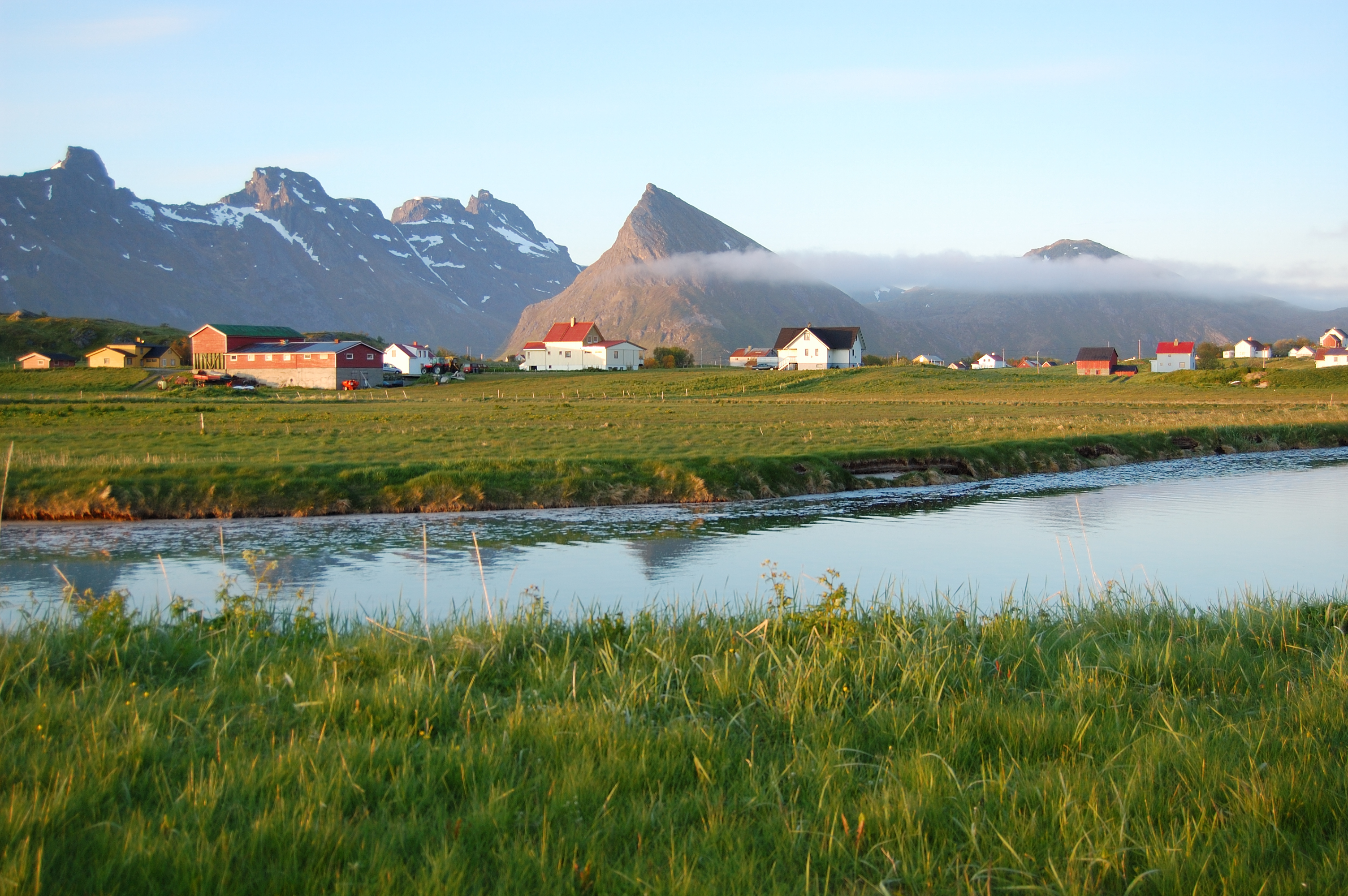
Agricultura este un sector semnificativ, în ciuda peisajului montan (Flakstad)

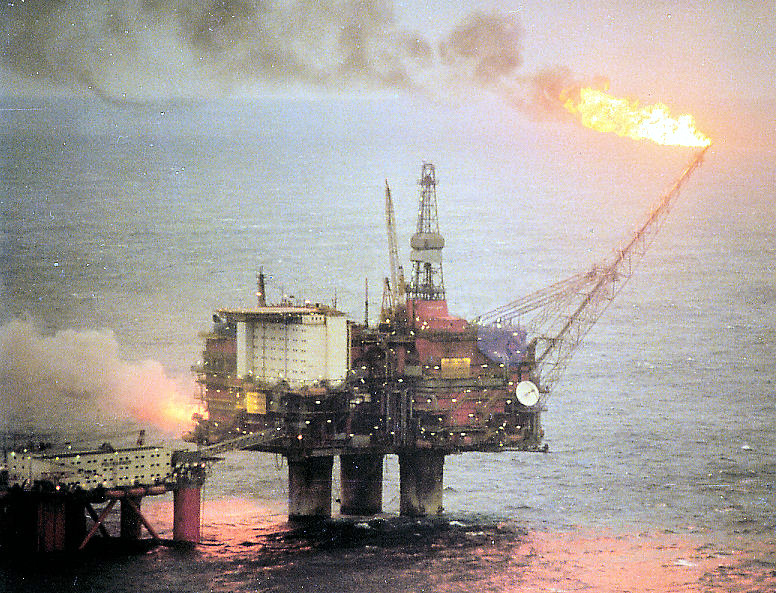
Producția de petrol a fost centrală pentru economia norvegiană din anii 1970, cu o dominantă

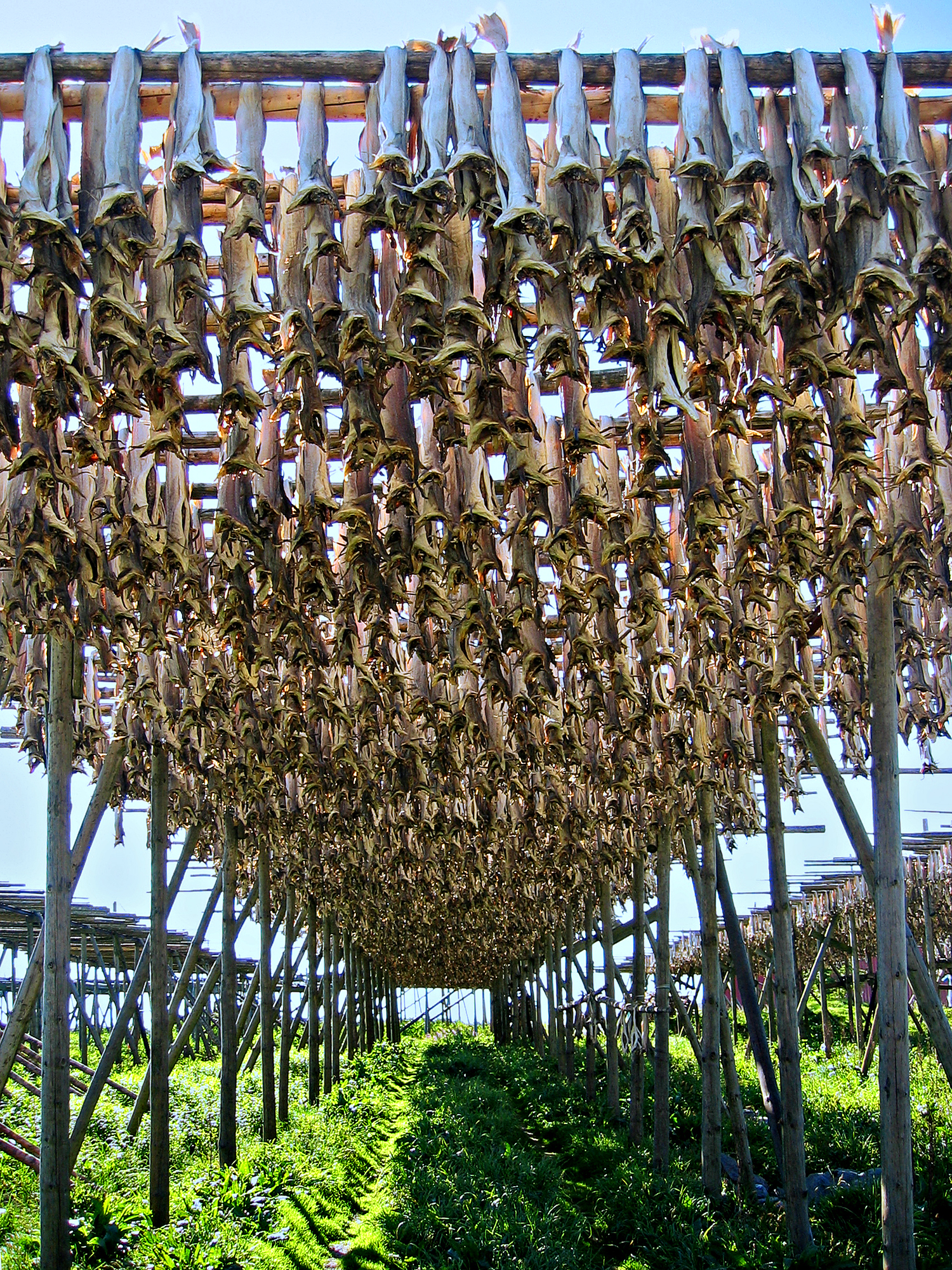
Batogul uscat a fost exportat din Lofoten din Norvegia de cel puțin 1000 de ani

Veniturile din exporturile de petrol și gaze au crescut până la aproape 50% din totalul exporturilor și constituie peste 20% din PIB. Norvegia este al cincilea cel mai mare exportator de petrol și al treilea cel mai mare exportator de gaze din lume, dar nu este membru al OPEC. În 1995, guvernul norvegian a stabilit fondul suveran („Fondul Guvernamental de Pensii — Global"⁠(d)), finanțat cu venituri din petrol, inclusiv taxe, dividende, venituri din vânzări și redevențe. Acesta a fost destinat reducerii supraîncălzirii economiei cu veniturile din petrol, minimizării incertitudinii privind volatilitatea prețului petrolului, și pentru a oferi o plasă de siguranță pentru a compensa cheltuielile asociate cu îmbătrânirea populației.
Guvernul controlează resursele de petrol printr-o combinație de proprietate de stat asupra marilor operatori petrolieri (cu aproximativ 62% dreptul de proprietate în Statoil în 2007) și compania Petoro⁠(d) cu capital integral de stat, care are o valoare de piață de aproximativ de două ori mai mare decât Statoil, și SDFI⁠(d). În cele din urmă, guvernul controlează acordarea de licențe de explorare și producție de petrol. Fondul investește în piețe financiare dezvoltate din afara Norvegiei. Regula bugetară (Handlingsregelen) este aceea de a nu cheltui anual mai mult de 4% din fond (presupus a fi randamentul normal al acestuia).
În august 2014, activele controlate de Fondul Guvernamental de Pensii au fost evaluate la aproximativ 884 de miliarde de dolari (echivalentul a 173.000 de dolari pe cap de locuitor), adică aproximativ 174% din PIB-ul curent al Norvegiei. Acesta este cel mai mare fond suveran din lume. Fondul controlează aproximativ 1,3% din toate actiunile listate în Europa și peste 1% din toate acțiunile tranzacționate public în lume. Banca Centrală Norvegiană operează birouri de investiții în Londra, New York și Shanghai. Îndrumările puse în aplicare în 2007 permit fondului să investească până la 60% din capital în acțiuni (maxim 40% anterior), în timp ce restul pot fi plasate în obligațiuni și proprietăți imobiliare. Cum piețele bursiere au scăzut în septembrie 2008, fondul a putut să cumpere multe acțiuni la prețuri scăzute. În acest fel, pierderile suportate de turbulențele de pe piețe au fost recuperate până în noiembrie 2009.
Alte țări cu economii bazate pe resurse naturale, cum ar fi Rusia, încearcă să învețe din modelul Norvegiei, stabilind fonduri similare. Alegerile de investiții ale fondului norvegian sunt ghidate de îndrumări etice⁠(d); de exemplu, fondul nu este autorizat să investească în companii care produc piese pentru arme nucleare. Schema de investiții norvegiană extrem de transparentă este lăudată de comunitatea internațională.
În 2000, guvernul a vândut o treime din compania petrolieră de stat Statoil prin ofertă publică inițială. Anul următor, principalul furnizor de telecomunicații, Telenor⁠(d), a fost listat la Bursa de Valori din Oslo⁠(d). De asemenea, statul deține cote importante ale celei mai mari bănci din Norvegia, DnB NOR⁠(d) și ale companiei aeriene SAS. Începând cu anul 2000, creșterea economică a fost rapidă, împingând rata șomajului la niveluri sub care nu mai fusese de la începutul anilor 1980 (șomaj în anul 2007: 1,3%). Criza financiară internațională a afectat în primul rând sectorul industrial, dar rata șomajului a rămas mică și a fost de 3,3% (86.000 de persoane) în august 2011. Spre deosebire de Norvegia, Suedia a avut rate efective și preconizate ale șomajului substanțial mai mari, ca urmare a recesiunii. Mii de oameni, în principal tineri suedezi, au migrat în Norvegia pentru a lucra în timpul acestor ani, lucru ușor deoarece piața muncii și sistemele de securitate socială în Țările Nordice se suprapun. În trimestrul 1 al anului 2009, PIB-ul Norvegiei a depășit Suedia pentru prima dată în istorie, deși prima are doar jumătate din populația celei din urmă.
Norvegia deține importante resurse minerale și în 2013 producția de minerale a fost evaluată la 1,5 miliarde dolari americani. Cele mai valoroase minerale sunt carbonatul de calciu (calcarul), piatra de construcție, sienitul nefelinic, olivina, fierul, titanul și nichelul.
Norvegia este și al doilea exportator mondial de pește (ca valoare, după China). Hidrocentralele generează aproximativ 98-99% din energia electrică a Norvegiei, mai mult decât în orice altă țară din lume.

#### Exploatarea petrolului
Între 1966 și 2013, companiile norvegiene forau în 5085 de puțuri de petrol⁠(d), cea mai mare parte în Marea Nordului. 3672 sunt de utviklingsbrønner (producție regulată); 1413 sunt letebrønner (explorare); și 1405 erau închise (avsluttet).
Printre zăcămintele de petrol care nu sunt încă în faza de producție se numără: Wisting Central—dimensiunea calculată în 2013 de 65-156 milioane de barili de petrol și 280 milioane-1,13 miliarde metri cubi de gaz. și zăcământul petrolifer Castberg (Castberg-feltet)—dimensiunea calculată la 540 de milioane de barili de petrol, și 57-198 milioane metri cubi de gaz. Ambele zăcăminte sunt situate în Marea Barents.

### Transporturile
Datorită densității mici a populației, a formei îngustă și a coastelor lungi ale Norvegiei, transportul public este mai puțin dezvoltat decât în multe țări europene, mai ales în afara marilor orașe. Țara are o veche tradiție atransporturilor pe apă tradiții, dar Ministerul Transporturilor și Comunicațiilor a implementat în ultimii ani legături feroviare, rutiere și aeriene prin intermediul a numeroase companii pentru a dezvolta infrastructura țării. Este în discuție dezvoltarea unui nou sistem feroviar de mare viteză între marile orașe ale țării.

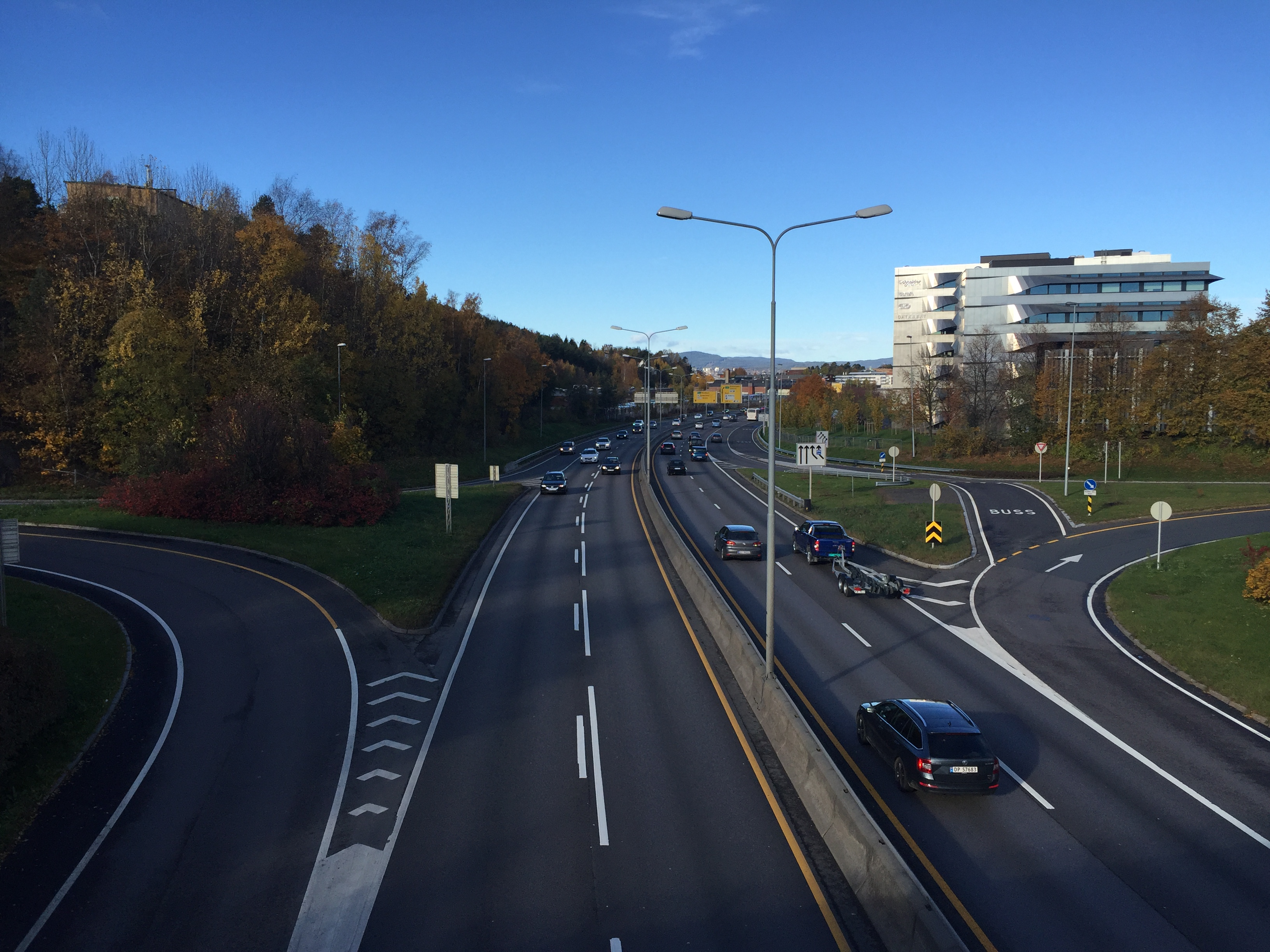
Șoseaua E6 la Brattlikollen, la periferia orașului Oslo

Principala rețea feroviară din Norvegia constă în 4114 km de cale ferată cu ecartament standard, din care 242 km este linie dublă și 64 km sunt mare viteză (210 km/h), în timp ce 62% este electrificată la 15 kV 16 2⁄3 Hz AC. Pe calea ferată se transportă 56.827.000 de pasageri, 2956 milioane de călători-km și 24.783.000 de tone de marfă, adică 3414 milioane tone-kilometri. Întreaga rețea este deținută de către Administrația Națională Feroviară Norvegiană⁠(d). Toate trenurile interne de călători, cu excepția trenului expres Aeroport⁠(d), sunt operate de Norges Statsbaner (NSB). Mai multe companii operează trenuri de marfă.
Investițiile în infrastructură nouă și în întreținere sunt finanțate prin bugetul de stat⁠(d), și se oferă subvenții pentru transportul de călători. NSB operează trenuri pe distanțe lungi, inclusiv trenuri de noapte⁠(d), linii regionale și patru sisteme de trenuri de navetiști, în jurul marilor orașe Oslo, Trondheim, Bergen și Stavanger.

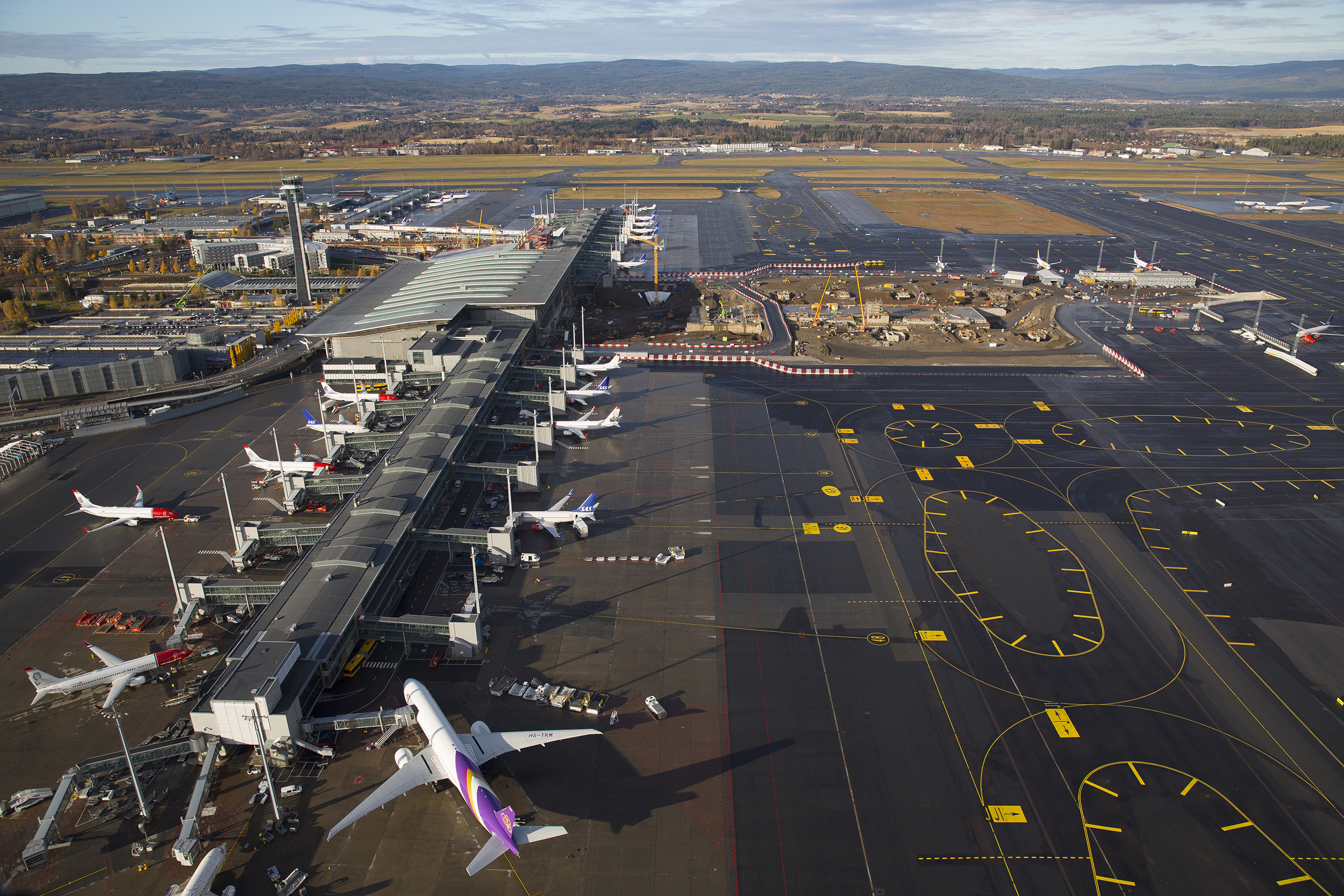
Aeronave Norwegian Air Shuttle și Scandinavian Airlines la Aerportul Oslo-Gardermoen. Shows the startup of the expansion and renovation set to complete in 2017.^{[vizualizare]}

Norvegia are o rețea de drumuri de aproximativ 92946 km, din care 72033 km sunt asfaltați și 664 km sunt autostradă. Cele patru categorii de drumuri sunt cele naționale, județene, municipale și private, cele naționale și județene principale fiind numerotate. Cele mai importante rute naționale fac parte din schema drumurilor europene. Două dintre cele mai importante sunt E6 care duce pe direcția nord-sud prin toată țara, și E39, care urmează coasta de vest. Drumurile naționale și județene sunt gestionate de către Administrația Drumurilor Publice Norvegiene⁠(d).
Norvegia are cel mai mare efectiv mondial de vehicule electrice pe cap de locuitor, Oslo fiind recunoscut drept capitala mondială a vehiculelor electrice. În martie 2014, Norvegia a devenit prima țară în care peste 1% din autoturisme sunt electrice. Cota de piață a vehiculelor electrice în cadrul vânzărilor de mașini noi a vânzărilor de mașini noi este, de asemenea, cea mai mare din lume. Potrivit unei relatări a publicației Dagens Næringsliv din iunie 2016, țara ar dori să interzică vânzările de vehicule pe benzină și motorină încă din anul 2025.
Din cele 97 de aeroporturi din Norvegia, 52 sunt publice, și 46 sunt operate de compania de stat Avinor. Șapte aeroporturi au peste un milion de pasageri anual. 41.089.675 de pasageri au trecut prin aeroporturile norvegiene din 2007, din care 13.397.458 au călătorit internațional.
Poarta aeriană centrală a Norvegiei este Aeroportul Oslo-Gardermoen. Situat la aproximativ 35 km nord-vest de Oslo, el este hub pentru cele două mari companii aeriene norvegiene: Scandinavian Airlines și Norwegian Air Shuttle, și pentru aeronavele regionale din Norvegia de Vest. Există plecări către cele mai multe țări europene și unele destinații intercontinentale. Un tren direct de mare viteză duce de la aeroport la Gara Centrală din Oslo la fiecare 10 minute, călătoria durând 20 de minute.

## Demografia
Populația Norvegiei era de 5.096.300 de locuitori în octombrie 2013. Norvegienii sunt un popor nord-germanic. De la sfârșitul secolului al XX-lea, Norvegia a atras mulți imigranți din Europa Centrală și de Sud, Orientul Mijlociu, Africa și Asia. Toate aceste grupuri vorbesc multe limbi diferite și provin din diferite culturi și religii.

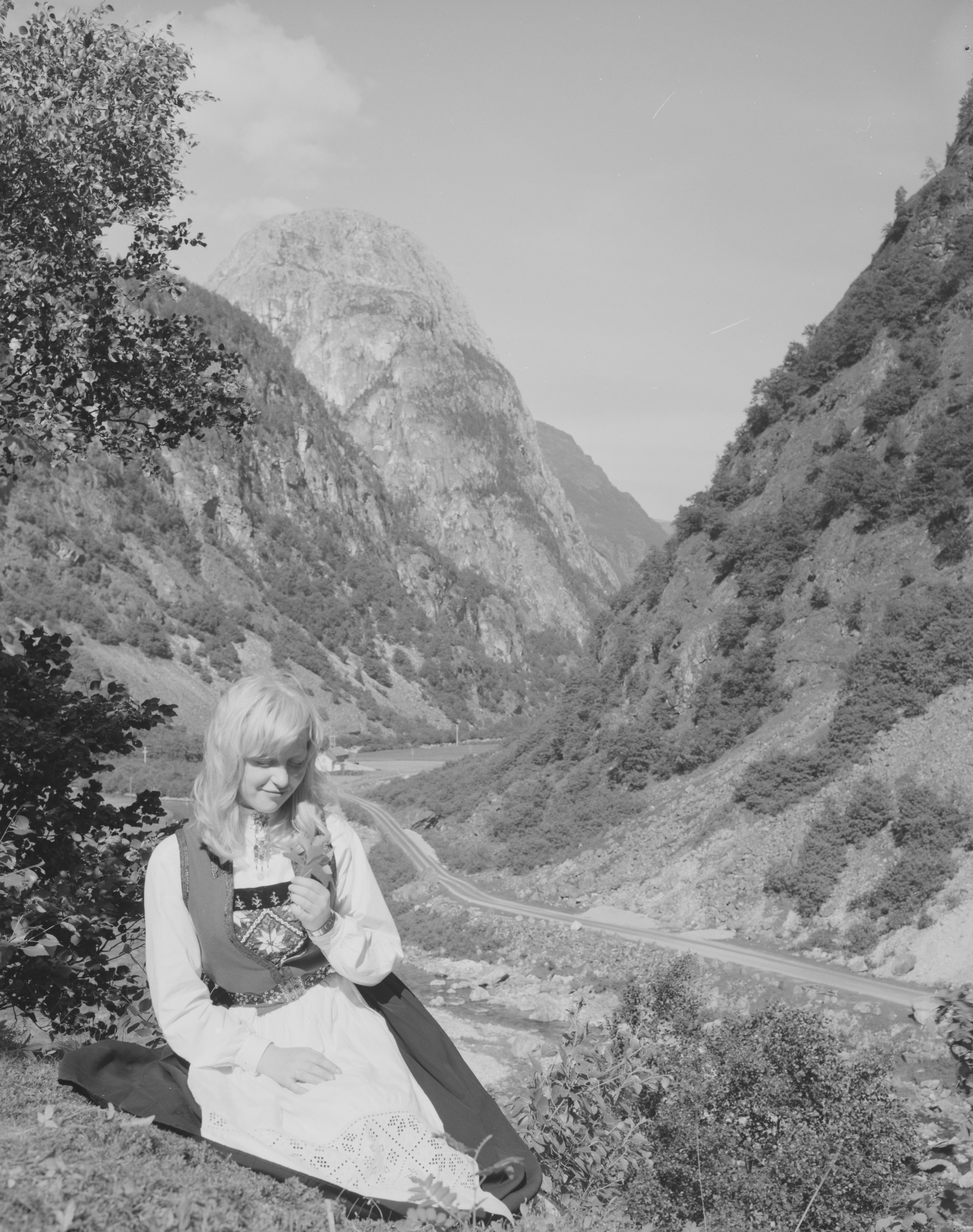
Norvegiancă în costum popular (cunoscut ca bunad) într-un peisaj specific la Voss lângă în 1959.

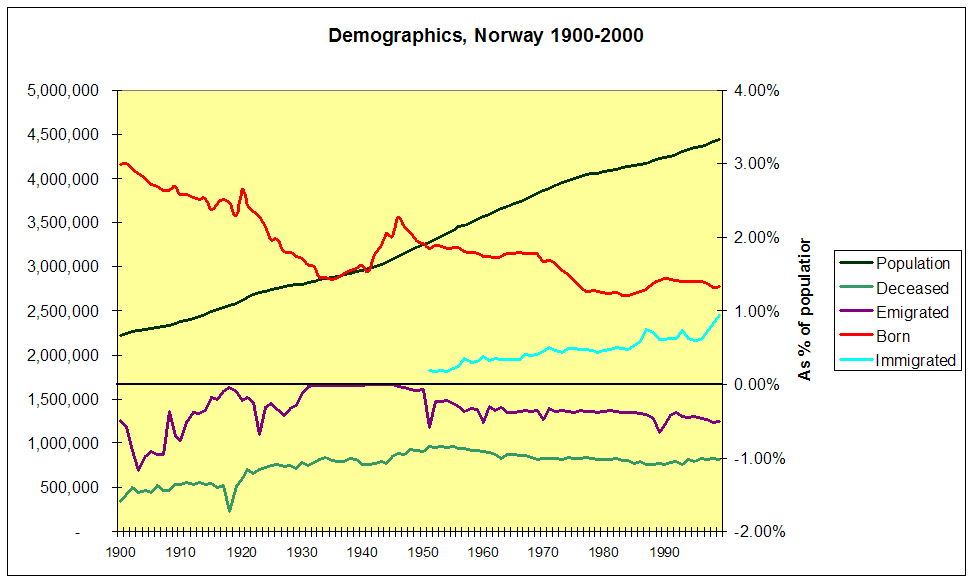
Demografia Norvegiei

În 2012, un studiu oficial arăta că 86% din totalul populației are cel puțin un părinte care este născut în Norvegia. Peste de 710.000 de persoane (14%) sunt imigranți și descendenții lor; există 117.000 de copii de imigranți, născuți în Norvegia.
Dintre acești 710.000 de imigranți și descendenții acestora:
- 323.000 (39%)[150] aparțin unor culturi occidentale (Australia, America de Nord, alte țări europene)
- 505.000 (61%)[150] aparțin altor culturi (în primul rând, Maroc, Irak, Kurdistan, Pakistan, Iran).

În 2013, guvernul norvegian declarat că 14% din populația norvegiană erau imigranți sau copii de doi părinți imigranți. Aproximativ 6% din populația de imigranți provine din UE, America de Nord și Australia, și aproximativ 8,1% provin din Asia, Africa și America Latină.
În 2012, din totalul de 660.000 de imigranți de primele două generații, 407.262 dețineau cetățenie norvegiană (62,2%).
Imigranți s-au stabilit în toate comunele norvegiene. Orașele sau comunele cu cea mai mare cotă de imigranți în 2012 erau Oslo (32%) și Drammen (27%). Ponderea în Stavanger era de 16%. Potrivit Reuters, Oslo este „orașul cu cea mai rapidă creștere din Europa, datorită imigrației”. În ultimii ani, imigrația a avut cea mai mare contribuție la creșterea demografică a țării. În 2011, 16% din copii nou-născuți au fost de imigranți.
Sami sunt un popor indigen din nordul îndepărtat și au predominat în trecut și în părțile centrale și de nord ale Norvegiei și Suediei, precum și zonele din nordul Finlandei și în Rusia, pe Peninsula Kola. O altă minoritate națională sunt kvenii⁠(d), urmași ai unor vorbitori de limbă finlandeză care au migrat în nordul Norvegiei în secolele al XVIII-lea-al XX-lea. Din secolul al XIX-lea până la 1970, guvernul norvegian a încercat să asimileze populațiile sami și kven, încurajându-le să adopte limba, cultura și religia majorității. Din cauza acestui „proces de norvegianizare⁠(d)”, multe familii de origine sami sau kven se identifică acum ca etnici norvegieni.

### Migrația

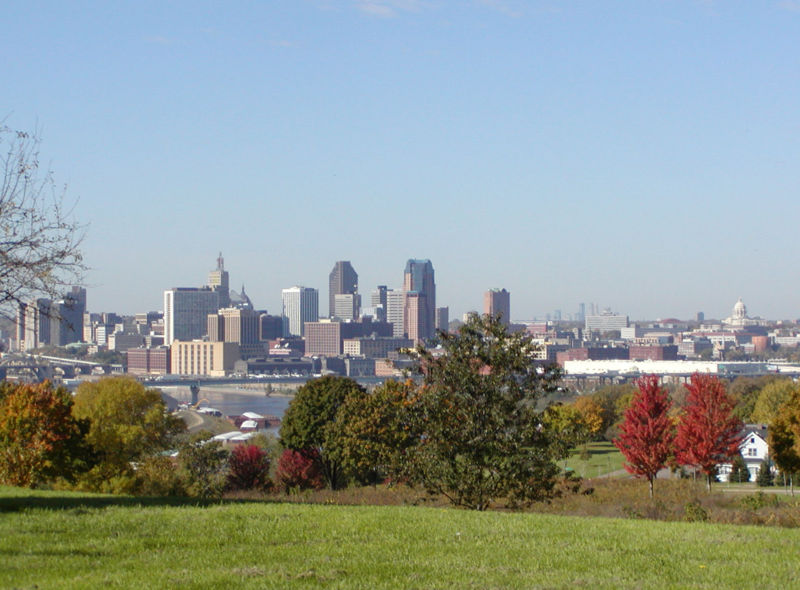
Minneapolis–Saint Paul are cea mai mare concentrație de etnici norvegieni din afara Norvegiei, cu 470.000 de membri ai comunității.

#### Emigrarea
În special în secolul al XIX-lea, atunci când condițiile economice în Norvegia erau dificile, zeci de mii de oameni au migrat în Statele Unite și în Canada, unde puteau lucra și cumpăra terenuri în zonele de frontieră. Mulți au mers în Vest și Nord-Vestul Pacific. În 2006, potrivit Biroului de Recensământ din SUA, aproape 4,7 milioane de persoane se identificau ca norvegieni⁠(d), mai mulți decât populația de etnici norvegieni din Norvegia propriu-zisă. La recensământul din 2011 din Canada, 452.705 de cetățeni canadieni au declarat că au origine norvegiană⁠(d).

#### Imigrația
La 1 ianuarie 2013, numărul de imigranți sau copii de doi imigranți care locuiesc în Norvegia a fost estimat la 710.465, sau 14,1% din totalul populației, față de 183.000 în 1992. Rata anuală a imigrării a crescut din 2005. În timp ce imigrația anuală netă în perioada 2001-2005 fost, în medie, de 13.613 de persoanea, ea a crescut la 37.541 între 2006 și 2010, iar în 2011, imigrația netă ajunsese la 47.032. Aceasta se datorează mai ales creșterii imigrației dinspre rezidenții UE, în special din Polonia.
În 2012, comunitatea de imigranți (care include imigranții și copiii născuți în Norvegia din părinți imigranți) a crescut la 55.300, un nivel record. Imigrația netă din străinătate a ajuns la 47.300 de (300 mai mare decât în 2011), în timp ce imigrația reprezenta 72% din creșterea demografică a Norvegiei. 17% din nou-născuți s-au născut copii cu părinți imigranți. Copiii de pakistanezi, kurdistanezi și vietnamezi sunt cele mai mari grupuri de norvegieni născuți din părinți imigranți.
Pakistanezii din Norvegia sunt cei mai mari grup minoritar neeuropean din Norvegia. Majoritatea celor 32.700 membri trăiesc în și în apropiere de Oslo. Populațiile de irakieni și somalezi au crescut semnificativ în ultimii ani. După extinderea UE în 2004, un val de imigranți a sosit din Europa Centrală și de Nord, în special din Polonia, Suedia și Lituania. Cea mai rapidă creștere a grupurilor de imigranți, în 2011, în cifre absolute au fost din Polonia, Lituania și Suedia. Politicile de imigrație și de integrare au fost subiectul multor dezbateri în Norvegia.
Cele mai mari grupuri de imigranți (prima și a doua generație):
| Origine națională | Populație |
| ----------------- | --------- |
| Polonia           | 91,179    |
| Suedia            | 38,414    |
| Somalia           | 35,912    |
| Lituania          | 35,546    |
| Pakistan          | 34,447    |
| Irak (Kurdistan)  | 30,144    |
| Germania          | 26,683    |
| Vietnam           | 21,721    |
| Danemarca         | 20,897    |
| Filipine          | 19,886    |

La 01.01.2022, populația rezidentă estimată a Norvegiei era 5.425.270 locuitori.
Dintre aceștia, 586 mii erau cetățeni străini, iar 1,6 mii aveau cetățenie necunoscută sau erau apatrizi. Principalele naționalități reprezentate erau (în mii locuitori):
- polonezi 112,7
- lituanieni 48,8
- suedezi 39,6
- sirieni 34,0
- germani 26,2
- danezi 20,8
- români 17,4
- britanici 16,4
- eritreeni 14,8
- letonieni 12,9
- thailandezi 10,6
- spanioli 10,4
- filipinezi 10,0
72,1 mii locuitori erau de alte naționalități din Uniunea Europeană, 28,1 mii erau de alte naționalități din Europa, 26,2 mii erau de alte naționalități din Africa, 40,8 mii erau de alte naționalități din Asia, iar 20,7 mii de alte naționalități din America.

### Religia

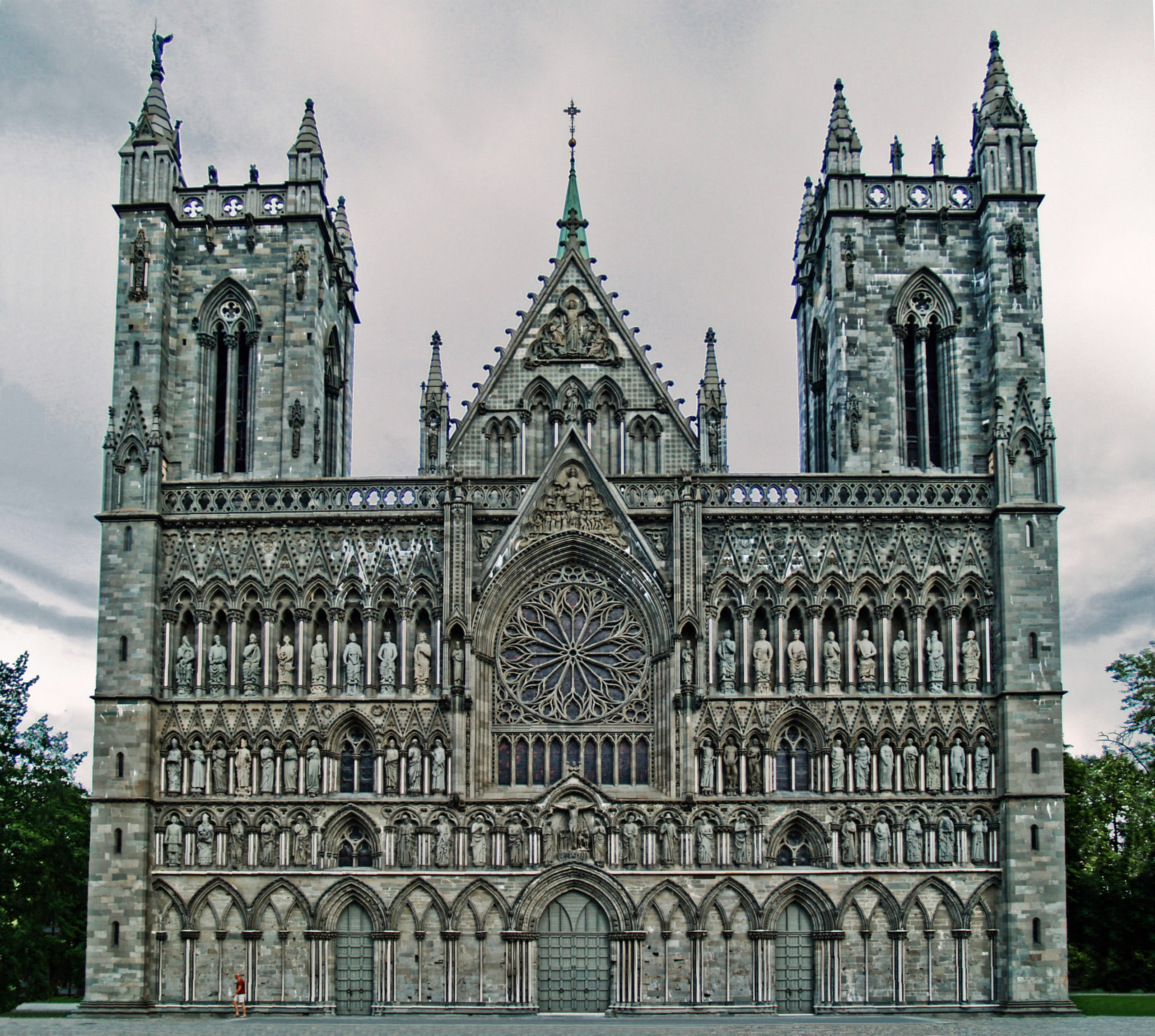
Catedrala Nidaros din Trondheim

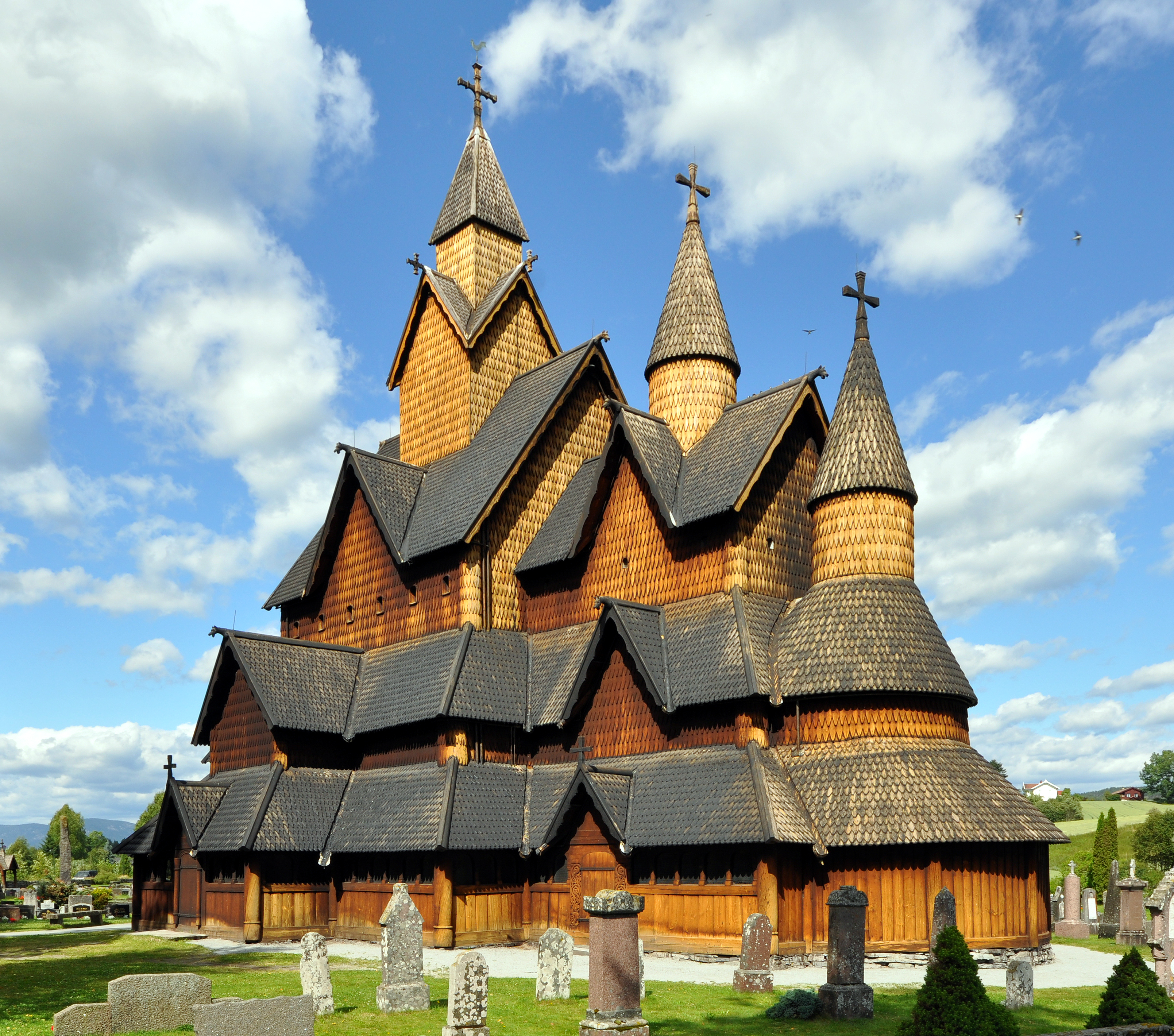
, Notodden, cea mai mare stavkirkke din Norvegia

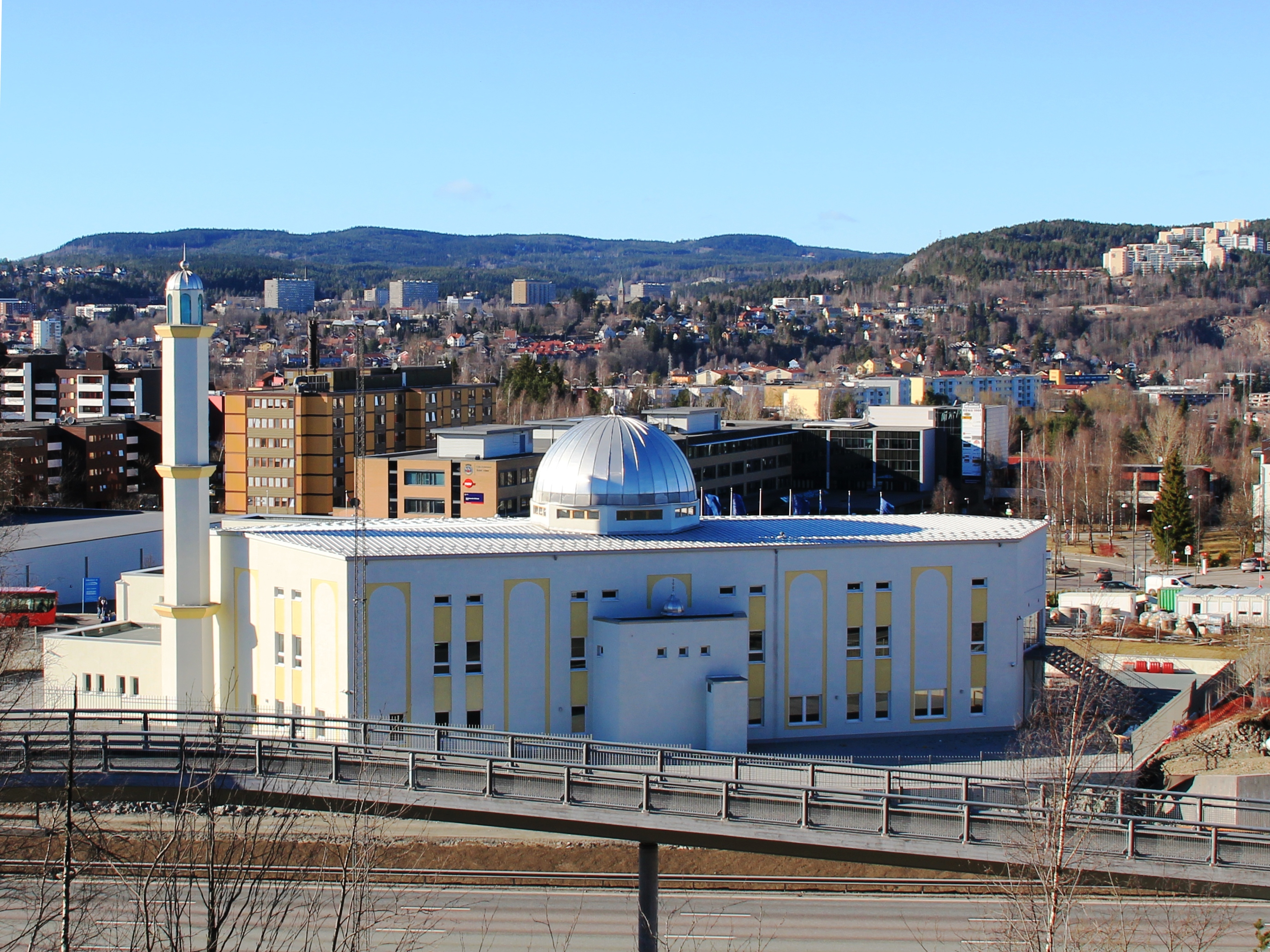
Geamia Bait-unNasr de la periferia orașului Oslo, cea mai mare moschee din Scandinavia

În 2010, 10% din populație era neafiliată religios, în timp ce alți 9%, erau membri ai comunităților religioase din afara Bisericii Norvegiei. Alte confesiuni creștine reprezintă în total aproximativ 4,9% din populație, dintre care cea mai mare este Biserica Romano-Catolică, cu 83.000 de membri, conform statisticilor guvernamentale din 2009. Un articol în ziarul Aftenposten, din octombrie 2012, menționa că sunt 115.234 de romano-catolici înregistrați în Norvegia; reporterul a estimat că numărul total de persoane provenite dintr-un mediu romano-catolic poate fi de 170.000–200.000 sau mai mare.
Printre alte religii se numără penticostalii (39.600), adepții Bisericii Evanghelice Luterane Libere din Norvegia⁠(d) (19.600), metodiștii (11.000), baptiștii (9.900), ortodocșii (9.900), adepții Bisericii Creștine Brunstad⁠(d) (6.800), adventiștii de ziua a șaptea (de 5.100), asirienii și caldeenii⁠(d), precum și altele. Bisericile luterane suedeză, islandeză și finlandeză din Norvegia au circa 27.500 de membri în total. Alte confesiuni creștine reprezintă sub 1% fiecare, inclusiv 4.000 de membri ai Bisericii lui Isus Hristos a Sfinților din zilele din Urmă și 12.000 de martori ai lui Iehova.
Printre religiile necreștine, cea musulmană este mai mare, cu 132.135 de membri înregistrați (2014), și, probabil, mai puțin de 200.000 în total. Cultul musulman este practicat în principal de imigranți somalezi, arabi, bosniaci, albanezi și turci, precum și de norvegienii de origine pakistaneză. Comunitatea este dominată de Islamul Sunnit, alte minorități semnificative includ șiiții și Ahmadiyya.
Alte religii cuprind mai puțin de 1% fiecare, inclusiv 819 de iudaiști. Imigranții indieni au introdus hinduismul în Norvegia, religie care în 2011 avea sub 5.900 de aderenți, sau 1% din totalul norvegienilor care nu sunt luterani. Sikhismul are aproximativ 3.000 de adepți, cei mai mulți în Oslo, unde au două gurdwarale⁠(d). Sikhii au venit pentru prima dată în Norvegia la începutul anilor 1970. Problemele din Punjab, după Operațiunea Blue Star⁠(d) și răscoalele împotriva sikhilor în India, după asasinarea Indirei Gandhi⁠(d) au condus la o creștere a numărului de refugiați sikh care s-au deplasat în Norvegia. Drammen are, de asemenea, o importantă populație de sikh; cea mai mare gurdwara din Europa de Nord a fost construită în Lier. Există unsprezece organizații budiste, grupate sub umbrela Buddhistforbundet⁠(d), cu puțin peste 14.000 de membri, ceea ce reprezintă 0,2% din populație. Religia Baha'i are puțin mai mult de 1.000 de adepți. Aproximativ 1,7% (84,500) din norvegieni aparțin organizației seculare Asociația Umanistă Norvegiană.
Din 2006 până în 2011, religia cu cea mai rapidă creștere în Norvegia a fost creștinismul ortodox⁠(d), al cărui număr de membri a crescut cu 80%; cu toate acestea, ponderea acesteia în totalul populației rămâne mică, la 0,2%. Acesta este asociat mai ales cu imigranții din Eritreea și Etiopia, și într-o măsură mai mică din cu cei din Europa Centrală și de Est și Orientul Mijlociu. Alte religii în creștere rapidă au fost romano-catolicismul (78,7%), hinduismul (59,6%), islamul (48,1%), budismul (46,7%).
Ca și în alte țări scandinave, vechii nordici practicau o formă de păgânism germanic⁠(d) autohton, cunoscut sub numele de păgânism nordic⁠(d). Până la sfârșitul secolului al XI-lea, când Norvegia a fost creștinată⁠(d), religiile și practicile indigene nordice au fost interzise. Resturi ale religiei și convingerilor din Norvegia precreștină mai supraviețuiesc și astăzi, sub forma unor nume de orașe și locații, zile ale săptămânii, și alte părți de limbă de zi cu zi. Interesul modern față de vechile practici a condus la o revigorare a practicilor religioase păgâne sub forma Åsatru⁠(d). Åsatrufellesskapet Bifrost din Norvegia s-a înființat în 1996; în 2011, comunitatea avea aproximativ 300 de membri. Foreningen Forn Sed a fost înființată în 1999 și recunoscută de guvernul norvegian.
Minoritatea sami și-a păstrat religia șamanică până în secolul al XVIII-lea, atunci când majoritatea s-au convertit la creștinism sub influența misionarilor luterani dano-norvegieni. Unii și-au păstrat vechea religie.
Potrivit Eurobarometrului din 2010, 22% dintre cetățenii norvegieni au răspuns că „cred că există un dumnezeu”. Un studiu realizat cu trei ani înainte de Gustafsson și Pettersson (2002), a constatat la fel, că 72% dintre Norvegieni nu cred într-un Dumnezeu personificat.

### Educația

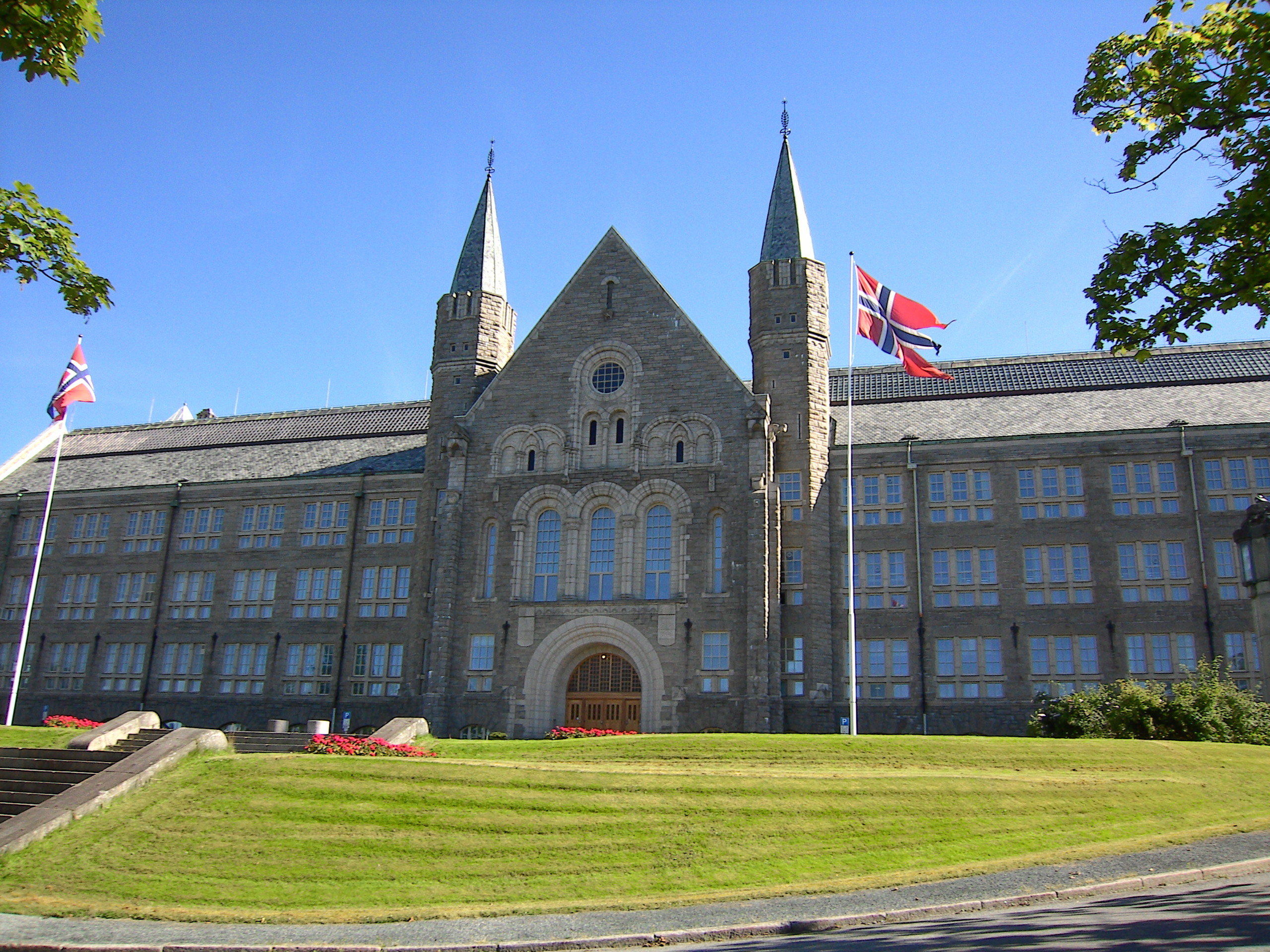
Clădirea principală a Universității Norvegiene de Știință și Tehnologie din Trondheim

Învățământul superior din Norvegia este oferit de șapte universități, cinci colegii specializate, 25 de colegii universitare, precum și o serie de facultăți private. Educația urmează Procesul de la Bologna, care implică cicluri de licență (3 ani), master (2 ani) și doctorat (3 ani). După terminarea liceului, se dă un examen care certifică competențe generale.
Educația publică este practic gratuită, indiferent de naționalitate. Anul universitar are două semestre⁠(d), din august până în decembrie, și din ianuarie până în iunie. Responsabilitatea finală pentru educație revine cu Ministerului Educației și Cercetării din Norvegia⁠(d).

### Limbi

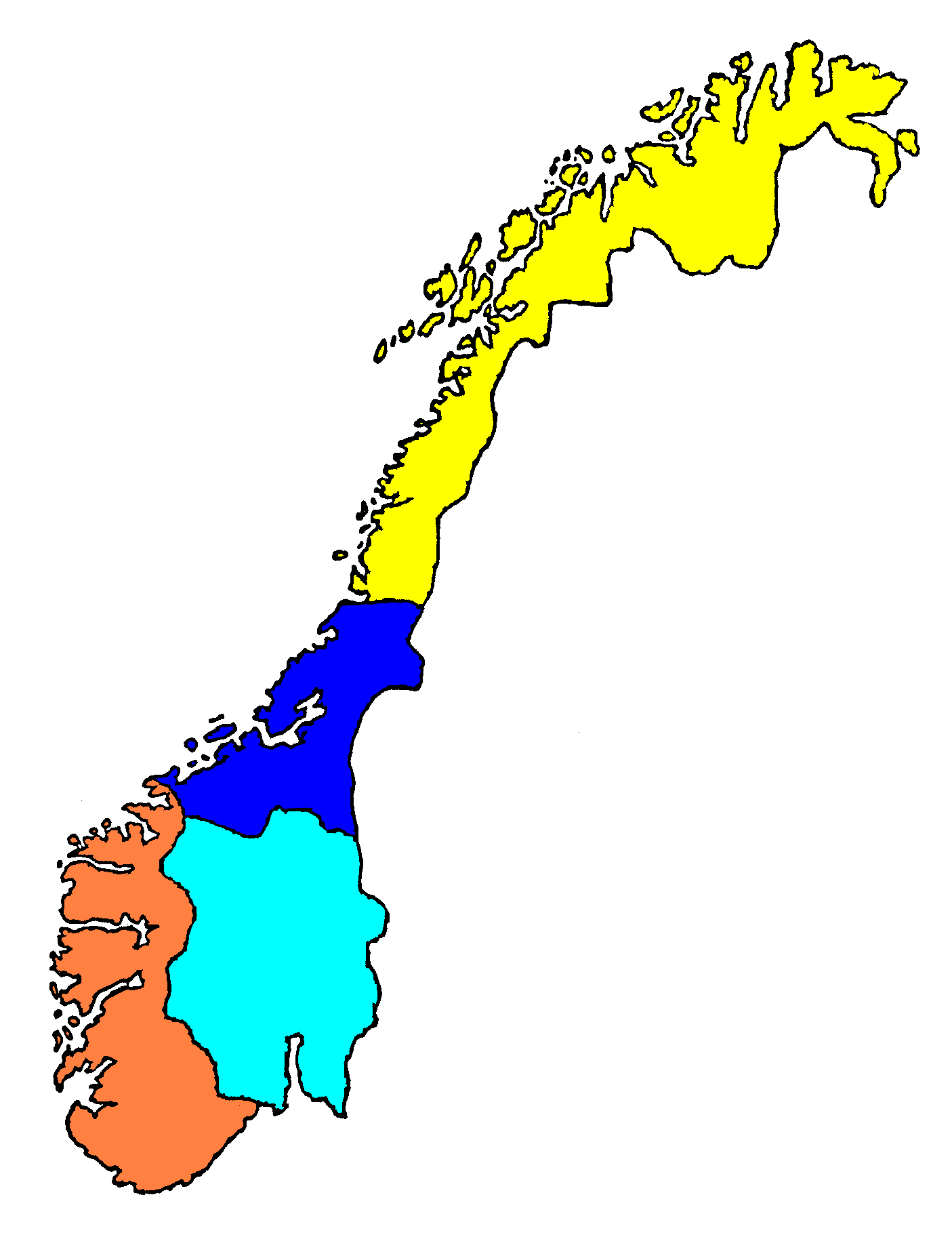
Distribuția grupurilor dialectale norvegiene: norvegiana nordică (galben), norvegiana de Trøndelag (bleumarin), norvegiana vestică (portocaliu) și norvegiana estică (albastru deschis).

Limba norvegiană, nord-germanică, are două forme scrise oficiale, bokmål și nynorsk. Ambele sunt recunoscute ca limbi oficiale, și sunt utilizate atât în administrația publică, școli, biserici, și mass-media. Bokmål este limba scrisă folosit de marea majoritate a populației, circa 80-85%. O alternativă la bokmål, riksmål, seamănă puțin mai mult cu daneza. Aproximativ 95% din populație vorbește norvegiana ca prima limbă sau ca limbă maternă, deși mulți vorbesc dialecte care pot diferi în mod semnificativ de limbile scrise. Toate dialectele norvegiene sunt reciproc inteligibile, deși ascultătorii cu expunere limitată la alte dialecte decât al lor pot avea dificultăți în a înțelege anumite fraze și pronunții în alte dialecte.
Mai multe limbi sami, uralice, sunt vorbite și scrise în întreaga țară, mai ales în partea de nord, de către unii membri ai poporului sami. (Estimările sugerează că aproximativ o treime din norvegienii sami vorbesc o limbă sami.) Vorbitorii acestor limbi au dreptul să fie educați și să comunice cu autoritățile în propria lor limbă, în special în forvaltningsområde (zona administrativă) pentru limbile sami. Minoritatea istorică kven⁠(d) vorbea în trecut limba uralică kven⁠(d) (considerată o limbă separată în Norvegia, dar, în general, percepută în Finlanda ca dialect finlandez). Astăzi, majoritatea etnicilor kven au cel mult cunoștințe minimale ale acestei limbii. Potrivit Kainun institutti, „kvenul modern tipic este un norvegian de limbă norvegiană care își cunoaște genealogia”. După ce Norvegia a ratificat Carta Europeană a Limbilor Regionale sau Minoritare (ECRML) limba kven, împreună cu limbile romani si scandoromani, au devenit limbile minoritare oficial recunoscute.
Unele organizații au susținut și adoptarea limbajului norvegian al semnelor⁠(d) ca limbă oficială a țării.
În secolele al XIX-lea și al XX-lea, limba norvegiană a fost supusă unor puternice controverse politice și culturale⁠(d). Aceasta a condus la dezvoltarea Nynorsk în secolul al XIX-lea și la formarea unor standarde alternative de ortografie în secolul al XX-lea.
Norvegiana este similară altor limbi din Scandinavia: suedeza și daneza. Toate cele trei limbi sunt într-o măsură, reciproc inteligibile și pot fi, și adesea sunt, folosite în comunicare între locuitorii din țări Scandinave diferite. Ca urmare a cooperării în cadrul Consiliului Nordic, locuitorii din toate țările nordice, inclusiv Islanda și Finlanda, au dreptul de a comunica cu autoritățile norvegiene în propria lor limbă.
Studenții care sunt copii de părinți imigranți sunt încurajați să învețe limba norvegiană. Guvernul norvegian oferă cursuri de limbă norvegiană pentru imigranții care doresc să obțină cetățenia norvegiană. Din cauza unei preocupări crescânde pentru asimilarea imigranților, începând cu 1 septembrie 2008, guvernul impune ca un solicitant pentru cetățenia norvegiană dea dovadă de competență fie în norvegiană, fie într-una din limbile sami, să dovadească participarea la cursuri de norvegiană pentru 300 de ore, sau să îndeplinească cerințele lingvistice pentru studii universitare în Norvegia (adică bună cunoaștere a uneia din limbile scandinave).
Principala limbă străină predată în școlile norvegiene este limba engleză, considerată limbă de circulație internațională începând cu sfârșitul celui de al Doilea Război Mondial. Majoritatea populației este destul de fluentă în limba engleză, în special cei născuți după al Doilea Război Mondial. Germana, franceza și spaniola sunt și ele frecvent predate ca a doua sau mai multe ori, a treia limbă. Rusa, japoneza, italiana, latina și, rareori, chineza (mandarina)⁠(d) sunt oferite în unele școli, mai ales în orașe. În mod tradițional, engleza, germana și franceza sunt considerate principalele limbi străine în Norvegia. Aceste limbi, de exemplu, au fost utilizate în pașapoartele norvegiene până în 1990, și studenții au, în general, dreptul de a utiliza aceste limbi de la depunerea tezelor.

## Cultura

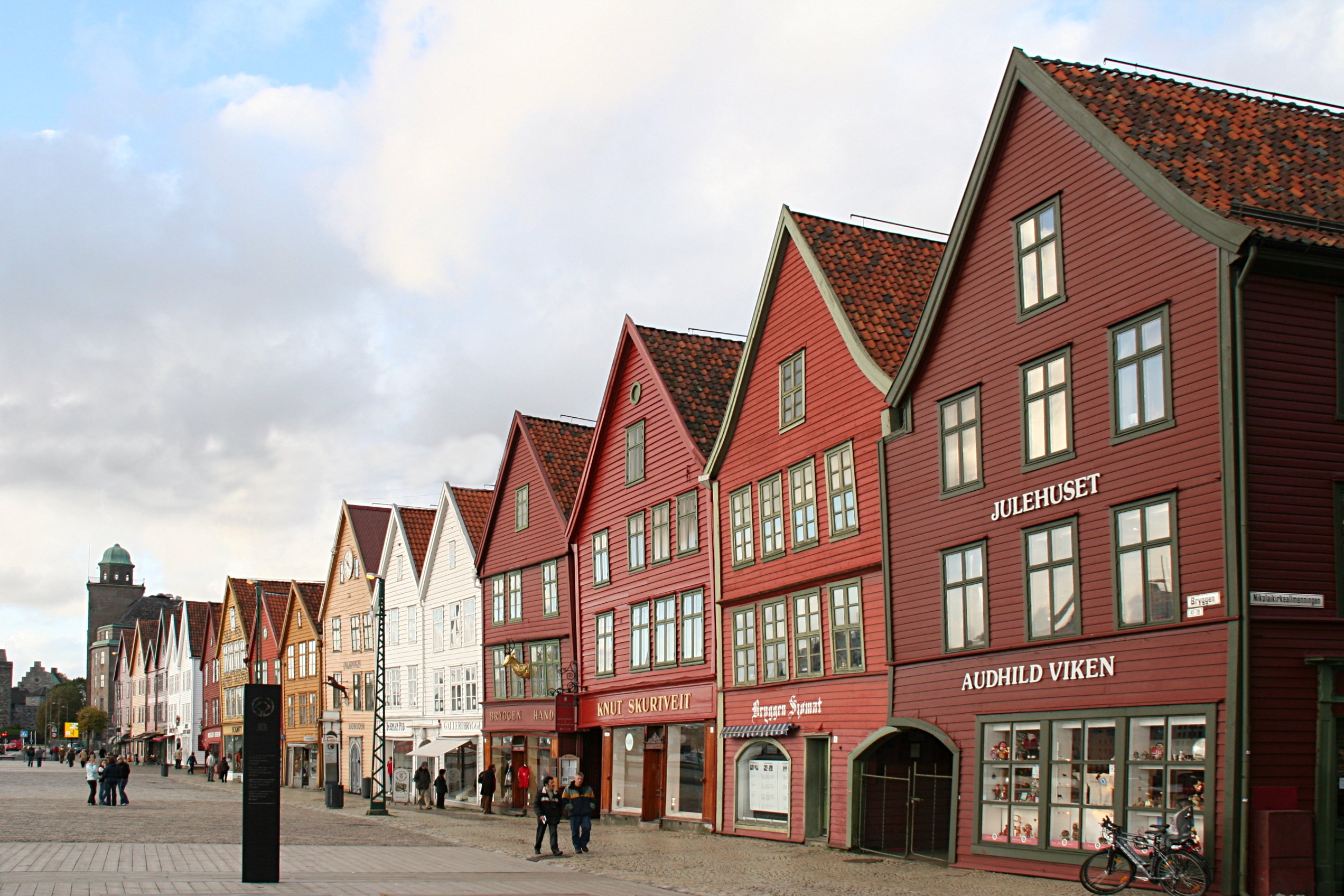
din Bergen este pe

Cultura rurală continuă să joace un rol în cultura norvegiană contemporană. În secolul al XIX-lea, ea a inspirat o puternică mișcare romantic-naționalistă⁠(d), care este încă vizibilă în limba norvegiană și în mass-media. Cultura norvegiană a înflorit sub eforturile naționaliste de a realiza o identitate independentă în literatură, artă și muzică. Acest lucru continuă și astăzi în artele interpretative și ca urmare a sprijinului acordat de stat pentru expoziții, proiecte culturale și opere de artă.

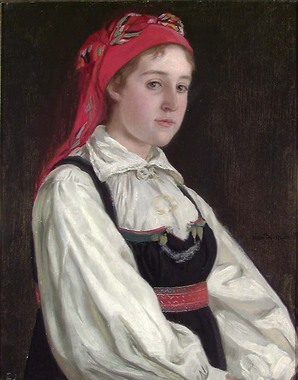
Costumele tradiționale țărănești norvegiene, cunoscute sub numele de folkedrakt, și costumele moderne inspirate de acestea cunoscute sub numele de ', sunt frecvent utilizate la ocazii speciale.

### Drepturile omului
Norvegia este o tara progresistă, care a adoptat o legislație și politici pentru a susține drepturile femeilor, drepturile minorităților și drepturile LGBT⁠(d). Din anul 1884, 171 dintre figurile de frunte, printre care cinci prim-miniștri din Partidul Liberal și Partidul Conservator, au înființat Asociația Norvegiană pentru Drepturile Femeilor⁠(d). Ei au militat cu succes pentru dreptul la educație, dreptul de vot⁠(d), dreptul la muncă⁠(d) pentru femei și alte politici privind egalitatea de gen. Din 1970, egalitatea de gen a ajuns pe agenda de stat, prin înființarea unui organism public de promovare a egalității de gen, care a evoluat în avocatul egalității de gen și pentru combaterea discriminării⁠(d). Organizațiile societății civile continue și ele să joace un rol important, iar organizațiile pentru drepturile femeilor sunt astăzi organizate în Lobby-ul Norvegian al Femeilor⁠(d).
În 1990, Constituția norvegiană a fost modificată pentru a aplica primogenitura absolută în susccesiunea la tronul norvegian, în sensul că cel mai mare copil, indiferent de sex, al familiei regale are prioritate în linia de succesiune. Nefiind retroactivă, actualul succesor la tron este fiul cel mare al regelui, și nu copilul cel mai mare. Articolul 6 prevede că „Pentru persoanele născute înainte de anul 1990... un bărbat va avea prioritate față de o femeie.”
Popoarele sami au fost timp de secole supuși discriminării și abuzurilor culturilor dominante în țările scandinave și în Rusia, care revendică teritoriile sami. Samii nu au fost niciodată o singură comunitate într-o singură regiune din Laponia. Norvegia a fost adesea criticată de comunitatea internațională pentru politica de norvegianizare⁠(d) și a discriminării împotriva populației indigene a țării. Cu toate acestea, Norvegia a fost, în 1990, prima țară care a recunoscut convenția ILO 169 privind populațiile indigene, recomandată de ONU.
În ceea ce privește drepturile LGBT, Norvegia a fost prima țară din lume care a adoptat o lege anti-discriminare care protejează drepturile homosexualilor si lesbienelor. În 1993, Norvegia a devenit a doua țară care și-a legalizat o uniune civilă pentru cuplurile de același sex și, de la 1 ianuarie 2009, a devenit a șasea țară care acordă deplină egalitate în raport cu căsătoria pentru cuplurile de același sex. Ca promotor al drepturilor omului, Norvegia a ținut anual Forumul Libertății de la Oslo, o serie de conferințe descrisă de The Economist ca fiind „pe cale de a deveni un echivalent al forumului economic de la Davos în domeniul drepturilor omului.”

### Religia
Separarea dintre biserică și stat a avut loc mult mai târziu în Norvegia decât în majoritatea țărilor din Europa și nu este încă completă. În 2012, parlamentul norvegian a votat pentru acordarea de mai mare autonomie biserici luterane a Norvegiei, decizie care a fost confirmată într-un amendament constituțional pe 21 mai 2012. Până în 2012 oficialii Parlamentului erau obligați să fie membri ai Bisericii Luterane și cel puțin jumătate dintre miniștri trebuia să fie membri ai bisericii de stat. Cum Biserica Norvegiei este biserică de stat, clericii săi sunt angajați de stat, iar administrațiile bisericești centrale și regionale fac parte din administrația de stat. Membrii familiei Regale sunt obligați să fie luterani.

### Cinematografie
Filmul documentar Kon-Tiki⁠(d) (1950) despre expediție a câștigat un premiu al Academiei Americane. În 1959, Nouă vieți de Arne Skouen⁠(d) a fost nominalizat, dar nu a reușit să câștige. Un alt film notabil este Flåklypa Grand Prix⁠(d), un film de animație în regia lui Ivo Caprino⁠(d). Filmul a fost lansat în 1975 și este bazat pe personajele caricaturistului norvegian Kjell Aukrust⁠(d). Este cel mai vizualizat film norvegian din toate timpurile.
Veiviseren⁠(d) de Nils Gaup, povestea poporului sami, a fost nominalizat și el pentru un Oscar în 1987 și zece ani mai târziu, la fel a fost Søndagsengler⁠(d) de Berit Nesheim.
Începând cu anii 1990, industria de film a prosperat, producând până la 20 de filme de lung metraj în fiecare an. Succese deosebite au fost Kristin Lavransdatter⁠(d), după pe un roman scris de un laureat al Premiului Nobel; Telegrafistul⁠(d) și Gurin cu coadă de vulpe. Knut Erik Jensen⁠(d) s-a numărat printre cei mai de succes regizori noi, împreună cu Erik Skjoldbjærg⁠(d), care este amintit pentru filmul Insomnia⁠(d).
Țara a fost utilizată și ca locație de filmare pentru mai multe producții de la Hollywood și internaționale, între care Imperiul contraatacă (1980), pentru care producătorii au folosit ghețarul Hardangerjøkulen drept locație de filmare pentru scenele de pe planeta de gheață Hoth. Acesta a inclus o memorabilă luptă în zăpadă. Filmele Die another Day⁠(d), Busola de aur, Spies Like Us⁠(d) și Heroes of Telemark, precum și serialele de televiziune Lilyhammer⁠(d) și Vikingii au avut și ele scene filmate în Norvegia. Un film de scurt metraj, Spiritul Norvegiei, a fost prezentat la Maelstrom⁠(d) în pavilionul „Norvegia⁠(d)” de la Epcot⁠(d), situat în cadrul complexului Walt Disney World⁠(d) din Florida, Statele Unite ale Americii. Atracția și filmul și-au încetat operațiunile pe 5 octombrie 2014.

### Muzica

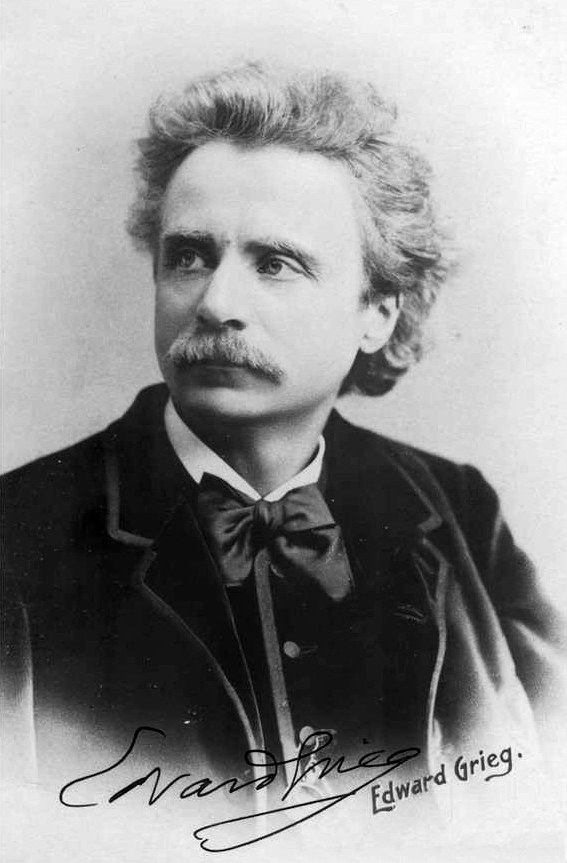
Edvard Grieg, compozitor și pianist

Muzica clasică a compozitorilor romantici Edvard Grieg, Rikard Nordraak și Johan Svendsen este cunoscută pe plan internațional, la fel ca muzica modernă a lui Arne Nordheim⁠(d). Printre interpreții clasici norvegieni se numără Leif Ove Andsnes⁠(d), unul dintre cei mai faimoși pianiști; Truls Mørk⁠(d), un remarcabil violoncelist, și marea soprană wagneriană Kirsten Flagstad.
Black metalul norvegian⁠(d) a influențat lumea muzicii de la sfârșitul secolului al XX-lea. Începând cu anii 1990, exportul de black metal, o formă lo-fi, sumbră și brută de heavy metal, a fost dezvoltat de către trupe ca Emperor, Darkthrone, Gorgoroth, Mayhem, Burzum și Immortal. Mai recent, trupe ca Enslaved, Kvelertak⁠(d), Dimmu Borgir și Satyricon au evoluat genul în forma actuală, câștigând fani din întreaga lume. Evenimentele controversate asociate cu circulația de black metal la începutul anilor 1990 a inclus mai multe incendieri de biserici⁠(d) și două cazuri celebre de crimă.
Scena de jazz norvegiană este înfloritoare. Jan Garbarek, Terje Rypdal⁠(d), Mari Boine⁠(d), Arild Andersen⁠(d), și Bugge Wesseltoft⁠(d) sunt recunoscuți la nivel internațional, în timp ce Paal Nilssen-Love⁠(d), Supersilent⁠(d), Jaga Jazzist⁠(d) și Wibutee⁠(d) sunt artiști de clasă mondială în devenire ai generației tinere.

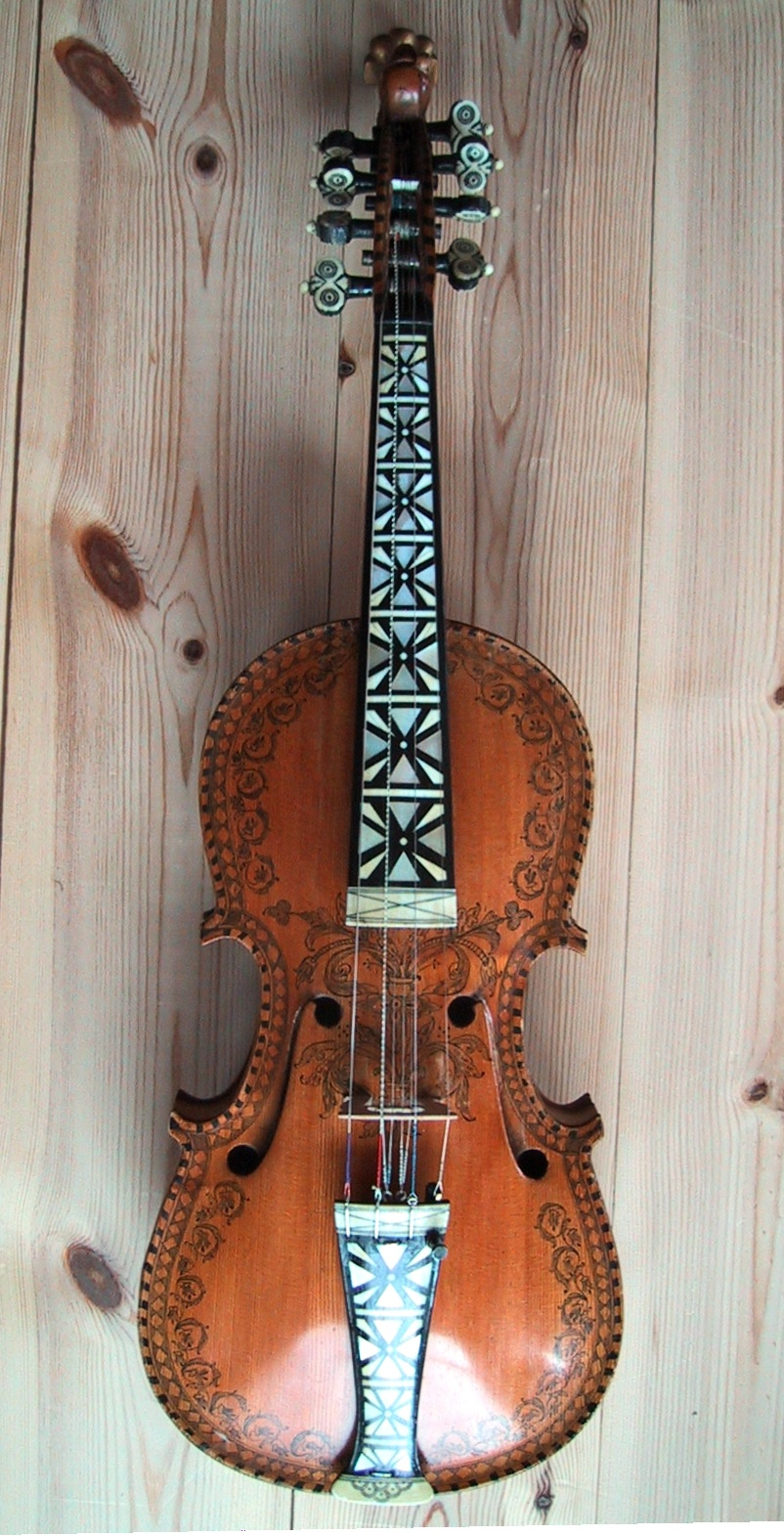
Hardingfele, „scripca Hardanger”, un instrument norvegian

Norvegia are o puternică tradiție de muzică populară care are iubitori și astăzi. Printre cei mai proeminenți artiști muzicieni populari se numără cântăreții din Hardanger Andrea Een⁠(d), Olav Jorgen Hegge⁠(d) și Annbjørg Lien⁠(d), și vocaliștii Agnes Buen Garnås⁠(d), Kirsten Bråten Berg⁠(d) și Odd Nordstoga⁠(d).
Alte formații recunoscute la nivel internațional sunt A-ha, Röyksopp, Ylvis și Maria Mena. A-ha a devenit celebră la nivel mondial pe la mijlocul anilor 1980. În anii 1990 și 2000, grupul și-a menținut popularitatea pe plan intern, și a rămas unul de succes și în afara Norvegiei, în special în Germania, Elveția, Franța și Brazilia.
În ultimii ani, diverși compozitori norvegieni compozitori și echipele lor de producție au contribuit la muzica altor artiști internaționali. Echipa de producție norvegiană Stargate⁠(d) a produs melodii pentru Rihanna, Beyonce, Shakira, Jennifer Lopez și Lionel Richie, printre alții. Espen Lind⁠(d) a scris și a produs melodii pentru Beyoncé, Lionel Richie și Leona Lewis. Lene Marlin⁠(d) a scris melodii pentru Rihanna și Lovebugs⁠(d).

### Literatura

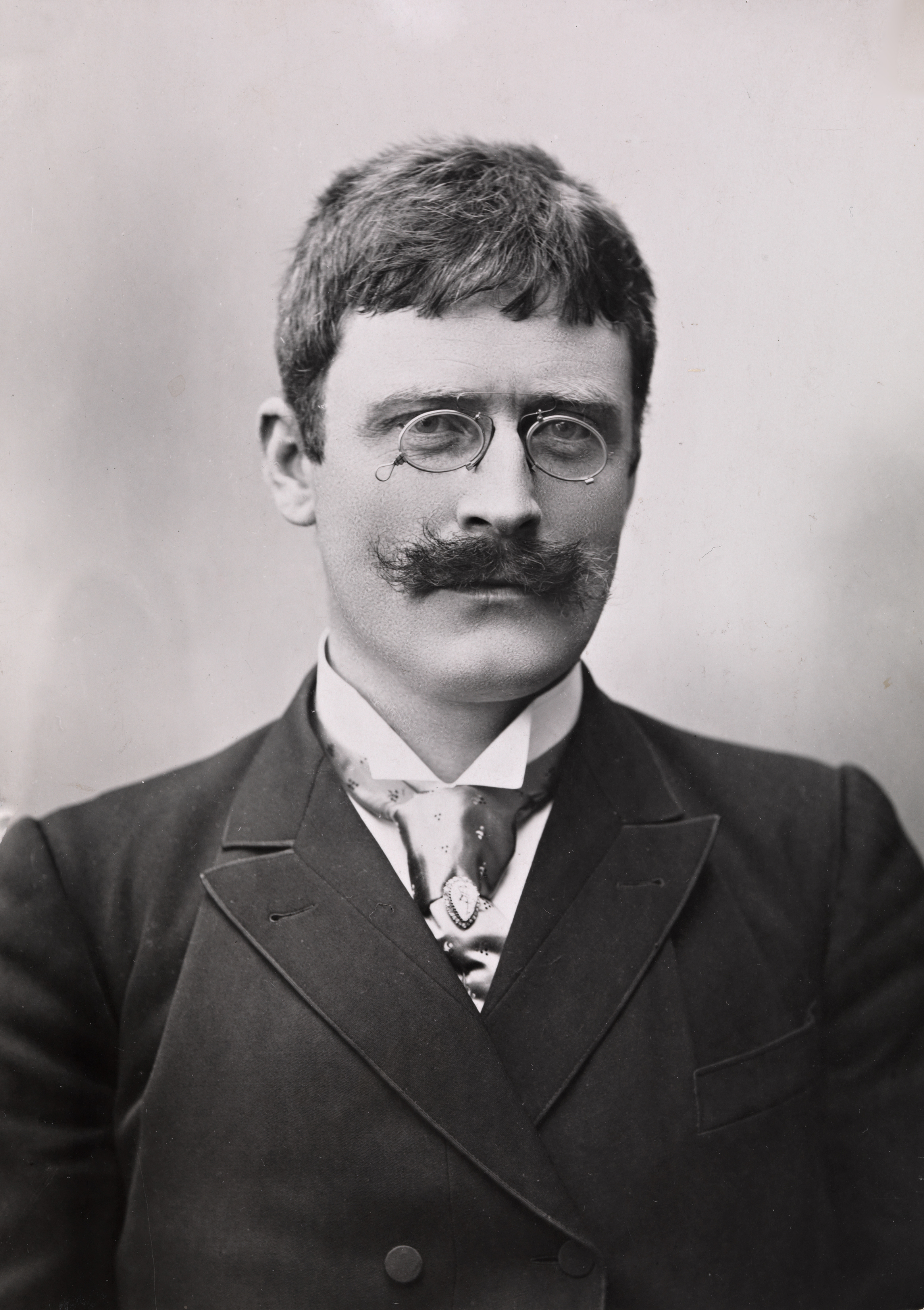
Knut Hamsun, scriitor

Istoria literaturii norvegiene începe cu cele poemele Edaice⁠(d) păgâne și cu poezia scaldică din secolele al IX-lea și al X-lea, cu poeți cum ar fi Bragi Boddason⁠(d) și Eyvindr skáldaspillir. Sosirea creștinismului în jurul anului 1000 a pus Norvegia în legătură cu cultura, hagiografia și istoriografia medievale europene. Combinată cu tradiție orală autohtonă și cu influența islandeză, aceasta a influențat literatura scrisă în spre sfârșitul secolelor al XII-lea și al XIII-lea. Lucrări majore din această perioadă sunt Historia Norwegiæ⁠(d), Dietrich of Bern⁠(d) și Konungs skuggsjá⁠(d).
În perioada Uniunii Scandinave și, ulterior, a Uniunii Dano-Norvegiene (1387-1814), s-a scris foarte puțin în norvegiană, cu unele excepții notabile, cum ar fi Petter Dass⁠(d) și Ludvig Holberg. În piesa lui, intitulată Peer Gynt, Ibsen caracterizează această perioadă ca „de două ori două sute de ani de întuneric/plutind peste o rasă de maimuțe.” Primul vers din acest cuplet este frecvent citat. În timpul uniunii cu Danemarca, guvernul a impus folosirea în scris doar a limbii daneze, ceea ce a făcut să scadă literatura norvegiană scrisă.

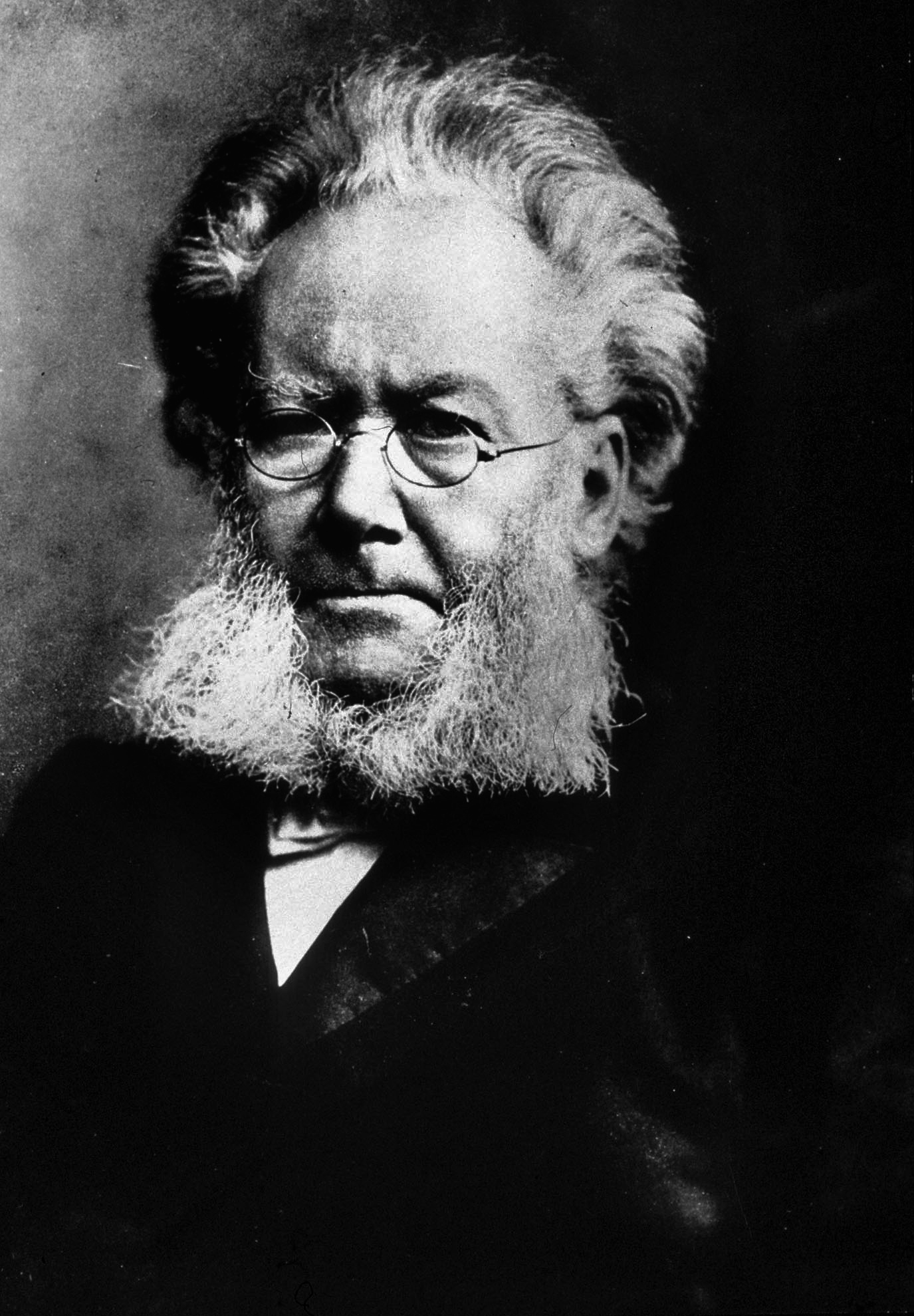
Henrik Ibsen

Două evenimente majore au precipitat o important renaștere a literaturii norvegiene: în 1811, s-a înființat o universitate norvegiană la Christiania. În al doilea rând, cuprinși de spiritul revoluționar de după Revoluțiile Americană și Franceză, norvegienii și-au redactat propria Constituție⁠(d) în 1814. Mulți scriitori au căpătat inspirație, și au ajuns să fie recunoscuți mai întâi în Scandinavia, și apoi în întreaga lume; printre ei numărându-se Henrik Wergeland⁠(d), Peter Christen Asbjørnsen, Jorgen Moe⁠(d) și Camilla Collett⁠(d).
La sfârșitul secolului al XIX-lea, în Epoca de Aur a literaturii norvegiene, au apărut așa-numiții „Cei Patru Mari”: Henrik Ibsen, Bjørnstjerne Bjørnson, Alexander Kielland și Jonas Lie. „Romanele țărănești” ale lui Bjørnson, cum ar fi Ein glad gut („Un băiat fericit”) și Synnøve Solbakken, sunt tipice pentru naționalismul romantic norvegian⁠(d) al epocii. Romanele și povestirile lui Kielland sunt în cea mai mare parte naturaliste. Deși un important contribuitor la începutul naționalismul romantic, (mai ales prin Peer Gynt), Henrik Ibsen este mai bine cunoscut pentru dramele sale realiste inovatoare, cum ar fi Rața sălbatică⁠(d) și O casă de păpuși. Ele au provocat scandal din cauza ilustrării moravurilor clasei de mijloc, cu infidelitate, căsătoriile nefericite, și corupția oamenilor de afaceri.
În secolul al XX-lea, trei romancieri norvegieni au primit Premiul Nobel pentru Literatură: Bjørnstjerne Bjørnson în 1903, Knut Hamsun pentru cartea Markens grøde⁠(d) („Creștere pământului”), în 1920, și Sigrid Undset (cunoscut pentru Kristinlavransdatter⁠(d)) în 1928. Și alți scriitori, cum ar fi următorii au adus contribuții importante: Dag Solstad, Jon Fosse, Cora Sandel⁠(d), Olav Duun, Olav Hauge⁠(d), Gunvor Hofmo⁠(d), Stein Mehren, Kjell Askildsen⁠(d), Hans Herbjørnsrud⁠(d), Aksel Sandemose⁠(d), Bergljot Hobæk Haff⁠(d), Jostein Gaarder, Erik Fosnes Hansen, Jens Bjørneboe, Kjartan Fløgstad⁠(d), Lars Saabye Christensen, Johan Borgen, Herbjørg Wassmo, Jan Erik Vold, Rolf Jacobsen⁠(d), Olaf Bull⁠(d), Jan Kjærstad, Georg Johannesen⁠(d), Tarjei Vesaas, Sigurd Hoel, Arnulf Øverland⁠(d) și Johan Falkberget.

### Cercetare
Printre oamenii de știință norvegieni recunoscuți pe plan internațional se numără matematicienii Niels Henrik Abel, Sophus Lie și Atle Selberg⁠(d), chimistul fizician Lars Onsager, fizicianul Ivar Giaever, chimiștii Odd Hassel, Peter Waage⁠(d), și Cato Maximilian Guldberg⁠(d).
În secolul al XX-lea, universitarii norvegieni au efectuat muncă de pionierat în multe științe sociale, inclusiv în criminologie, sociologie și studiul păcii și conflictelor⁠(d). Printre cele mai importante cadre universitare se numără Arne Næss⁠(d), filosof și fondator al ecologiei profunde; Johan Galtung, fondatorul studiului păcii⁠(d); Nils Christie⁠(d) și Thomas Mathiesen⁠(d), criminologi; Fredrik Barth, antropolog social; Vilhelm Aubert⁠(d), Harriet Holter⁠(d) și Erik Grønseth⁠(d), sociologi; Tove Stang Dahl⁠(d), pionier al dreptului în domeniul femeilor; Stein Rokkan⁠(d), politolog; și economiștii Ragnar Frisch, Trygve Haavelmo și Finn E. Kydland.
În 2014, doi oamenii de știință norvegieni, May-Britt Moser și Edvard Moser, au primit Premiul Nobel pentru Fiziologie sau Medicină, împreună cu John O'Keefe, pentru identificarea celulelor care compun un sistem de poziționare în creierul uman.

### Arhitectura

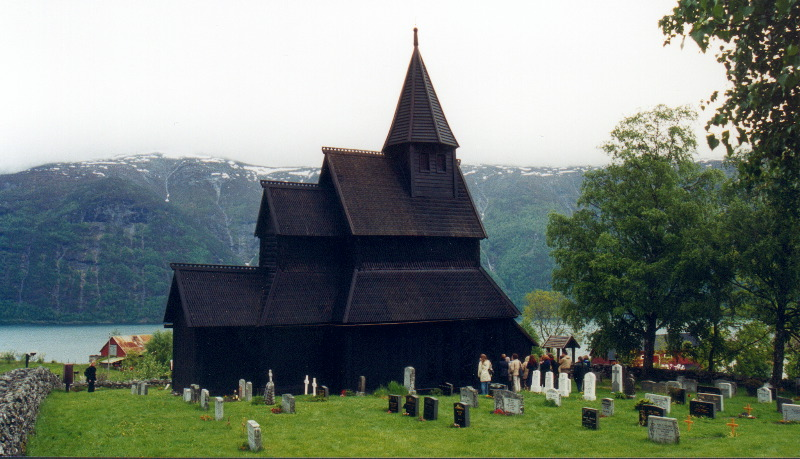
Biserica de lemn din Urnes, listată de UNESCO ca sit în Patrimoniul Mondial.

Cu pădurile sale extinse, Norvegia a avut mult timp o tradiție a construcțiilor din lemn. Multe dintre cele mai interesante clădiri noi sunt realizate din lemn, ceea ce reflectă atracția puternică pe care o exercită acest material asupra designerilor și constructorilor norvegieni.

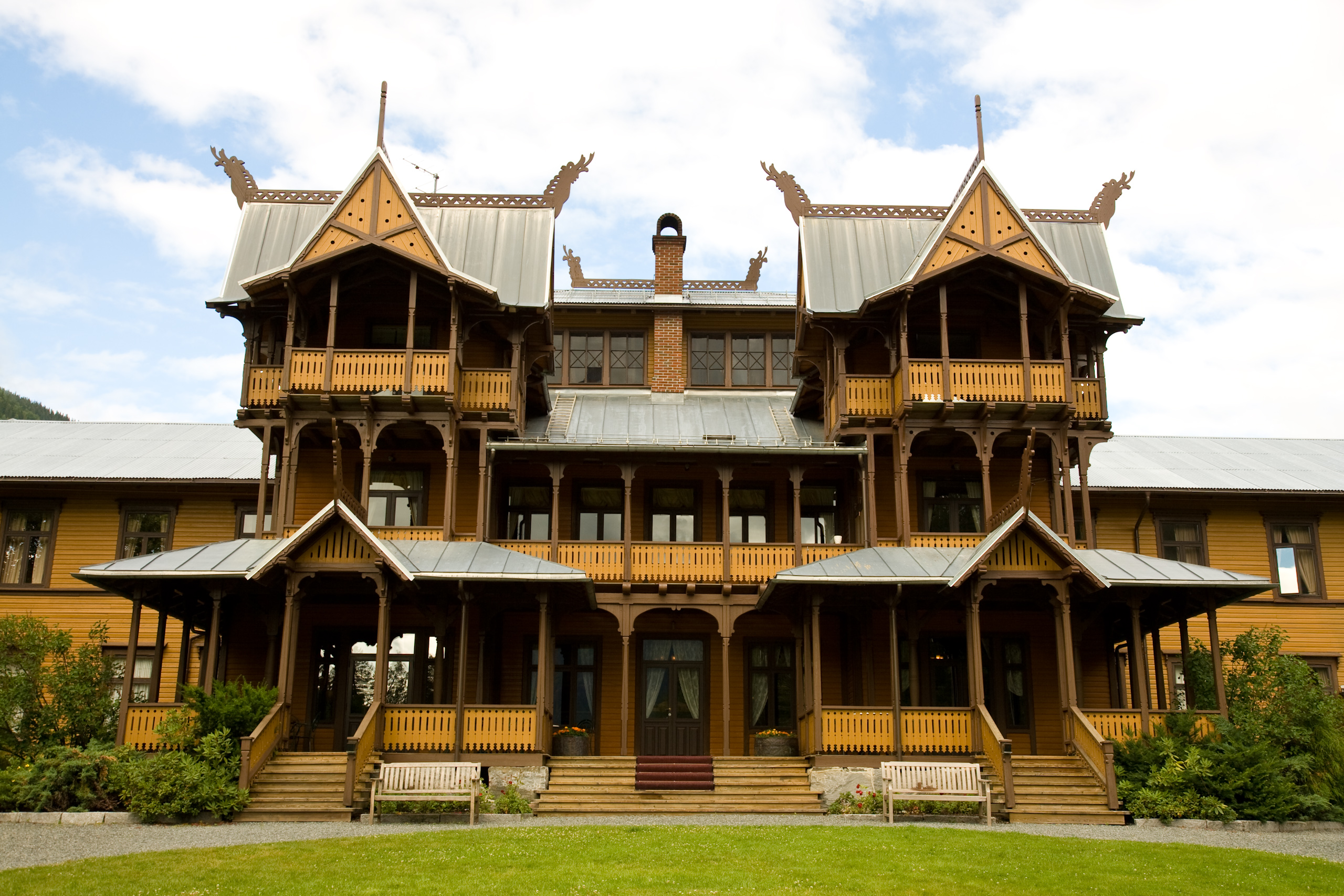
din Telemark, construit în („stilul dragon”), un stil de design și arhitectură care are originea în perioada.

Când Norvegia a trecut la creștinism acum circa 1.000 de ani, aici au început să se construiască biserici. Arhitectura din piatră a fost introdusă din Europa pentru cele mai importante structuri, începând cu construcția Catedralei Nidaros din Trondheim. La începutul Evului Mediu, au început să se construiască stavkirke din lemn în toată Norvegia. Unele dintre ele au rezistat până astăzi și reprezintă cea mai neobișnuită contribuție a Norvegiei la istoria arhitecturii. Un bun exemplu, biserica de lemn din Urnes din Sognefjord, este pe lista UNESCO a patrimoniului mondial. Un alt exemplu notabil de arhitectură din lemn îl constituie clădirile de pe cheiul Bryggen⁠(d) din Bergen și ele listate în Patrimoniul Cultural Mondial, constând dintr-un rând de structuri înalte și înguste, din lemn, de-a lungul cheiului.

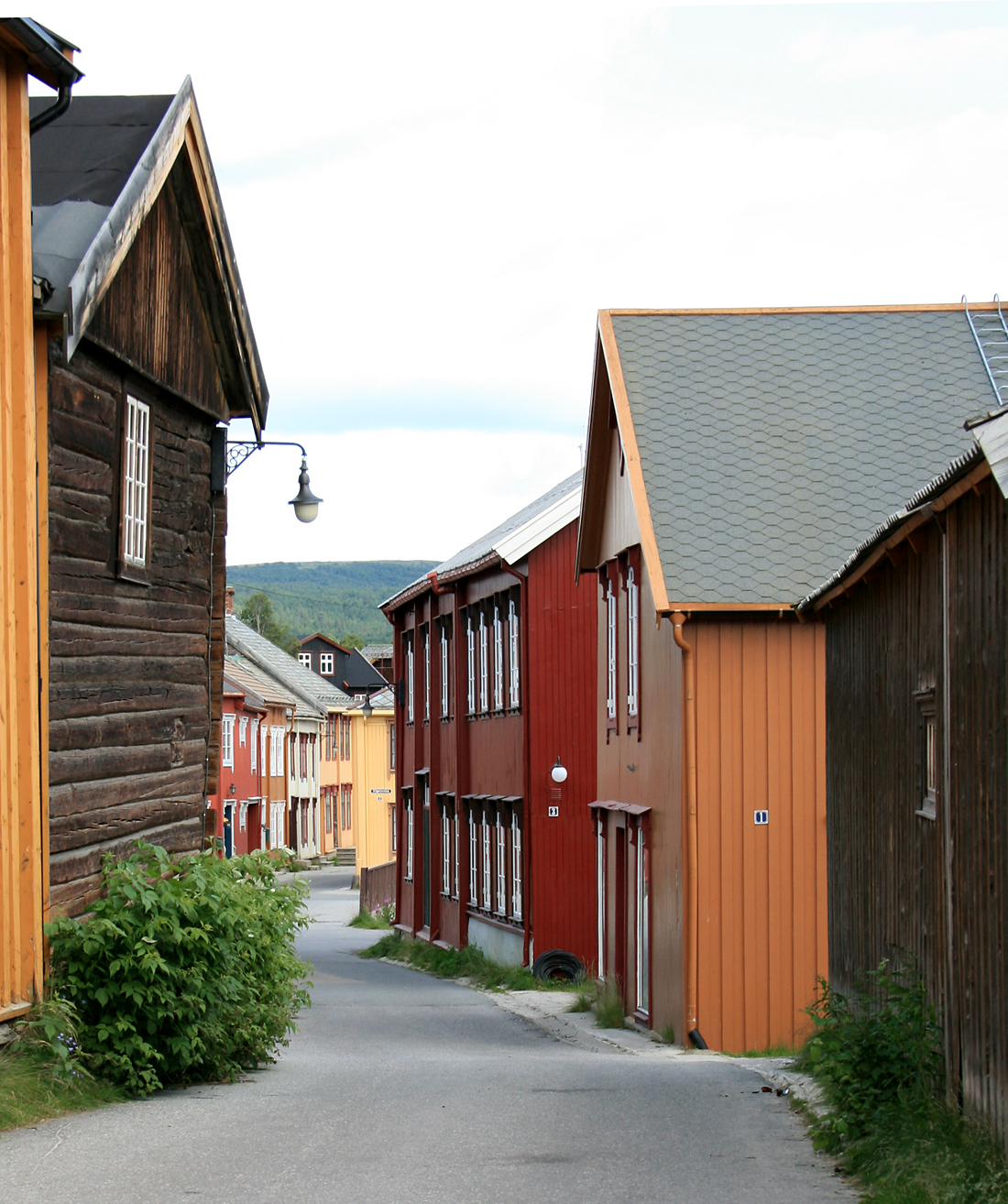
Orașul de secol al XVII-lea din Røros, desemnat în anul 1980 ca sit în Patrimoniul Mondial UNESCO, cu străzi înguste și case din lemn.

În secolul al XVII-lea, sub monarhia daneză, au fost înființate orașe și sate, cum ar fi Kongsberg și Røros. Orașul avea o biserică construită în stil baroc. Clădirile tradiționale din lemn, clădiri care au fost construite în Røros au supraviețuit.
După dizolvarea în 1814 a uniunii Norvegiei cu Danemarca, Oslo a devenit capitală. Arhitectul Christian H. Grosch⁠(d) a proiectat cele mai vechi părți ale Universității din Oslo, ale bursei de valori Oslo⁠(d), și multe alte clădiri și biserici construite în acea perioadă națională timpurie.
La începutul secolului al XX-lea, orașul Ålesund a fost reconstruit în stil Art Nouveau, stil, influențat de stilurile din Franța. Anii 1930, când domina funcționalismul, au devenit o perioadă puternică pentru arhitectura norvegiană. Abia din secolul al XX-lea, arhitecții norvegieni au căpătat și renume internațional. Una dintre cele mai remarcabile clădiri moderne din Norvegia Parlamentul Sami⁠(d) din Kárášjohka, proiectat de Stein Halvorson și Christian Sundby. Sala sa de dezbateri, din lemn, este o versiune abstractă de lawo, cort tradițional folosit de nomazii sami.

### Arta

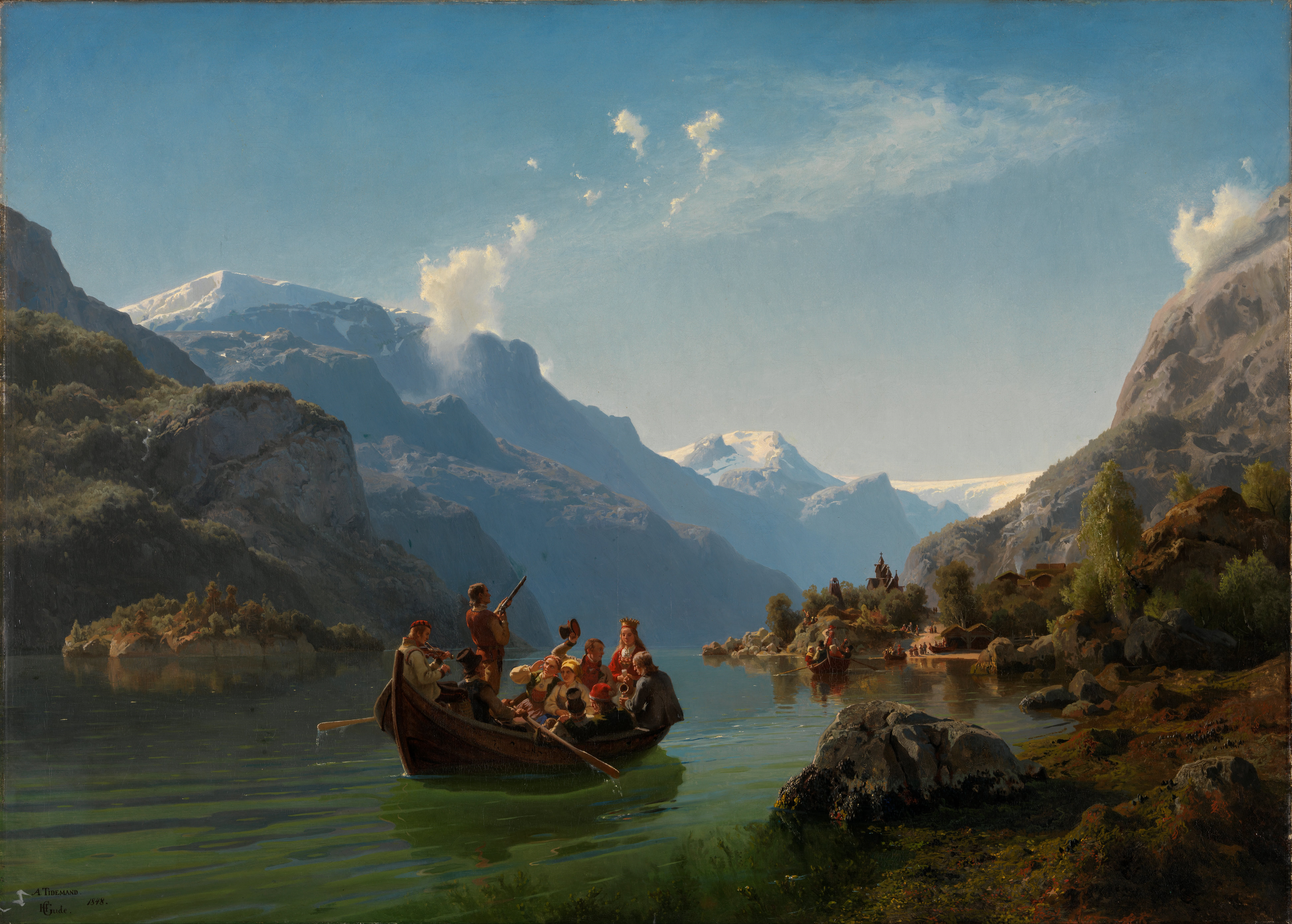
Brudeferd am Hardanger de Adolph Tidemand og Hans Gude, 1848

Pentru o perioadă îndelungată, arta norvegiană a fost dominată de opere de artă din Germania și Țările de Jos, precum și de influența de la Copenhaga. În secolul al XIX-lea a început o perioadă ca un adevărat norvegiană, în primul rând cu portrete, și mai târziu, cu peisaje impresionante. Johan Christian Dahl (1788-1857), la inceput din școala de la Dresda, s-a întors în cele din urmă pentru a picta peisaje din Norvegia de vest, definind pentru prima dată pictura norvegiană.
Proaspăta independență față de Danemarca a încurajat pictorii să-și dezvolte identitatea norvegiană, mai ales peisagiștii cum ar fi Kitty Kielland⁠(d), o pictoriță care a studiat cu Hans Gude⁠(d), și Harriet Backer⁠(d), un altă artistă pionieră, influențată de impresionism. Frits Thaulow⁠(d), un impresionist, a fost influențat de scena artistică din Paris, ca și Christian Krogh, un pictor realist, renumit pentru picturile sale de prostituate.
Remarcabil a fost Edvard Munch, un pictor simbolist/expresionist care a devenit celebru în întreaga lume pentru Țipătul care se spune că reprezintă anxietatea omului modern.
Alți artiști notabili sunt și Harald Sohlberg, un pictor neo-romantic amintit pentru picturile sale cu Røros, și Odd Nerdrum, un pictor figurativ care susține că munca lui nu este arta, ci kitsch-ul.

### Bucătăria
Tradițiile culinare norvegiene prezintă influența tradițiilor maritime și agrare, cu somonul (proaspăt și conservat), heringul⁠(d) (murat sau marinat), păstrăvul⁠(d), codul și alte fructe de mare fiind echilibrate cu brânzeturi, produse lactate și produse de panificație (predominant negre).
lefse⁠(d) este o pâine norvegiană de cartofi, de obicei acoperită cu cantități mari de unt și zahăr, cel mai frecvent pregătită în preajma Crăciunului. Unele feluri de mâncare tradiționale norvegiene sunt lutefisk⁠(d), smalahove⁠(d), pinnekjøtt⁠(d), raspeball⁠(d) și Fårikål⁠(d).

### Sporturile

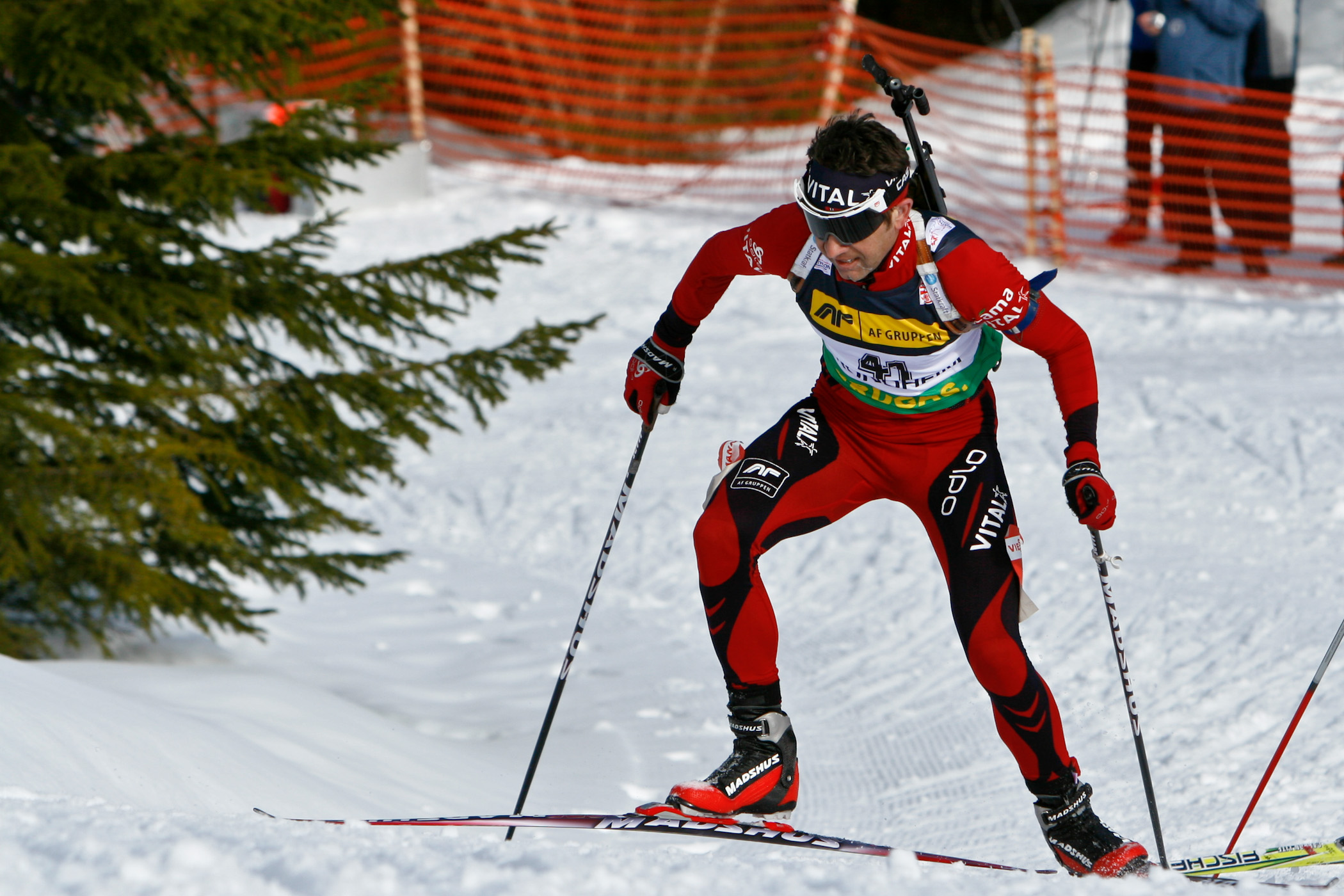
Biatlonistul Ole Einar Bjørndalen din Norvegia este cel mai de succes de sportiv la Jocurile Olimpice de Iarnă din toate timpurile, cu 13 medalii

Sportul este o parte centrală a culturii norvegiene, iar sporturi populare sunt fotbalul, biatlonul, schiul fond⁠(d), săriturile cu schiurile și, într-o mai mică măsură, hocheiul pe gheață și handbalul. Norvegia este cea mai de succes țară  din toate timpurile la Jocurile Olimpice de Iarnă.
Fotbalul este cel mai popular sport în Norvegia în termeni de practicanți activi legitimați. Într-un sondaj realizat în 2014-15, fotbalul s-a clasat mult în urma biatlonului și schiului fond⁠(d) în termeni de popularitate în rândul spectatorilor. Hocheiul pe gheață este cea mai practicat sport de sală. Echipa națională de handbal feminin a câștigat mai multe titluri, între care două turnee olimpice campionate (2008, 2012), trei Campionate Mondiale (1999, 2011, 2015) și șaseCampionate Europene (1998, 2004, 2006, 2008, 2010, 2014).
Echipa națională de fotbal a participat de trei ori la Cupa Mondială FIFA (1938, 1994, 1998), și o dată la Campionatul European (2000). Cea mai bună clasare conform FIFA a fost locul 2, poziție pe care a deținut-o de două ori, în 1993 și în 1995.
Șahul este câștigă și el popularitate în Norvegia. Magnus Carlsen este actualul campion mondial. Există aproximativ 10 mari maeștri și 29 de maeștri internaționali⁠(d) în Norvegia.
Norvegia a participat pentru prima dată la Jocurile Olimpice în anul 1900, și a trimis sportivi să concureze la fiecare ediție de atunci, cu excepția Olimpiadei din 1904, care a avut o prezență redusă, și a celei din 1980 de la Moscova, atunci când Norvegia a participat la boicotul american. Sportivi norvegieni celebi pentru sporturile de iarnă sunt, de exemplu, biatlonistul Ole Einar Bjørndalen și schiorii de fond Marit Bjørgen și Bjorn Dæhlie.
Norvegia a găzduit două ediții ale Jocurilor Olimpice:
- Jocurile Olimpice de Iarnă din 1952 de la Oslo
- Jocurile Olimpice de Iarnă din 1994 de la Lillehammer